# Cape Town
Cape Town (în afrikaans Kaapstad, în xhosa: iKapa) este capitala legislativă a Africii de Sud. Cunoscută colocvial sub numele de „Orașul-mamă” (The Mother City), este cel mai vechi oraș din țară și sediul Parlamentului Africii de Sud. Cape Town este al doilea oraș ca mărime din țară, după Johannesburg, și cel mai mare din provincia Western Cape. Orașul face parte din municipalitatea metropolitană City of Cape Town.
Orașul este renumit pentru portul său, amplasarea sa naturală în Regiunea Floristică Cape, precum și pentru reperele sale, cum ar fi Muntele Masă (Table Mountain) și Punctul Capului (Cape Point). În 2014, Cape Town a fost desemnat Capitală Mondială a Designului de către Consiliul Internațional al Societăților de Design Industrial. De asemenea, în 2014, Cape Town a fost considerat cel mai bun loc din lume de vizitat de către The New York Times, iar în 2016 și 2023 de către The Daily Telegraph. Orașul a fost unul dintre locurile gazdă ale turneelor din 1995 la Cupa Mondială de Rugby și din 2010 la Campionatul Mondial de Fotbal.
Situată pe țărmul Golfului Table, zona City Bowl din Cape Town este cea mai veche așezare urbană din Western Cape și are un patrimoniu cultural deosebit. Orașul a fost fondat de Compania Neerlandeză a Indiilor de Est (VOC) ca stație de aprovizionare pentru navele neerlandeze care navigau spre Africa de Est, India și Orientul Îndepărtat. Sosirea lui Jan van Riebeeck la 6 aprilie 1652 a marcat înființarea Coloniei Capului, prima așezare europeană permanentă din Africa de Sud. Cape Town și-a depășit rapid rolul inițial de avanpost european la Castelul Bunei Speranțe, devenind centrul economic și cultural al Coloniei Capului. Până la Goana după Aur din Witwatersrand din 1886 și dezvoltarea orașului Johannesburg, Cape Town a fost cel mai mare oraș din sudul Africii.
Zona metropolitană are o coastă lungă pe Oceanul Atlantic, care include Golful False, și se extinde până la munții Hottentots Holland spre est. Parcul Național Table Mountain se află în interiorul limitelor orașului și există mai multe alte rezervații naturale și zone marine protejate atât în interiorul orașului, cât și în apropierea acestuia, care protejează diversitatea mediului natural terestru și marin.

## Istorie
Nu există nicio certitudine că altcineva ar fi ocupat locul orașului înainte de europeni, din secolul XV. Cele mai vechi rămășițe construite în regiune datează de acum 15.000 de ani și au fost găsite la Peștera Peers din suburbia Fish Hoek. Nu există izvoare istorice scrise, înainte de a fi menționat pentru prima dată de către navigatorul portughez Bartolomeo Diaz. În 1488, Bartolomeo Diaz a fost primul european care a ajuns în regiunea respectivă, pe care a denumit-o Capul Furtunilor (Cabo das Tormentas). Ulterior, a fost redenumit de Ioan al II-lea al Portugaliei drept Capul Bunei Speranțe (Cabo da Boa Esperança), din cauza oportunităților economice semnificative generate de deschiderea unei rute maritime spre India și Orientul Îndepărtat. Vasco da Gama a văzut Capul Bunei Speranțe în 1497. În 1510, la bătălia râului Salt, Francisco de Almeida și cincizeci dintre oamenii săi au fost învinși și uciși de către clanul !Uriǁ’aekua ("Goringhaiqua" în ortografie aproximativă olandeză), care a fost unul dintre clanurile Khoekhoe din zonă. Aceste clanuri includ și clanul !Uriǁ’aeǀ’ona ("Goringhaicona" în ortografie aproximativă olandeză, cunoscut și sub numele de "Strandlopers"), care se pare că ar fi strămoșii națiunii !Ora de astăzi. La sfârșitul secolului al XVI-lea, corăbiile portugheze, franceze, daneze, olandeze și engleze, dar mai ales portugheze, au continuat să se oprească în mod regulat în golful Table Bay, în drum spre Indiile de Est. Au făcut comerț cu tutun, cupru și fier cu clanurile Khoekhoe din regiune, în schimbul cărnii proaspete.

### Perioada olandeză
La data de 6 aprilie 1652, Jan van Riebeeck și alți angajați olandezi ai Companiei Olandeze a Indiilor de Est (în olandeză: Verenigde Oost-Indische Compagnie, VOC) au înființat o stație de aprovizionare pentru corăbiile care călătoreau spre Indiile de Est Olandeze, și au construit Fortul de Goede Hoop (înlocuit mai târziu de Castelul Bunei Speranțe). Așezarea olandeză a crescut lent în această perioadă, deoarece a fost greu de găsit forță de muncă adecvată. Această deficiență de forță a determinat autoritățile să aducă sclavi din Indonezia și Madagascar. Mulți dintre aceștia au devenit strămoșii primelor comunități coloured din regiunea Cape. Sub Jan van Riebeeck și succesorii săi în calitate de comandanți VOC și, mai târziu, guvernatori ai coloniei Cape, o gamă impresionantă de plante utile a fost introdusă în regiunea Cape, ceea ce a schimbat mediul natural pentru totdeauna. Unele dintre acestea, inclusiv struguri, cereale, nuci măcinate, cartofi, mere și citrice, au avut o influență importantă și de durată asupra societăților și economiilor locale din regiune. Pe parcursul timpului, regiunea Cape a început să găzduiască o populație mare de "vrijlieden", cunoscuți și sub numele de "vrijburgers" (cetățeni liberi), foști angajați ai companiei care au rămas pe teritoriile olandeze după ce și-au îndeplinit obligațiile contractuale. Împreună cu alți coloniști din Olanda, Franța (mai exact hughenoții) și Germania, care începeau să se stabilească în regiune, aceștia sunt recunoscuți ca fiind strămoșii poporului afrikaner.

### Perioda britanică

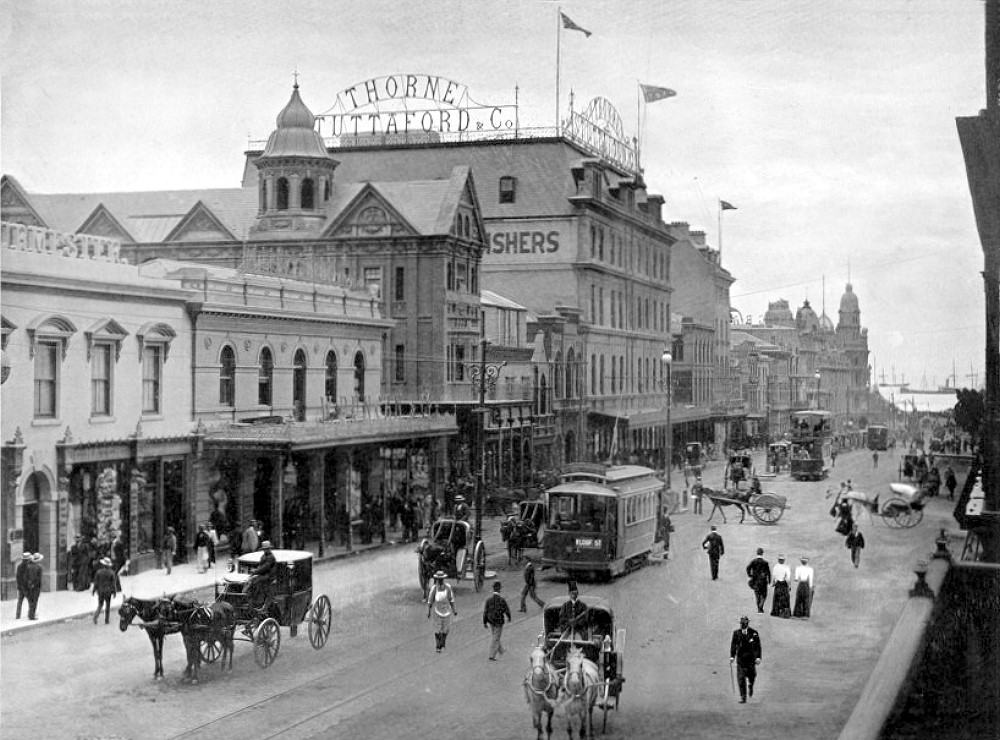
În 1897, Strada Adderley era un important nod comercial în Cape Town, într-o perioadă în care orașul reprezenta cel mai important centru de activitate economică din regiunea Africii Sudice

Când Provinciile Unite au devenit Republica Batavă, un stat clientelar al Franței revoluționare, Regatul Marii Britanii a intervenit pentru a prelua controlul asupra coloniilor sale. Marea Britanie a capturat Cape Town în 1795, dar regiunea Cape a fost returnată olandezilor prin tratat în 1803. Forțele britanice au ocupat din nou regiunea Cape în 1806, în urma bătăliei de la Blaauwberg. În Tratatul anglo-olandez din 1814, Cape Town a fost cedat definitiv Regatului Unit. A devenit capitala Coloniei Capului, al cărei teritoriu s-a extins foarte substanțial în anii 1800. Odată cu extinderea coloniei, mai multe voci cereau o independență mai mare față de Regatul Unit. Colonia Capului a obținut propriul parlament în 1854 și un prim-ministru responsabil la nivel local în 1872. Dreptul de vot a fost stabilit pe baza sistemului "sufragie calificată în colonia/provincia Cape," care nu era pe bază rasială, dar totuși discriminatoriu pe bază de gen. Acest sistem a acordat dreptul femeilor la vot în 1930, devenind în 1931 primul și singurul sistem care acorda sufragiu universală în Africa de Sud. Din păcate, această realizare a fost înlăturată după 5 ani, când provincia Cape a introdus pentru prima dată restricții rasiale la vot în 1936.
În perioada 1850-1870, mai multe specii de plante au fost introduse din Australia de către autoritățile britanice. În special planta acacia rooikrans (Acacia cyclops) cu scopul de a stabiliza nisipul din zona Cape Flats pentru a permite construirea unei șosele care leagă peninsula cu restul continentului african; și eucaliptul pentru a scurge mlaștinile, astfel încât să contribuie la eliminarea malariei. Descoperirea diamantelor în Griqualand West în 1867 și goana după aur din Witwatersrand în 1886 au rezultat într-o creștere semnificativă a imigrației în Africa de Sud. Conflictele dintre republicile burilor din interiorul țării și guvernul colonial britanic au avut ca rezultat Primul Război al Burilor din 1880-1881, pe care republicile burilor l-au câștigat, și al Doilea Război al Burilor din 1899–1902, pe care Regatul Unit l-a câștigat.

### Perioada sud-africană

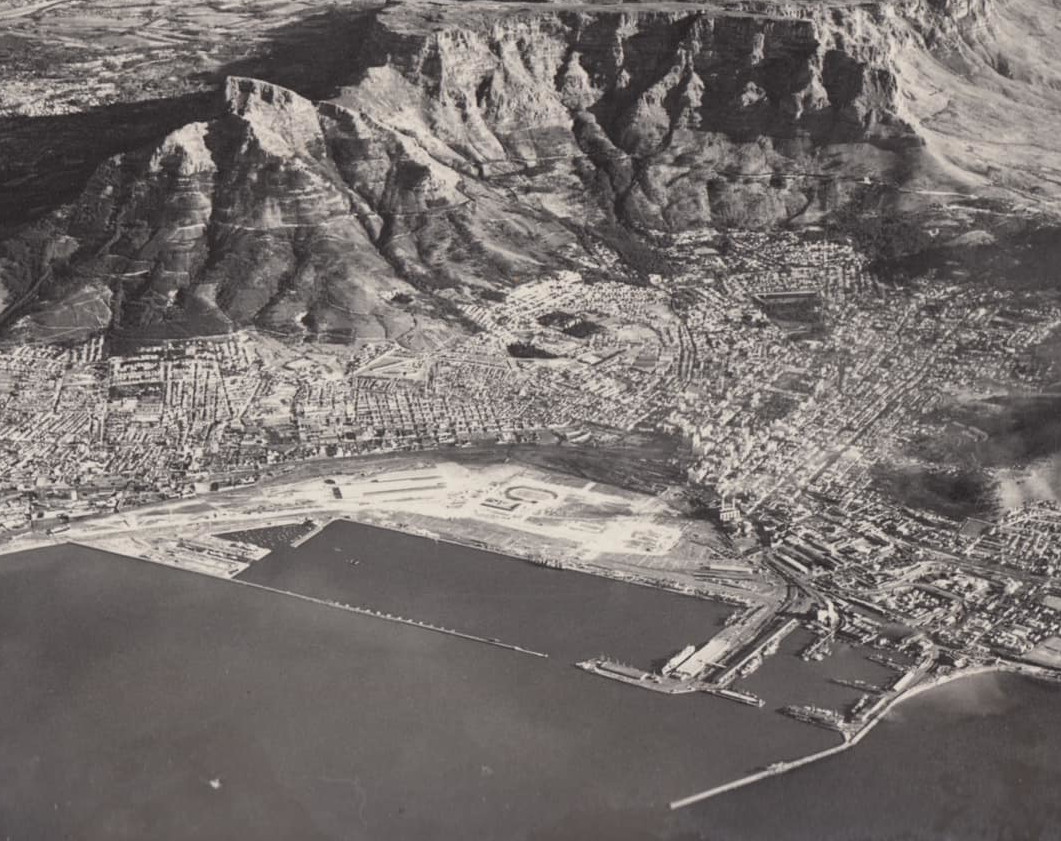
O fotografie aeriană a noii faleze din Cape Town, finalizată în 1945. În fotografie se observă o vastă suprafață de teren gol între centrul orașului și noul port, construit pe terenuri recuperate din Golful Table Bay, în urma lucrărilor de îndiguire și lărgire.

În 1910, Marea Britanie a format Uniunea Africii de Sud prin unificarea Coloniei Capului cu cele două republici învinse ale burilor și colonia britanică Natal. Cape Town a devenit capitala legislativă a Uniunii, iar mai târziu a Republicii Africa de Sud. 

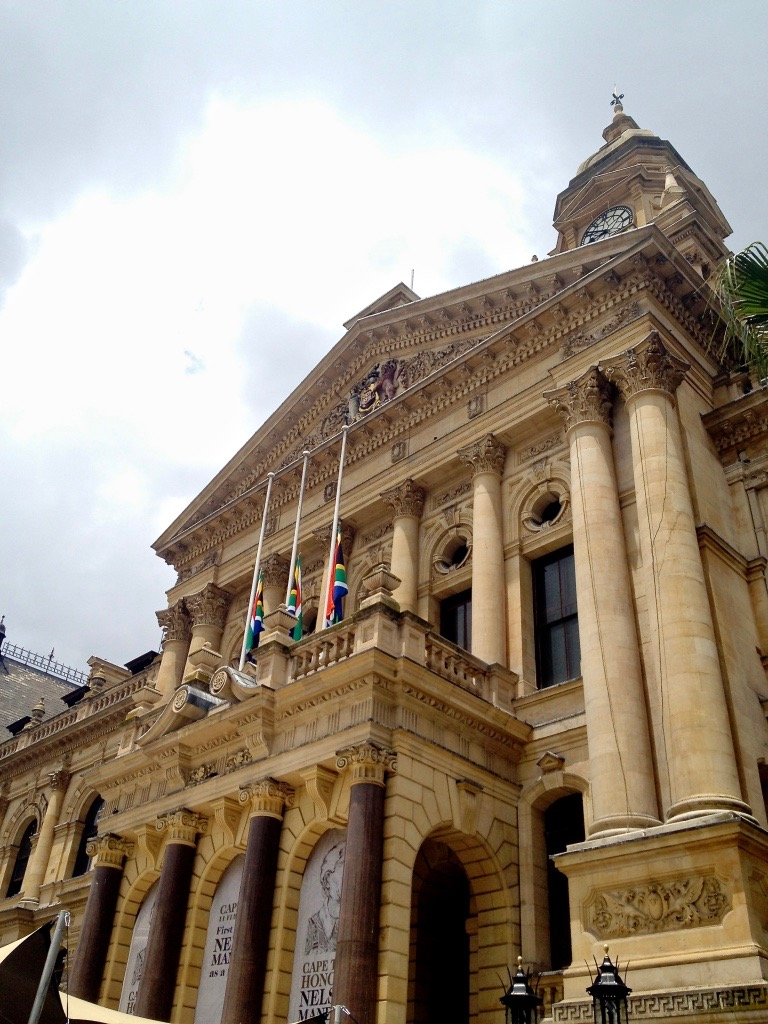
Balconul clădirii veche a primăriei, unde Nelson Mandela a ținut primul său discurs public la câteva ore după ce a fost eliberat.

În acest secol, în căutarea locurilor de muncă, a început și migrația africanilor negri spre Cape Town, care au migrat sute de ani mai devreme din vestul și centrul Africii până în partea estică a țării. Înainte de jumătatea secolului XX, Cape Town era probabil cel mai integrat oraș din Africa de Sud din punct de vedere rasial. La alegerile naționale din 1948, Partidul Național a câștigat pe o platformă de apartheid (segregarea rasială) sub sloganul de "swartgevaar" (un termen în limba afrikaans folosit în timpul apartheidului care înseamnă "pericolul negru” și care se referă la amenințarea percepută de securitate a populației africane negre pentru guvernul sud-african). Acest lucru a dus la dezmembrarea și eventuala abolire a dreptului de vot multirasial din provincia Cape, precum și la Group Areas Act (Legea privind stabilirea zonelor rasiale) în 1951, care a clasificat toate zonele în funcție de rasă. Fostele suburbii multirasiale din Cape Town au fost fie golite de rezidenții considerați ilegali prin legislația apartheidului, fie demolate. Cel mai infam exemplu în acest capitol a fost soarta cartierului District Six. După ce a fost declarată zonă unică pentru albi, în 1965, toate locuințele de acolo au fost demolate și peste 60.000 de locuitori au fost mutați cu forța. Mulți dintre acești rezidenți au fost mutați în mai multe suburbii din regiunea Cape Flats, inclusiv cartierul Lavender Hill. Sub apartheid, provincia Cape era considerată "zonă de preferințe pentru muncitori coloured”, cu excluderea populației „Bantu”, adică africanii negri. Punerea în aplicare a acestei politici a fost larg opusă de sindicate, societatea civilă și partidele de opoziție. Este de remarcat faptul că această politică nu a fost cerută sau susținută în mod public de nicio persoană coloured, iar punerea în aplicare a acesteia a fost o decizie unilaterală de către guvernul apartheid.
Studenții din cartierele africanilor negri Langa, Gugulethu și Nyanga din Cape Town au reacționat la știrile protestelor din Soweto din iunie 1976 împotriva programului guvernamental "Educației Bantu" și au organizat adunări și marșuri, care au fost întâmpinate cu rezistență din partea poliției. O serie de clădiri școlare au fost arse.
În Cape Town se aflau mulți lideri ai mișcării anti-apartheid. Pe Insula Robben, o fostă insulă penitenciară aflată la 10 kilometri de oraș, mulți prizonieri politici celebri au fost ținuți de ani buni, inclusiv Nelson Mandela. Într-unul dintre cele mai faimoase momente care marchează sfârșitul apartheidului, Nelson Mandela și-a ținut primul discurs public de la încarcerarea lui, de la balconul Primăriei din Cape Town, la câteva ore după ce a fost eliberat pe 11 februarie 1990. Discursul său a marcat începutul unei noi ere pentru țară, iar primele alegeri democratice au avut loc patru ani mai târziu, pe 27 aprilie 1994. Piața Nobel din zona Victoria & Alfred Waterfront prezintă statui ale celor patru câștigători ai Premiului Nobel pentru pace din Africa de Sud: Albert Luthuli, Desmond Tutu, F. W. de Klerk și Nelson Mandela.

## Geografie

Centrul orașului (cunoscut sub numele City Bowl) văzut de pe muntele Lion's Head în luna mai (spre sfârșitul toamnei).

Cape Town este situat la 33,55 ° S latitudine (aproximativ la fel ca Sydney și Buenos Aires și echivalent cu Casablanca și Los Angeles în emisfera nordică) și longitudine 18,25 ° E. Muntele Masă (Table Mountain), cu stâncile sale aproape verticale și vârful plat la peste 1.000 m înălțime, și cu Devil's Peak și Lion's Head de o parte și de alta, formează împreună un fundal muntos dramatic care înconjoară zona centrală a orașului Cape Town, creând așa-numitul City Bowl (castronul orașului). O fâșie subțire de nori, cunoscută sub denumirea de „fața de masă”, se formează uneori în vârful plat a muntelui. Spre sud, Peninsula Cape este o coloană vertebrală pitorească care merge 40 de kilometri spre sud în Oceanul Atlantic și se termină la Punctul Capului (Cape Point). Există peste 70 de vârfuri de peste 300 m în limitele oficiale ale orașului Cape Town. Multe dintre suburbiile orașului se află pe marea câmpie denumită Cape Flats, care se întinde pe o distanță de peste 50 de kilometri spre est și se alătură peninsulei cu restul continentului. Regiunea Cape Town este caracterizată de o coastă extinsă, lanțuri muntoase accidentate, câmpii de coastă, văi interioare și franjuri semi-deșertice.

### Insula Robben
UNESCO a declarat Insula Robben drept patrimoniu mondial în 1999. Insula Robben este situată în golful Table Bay, la aproximativ 6 km (3,7 km) la vest de Bloubergstrand în Cape Town și se află la aproximativ 30 de metri deasupra nivelului mării. Insula Robben a fost folosită ca închisoare unde oamenii au fost izolați, alungați și exilați timp de aproape 400 de ani. De asemenea, a fost folosită ca colonie de lepră, birou poștal, teren de pășunat, spital de psihiatrie și stație de aprovizionare.
În prezent, vizitatorii pot accesa insula doar prin intermediul serviciului de feribot al Muzeului Insulei Robben, care rulează de trei ori pe zi până la începutul sezonului de vârf (1 septembrie). Feriboturile pleacă de la Nelson Mandela Gateway în zona V&A Waterfront.

### Climă
Cape Town are o climă mediteraneană caldă (Köppen "Csb"), cu ierni blânde, moderat umede și veri secetoase și calde. Iarna, care durează de la începutul lunii iunie până la sfârșitul lunii august, poate observa pe perioade limitate fronturi mari reci din Oceanul Atlantic, cu precipitații semnificative și vânturi puternice spre nord-vest. În lunile de iarnă, temperaturile înregistrează o medie de maxim 18° C și minimă de 8,5° C. Precipitațiile anuale ale orașului sunt în medie de 515 milimetri, deși în suburbiile sudice, aproape de munți, precipitațiile sunt mai mari cu medii mai apropiate de 1.000 mm. Vara, care durează din decembrie până în martie, este caldă și uscată, cu o medie maximă de 26° C și minimă de 16° C. Regiunea se poate încălzi mult peste medie atunci când vântul Berg, adică „vântul de munte”, suflă din interiorul Karoo-ului câteva săptămâni în februarie sau martie. Primăvara și vara au, în general, un vânt puternic din partea de sud-est, cunoscut local sub denumirea de south-easter (sud-estul) sau the Cape Doctor (Doctorul Capului), așa numit pentru că curăță poluarea aerului. Acest vânt este cauzat de un sistem de înaltă presiune, care se află în Atlanticul de Sud la vestul orașului Cape Town, cunoscut sub denumirea de South Atlantic High. Cape Town primește 3.100 de ore de soare pe an.
Temperaturile apei variază foarte mult, între 10° C pe litoralul Atlanticului și până la peste 22° C în golfului False Bay. Temperaturile medii anuale ale oceanelor sunt cuprinse între 13° C pe litoralul Atlantic (similar cu apele californiene, cum ar fi San Francisco sau Big Sur), și 17° C în golful False Bay (similar cu temperaturi în partea de nord a mării Mediterane, cum ar fi Nisa sau Monte Carlo).
| Date climatice pentru Cape Town (1961–1990)           | Date climatice pentru Cape Town (1961–1990) | Date climatice pentru Cape Town (1961–1990) | Date climatice pentru Cape Town (1961–1990) | Date climatice pentru Cape Town (1961–1990) | Date climatice pentru Cape Town (1961–1990) | Date climatice pentru Cape Town (1961–1990) | Date climatice pentru Cape Town (1961–1990) | Date climatice pentru Cape Town (1961–1990) | Date climatice pentru Cape Town (1961–1990) | Date climatice pentru Cape Town (1961–1990) | Date climatice pentru Cape Town (1961–1990) | Date climatice pentru Cape Town (1961–1990) | Date climatice pentru Cape Town (1961–1990) |
| Luna                                                  | Ian                                         | Feb                                         | Mar                                         | Apr                                         | Mai                                         | Iun                                         | Iul                                         | Aug                                         | Sep                                         | Oct                                         | Nov                                         | Dec                                         | Anual                                       |
| ----------------------------------------------------- | ------------------------------------------- | ------------------------------------------- | ------------------------------------------- | ------------------------------------------- | ------------------------------------------- | ------------------------------------------- | ------------------------------------------- | ------------------------------------------- | ------------------------------------------- | ------------------------------------------- | ------------------------------------------- | ------------------------------------------- | ------------------------------------------- |
| Maxima medie °C (°F)                                  | 26.1 (79)                                   | 26.5 (79,7)                                 | 25.4 (77,7)                                 | 23.0 (73,4)                                 | 20.3 (68,5)                                 | 18.1 (64,6)                                 | 17.5 (63,5)                                 | 17.8 (64)                                   | 19.2 (66,6)                                 | 21.3 (70,3)                                 | 23.5 (74,3)                                 | 24.9 (76,8)                                 | 22,0 (71,6)                                 |
| Media zilnică °C (°F)                                 | 20.4 (68,7)                                 | 20.4 (68,7)                                 | 19.2 (66,6)                                 | 16.9 (62,4)                                 | 14.4 (57,9)                                 | 12.5 (54,5)                                 | 11.9 (53,4)                                 | 12.4 (54,3)                                 | 19.6 (67,3)                                 | 15.6 (60,1)                                 | 17.9 (64,2)                                 | 19.5 (67,1)                                 | 16,2 (61,2)                                 |
| Minima medie °C (°F)                                  | 15.7 (60,3)                                 | 15.6 (60,1)                                 | 14.2 (57,6)                                 | 11.9 (53,4)                                 | 9.4 (48,9)                                  | 7.8 (46)                                    | 7.0 (44,6)                                  | 7.5 (45,5)                                  | 8.7 (47,7)                                  | 10.6 (51,1)                                 | 13.2 (55,8)                                 | 14.9 (58,8)                                 | 11,4 (52,5)                                 |
| Minima istorică °C (°F)                               | 7.4 (45,3)                                  | 6.4 (43,5)                                  | 4.6 (40,3)                                  | 2.4 (36,3)                                  | 0.9 (33,6)                                  | −1.2 (29,8)                                 | −1.3 (29,7)                                 | −0.4 (31,3)                                 | 0.2 (32,4)                                  | 1.0 (33,8)                                  | 3.9 (39)                                    | 6.2 (43,2)                                  | −1,3 (29,7)                                 |
| Precipitații mm (inches)                              | 15 (0.59)                                   | 17 (0.67)                                   | 20 (0.79)                                   | 41 (1.61)                                   | 69 (2.72)                                   | 93 (3.66)                                   | 82 (3.23)                                   | 77 (3.03)                                   | 40 (1.57)                                   | 30 (1.18)                                   | 14 (0.55)                                   | 17 (0.67)                                   | 515 (20,28)                                 |
| Umiditate [%]                                         | 71                                          | 72                                          | 74                                          | 78                                          | 81                                          | 81                                          | 81                                          | 80                                          | 77                                          | 74                                          | 71                                          | 71                                          | 76                                          |
| Nr. de zile cu precipitații (≥ 0.1 mm)                | 5.5                                         | 4.6                                         | 4.8                                         | 8.3                                         | 11.4                                        | 13.3                                        | 11.8                                        | 13.7                                        | 10.4                                        | 8.7                                         | 4.9                                         | 6.3                                         | 103,7                                       |
| Ore însorite                                          | 337.9                                       | 297.4                                       | 292.9                                       | 233.5                                       | 205.3                                       | 175.4                                       | 193.1                                       | 212.1                                       | 224.7                                       | 277.7                                       | 309.8                                       | 334.2                                       | 3.094,0                                     |
| Sursa nr. 1: Organizația Meteorologică Mondială, NOAA |                                             |                                             |                                             |                                             |                                             |                                             |                                             |                                             |                                             |                                             |                                             |                                             |                                             |
| Sursa nr. 2: Serviciul Sud-African de Meteorologie    |                                             |                                             |                                             |                                             |                                             |                                             |                                             |                                             |                                             |                                             |                                             |                                             |                                             |

### Flora și fauna

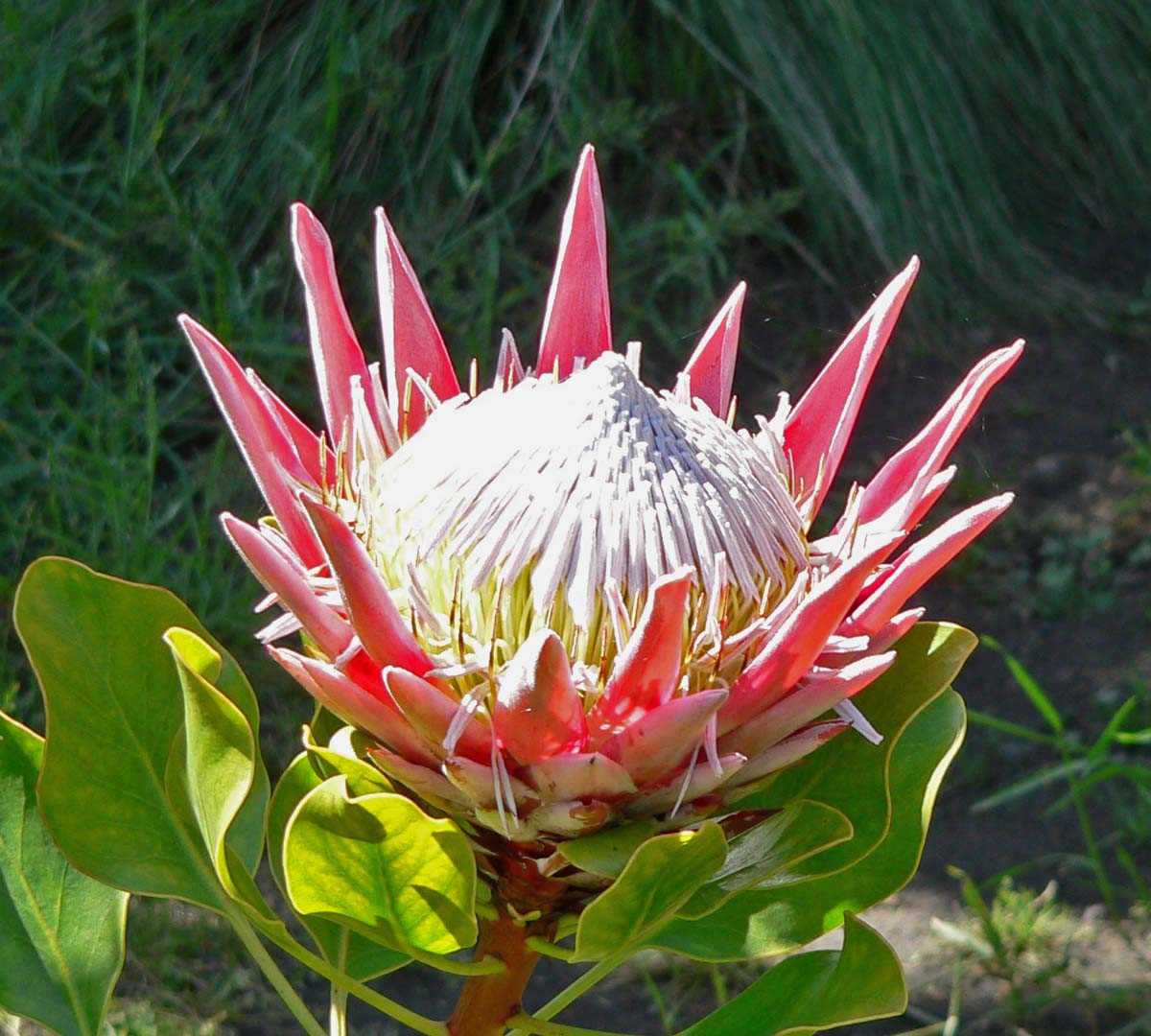
Ca parte din vegetația fynbos, 92% din speciile de protea sunt în Regiunea Floristică Cape. De asemnea, specia de protea din imagine, protea regală (King Protea), este simbolic floarea natională.

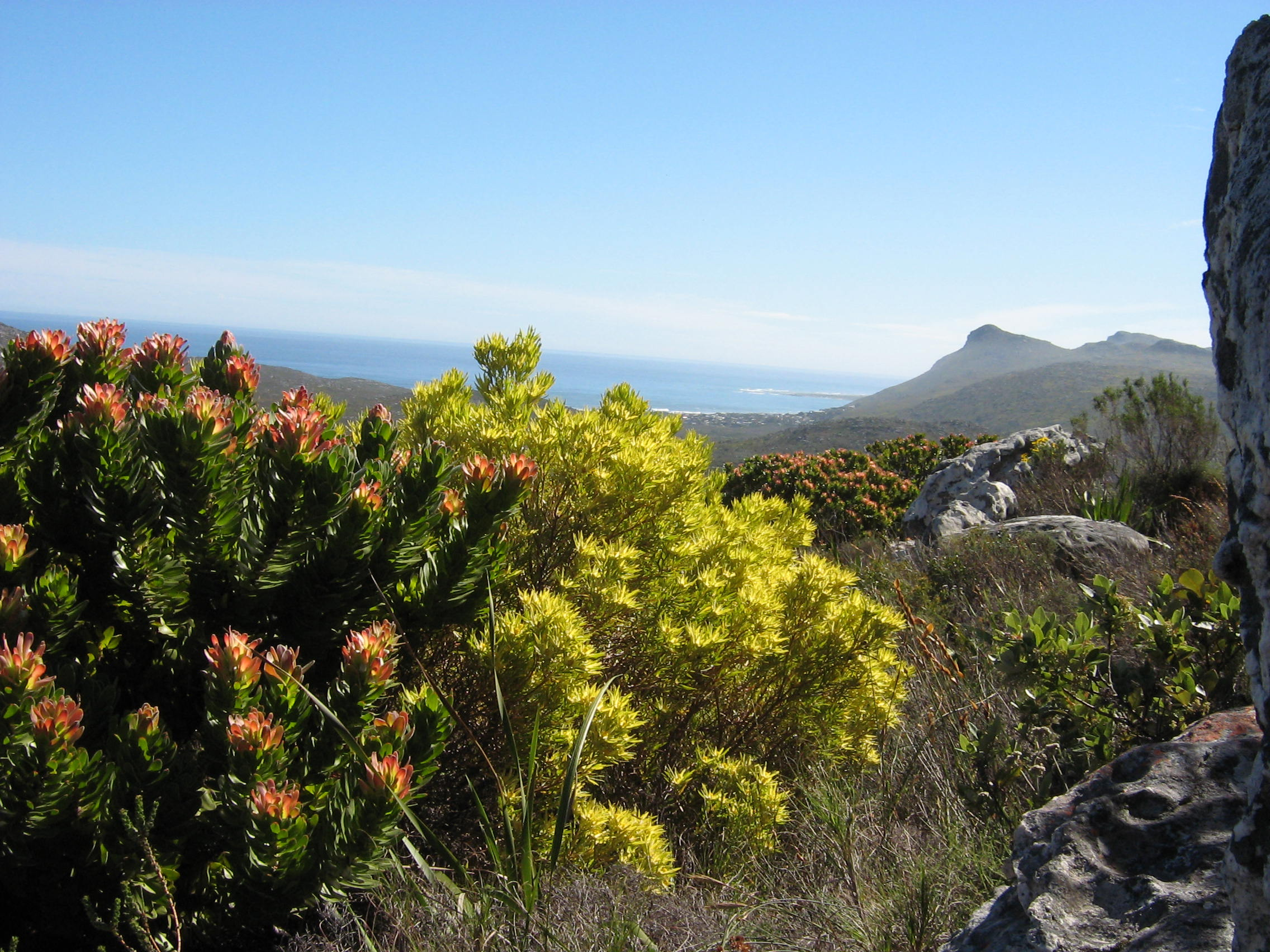
Vegetația Peninsula Sandstone Fynbos în creștere în Parcul Național Table Mountain.

Situat în Regiunea Floristică Cape, un punct fierbinte (sau punct critic) al biodiversității (identificat de către organizația Conservation International), orașul Cape Town are unul dintre cele mai înalte niveluri de biodiversitate din orice regiune echivalentă din lume. Aceste arii protejate sunt un patrimoniu mondial și se estimează că 2.200 de specii de plante se regăsesc numai pe Muntele Masă (Table Mountain) - mai mult decât în întregul Regat Unit, care are 1.200 de specii de plante și 67 de specii de plante endemice. Multe dintre aceste specii, inclusiv multe specii de protea, sunt endemice muntelui și nu pot fi găsite nicăieri în altă parte.
Orașul găzduiește un total de 19 tipuri diferite de vegetație, dintre care mai multe sunt endemice orașului și nu se regăsesc nicăieri în lume. De asemenea este singurul habitat pentru sute de specii endemice și alte sute de specii care sunt grav restricționate sau amenințate. Această diversitate largă de specii se datorează în principal faptului că orașul este situat în mod unic la punctul de convergență al mai multor tipuri de sol și microclime diferite.
Muntele Masă (Table Mountain) are o biodiversitate neobișnuit de bogată. Vegetația sa constă în principal din mai multe tipuri diferite de Cape Fynbos, o planta unică și bogată. Tipul principal de vegetație este planta Peninsula Sandstone Fynbos (care are un risc mare de dispariție în sălbăticie), dar apar de asemenea și vegațiile Peninsula Granite Fynbos, Peninsula Shale Renosterveld și Afromontane (care au un risc extrem de mare de dispariție în sălbăticie), care cresc pe munte în cantități mai mici. 
Din păcate, creșterea rapidă a populației și extinderea orașului a eliminat o mare parte a acestor ecosisteme din cauza dezvoltării urbane. În consecință, Cape Town are acum peste 300 de specii de plante amenințate și 13 specii care au dispărut. Peninsula Cape, care se află în întregime în orașul Cape Town, are cea mai mare concentrare de specii amenințate din orice zonă continentală de dimensiuni echivalente din lume. Cantități mici de specii de plante care sunt pe cale de dispariție sau aproape de dispariție supraviețuiesc uneori pe marginea carosabilului, pe trotuare și pe terenuri de sport. Restul ecosistemelor sunt protejate parțial printr-un sistem de peste 30 de rezervații naturale - inclusiv marele Parcul Național Table Mountain, care acoperă jumătate din suprafața orașului.
În 2019, Cape Town a ajuns în competiția iNaturalist City Nature Challenge pe primul loc în două din cele trei categorii: cele mai multe observații și cele mai multe specii. Aceasta a fost prima intrare a capetonienilor în această competiție anuală pentru a observa și înregistra biodiversitatea locală într-un weekend lung de patru zile în timpul ceea ce este considerat cel mai rău moment al anului pentru observațiile locale. Cu toate acestea, un sondaj la nivel mondial a arătat că rata de extincție a plantelor endemice din orașul Cape Town este una dintre cele mai ridicate din lume, la aproximativ trei pe an din 1900 - parțial o consecință a habitatelor foarte mici și localizate și a unei endemizități ridicate.

### Suburbiile orașului

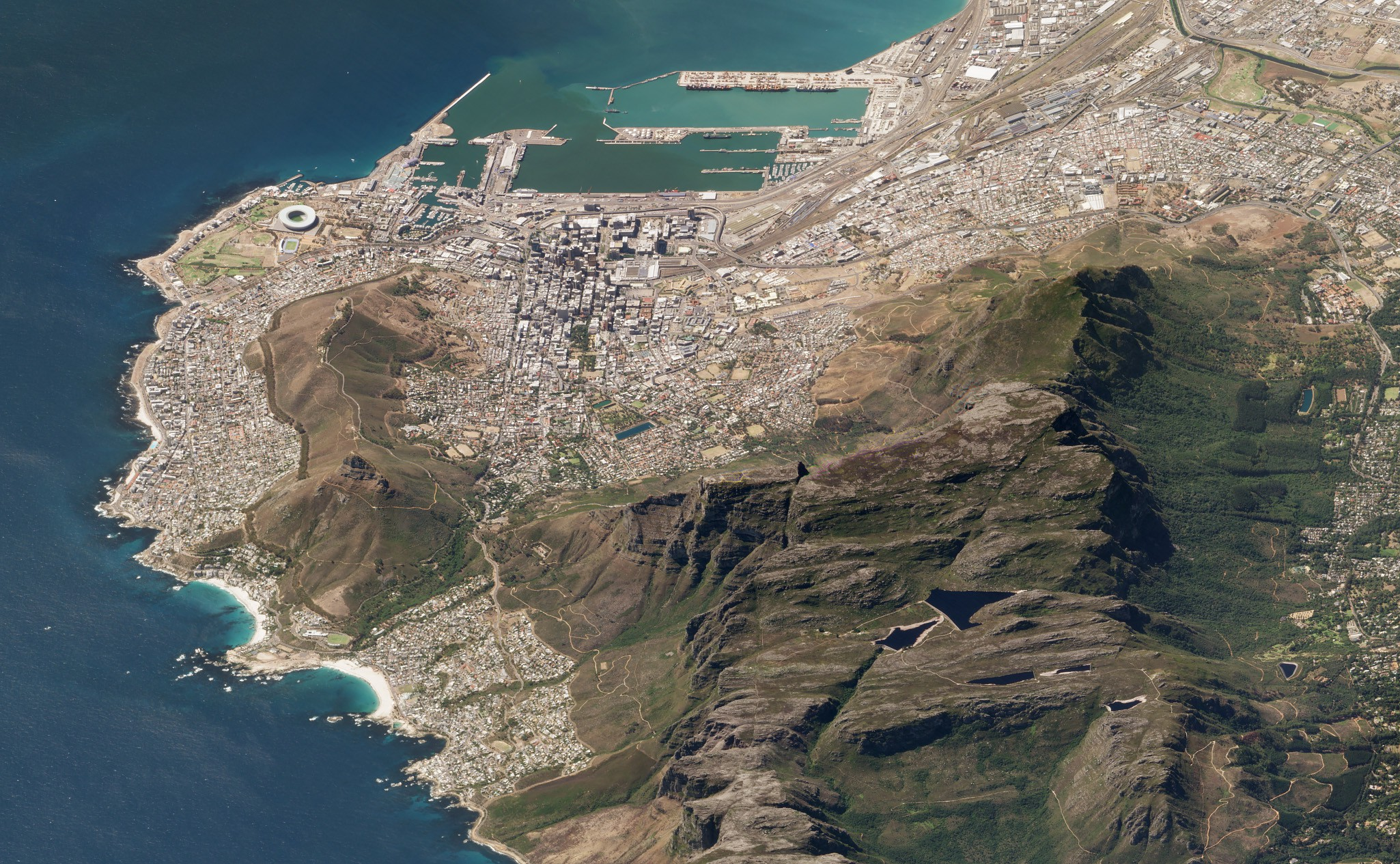
Imaginea prin satelit a orașului Cape Town și Muntele Masă (Table Mountain)

Geografia urbană din Cape Town este influențată de contururile naturale a Muntelui Masă (Table Mountain), vârfurile înconjurătoare, dealurile Durbanville și câmpia expansivă cunoscută sub numele de Cape Flats. Aceste caracteristici geografice împart, în parte, orașul în mai multe suburbii, multe dintre acestea dezvoltându-se istoric împreună și care împărtășesc atribute comune ale limbii și culturii. Aceste suburbii sunt situate în 8 regiuni ale orașului: City Bowl, Atlantic Seaboard, West Coast, Northern Suburbs, Southern Suburbs, South Peninsula, Cape Flats și Helderberg.

#### City Bowl

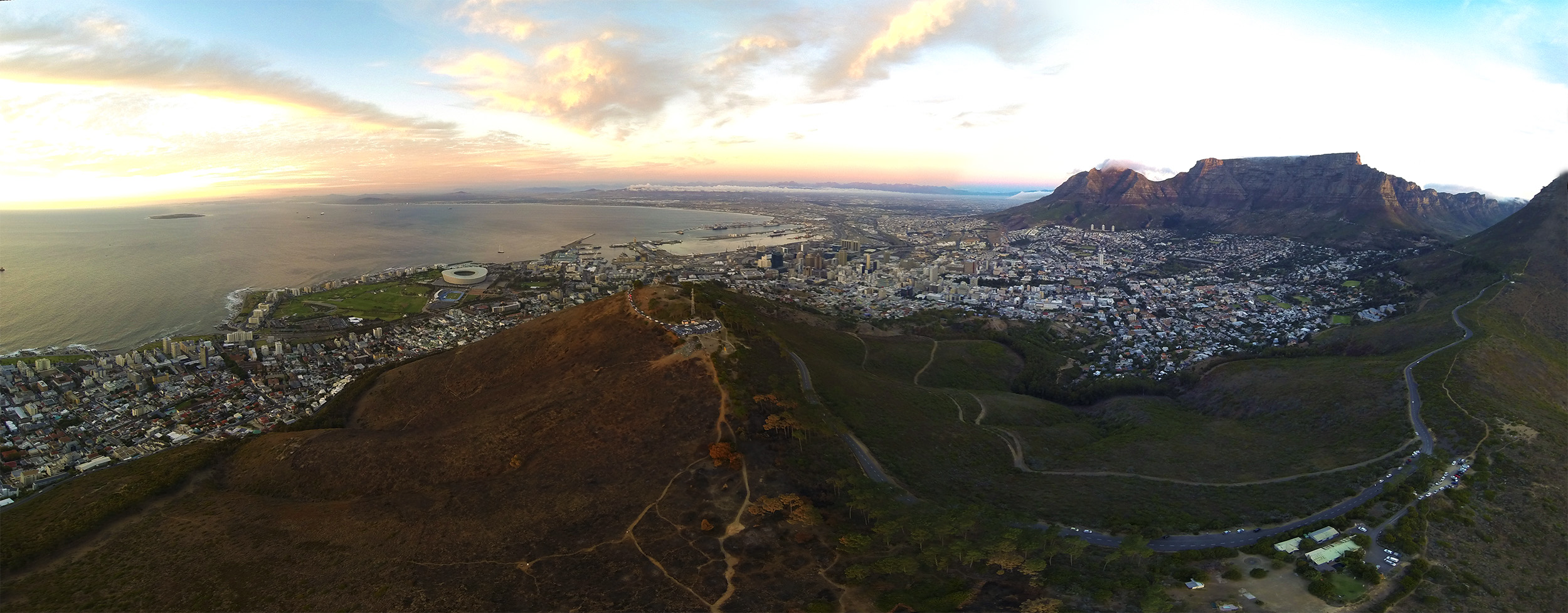
O panoramă aeriană a zonei City Bowl din Cape Town, luată deasupra muntelui Signal Hill care privește spre nord.

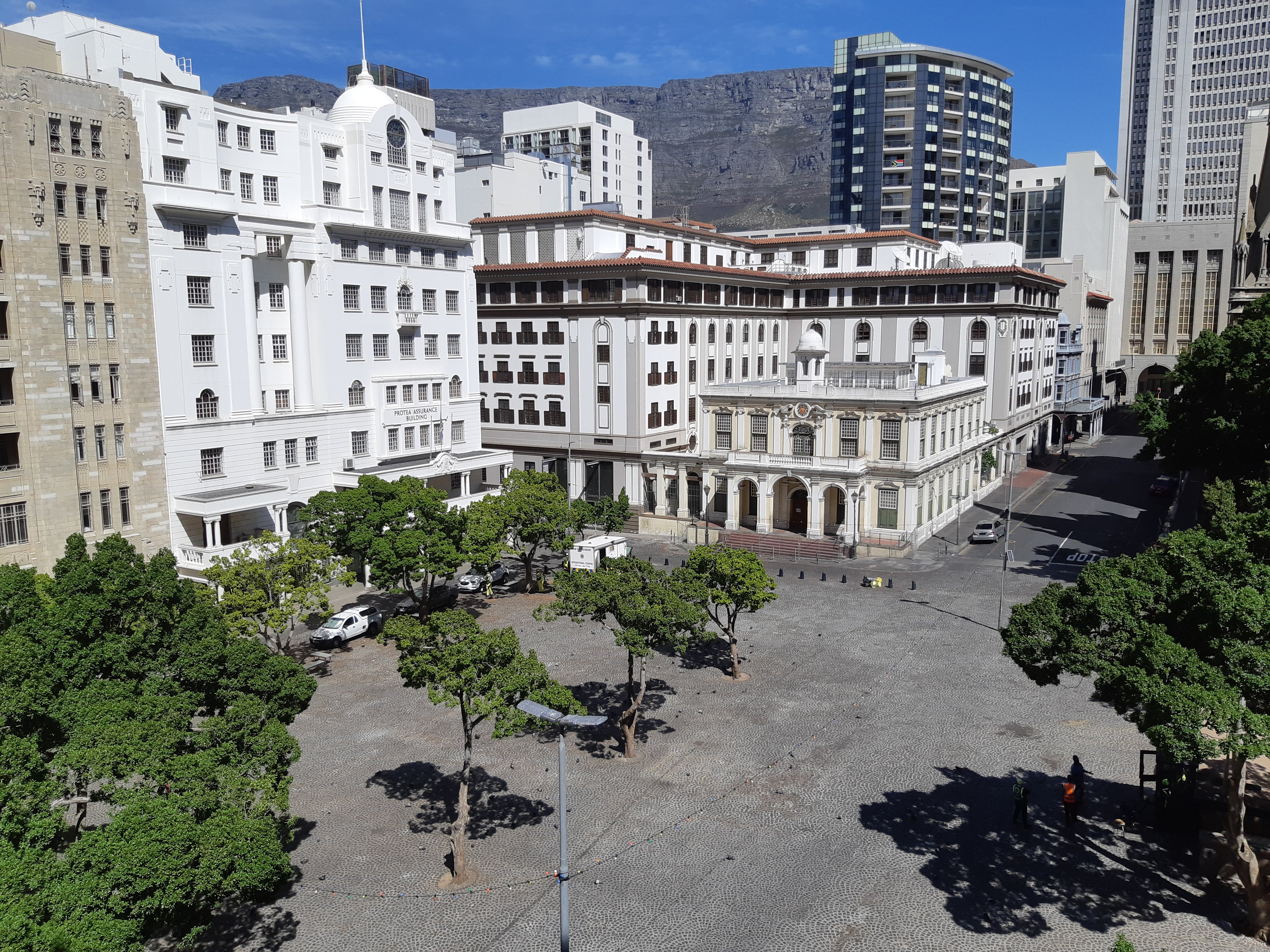
Piața Greenmarket, o piată istorică în centrul orașului din anul 1696. Clădirea mică din centrul imaginii este fosta cladire a primariei, construit în anul 1761. În mod regular, un târg renumit cu turiști se află în acest amplasament, în special pentru suveniruri și meșteșuguri africane.

Regiunea City Bowl (în română, castronul orașului) este o zonă formată natural în formă de amfiteatru, mărginită de golful Table Bay și de munții Signal Hill, Lion's Head, Muntele Masă (Table Mountain) și Devil's Peak.
Regiunea include mai multe suburbii și cartiere centrale, inclusiv centrul orașului (Central Business District), portul, Parcul Company's Garden și suburbiile rezidențiale ale lui De Waterkant, Devil's Peak, District Six, Zonnebloem, Gardens, Bo-Kaap, Higgovale, Oranjezicht, Schotsche Kloof, Tamboerskloof, University Estate, Vredehoek, Walmer Estate și Woodstock.

#### Atlantic Seaboard

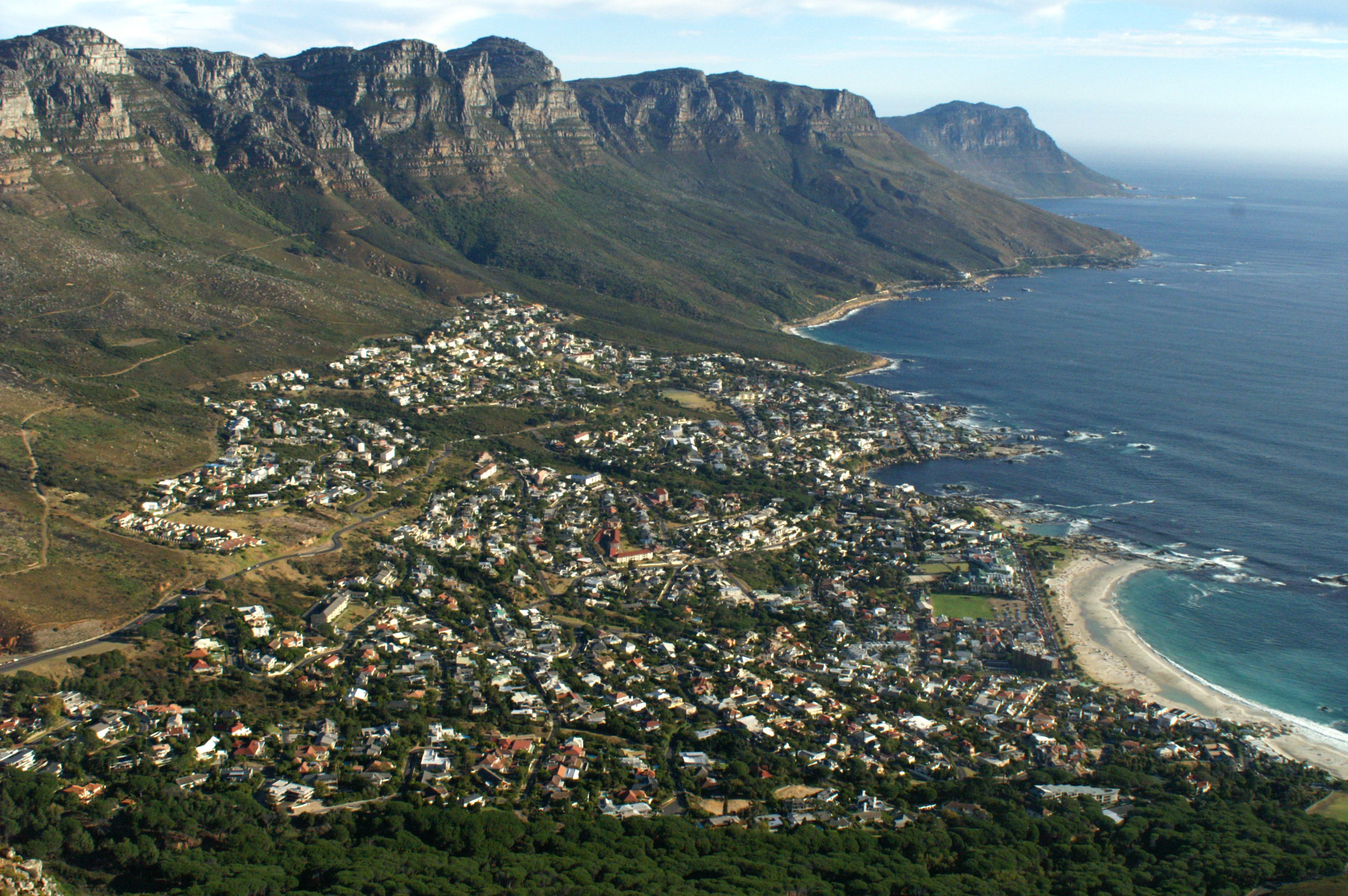
Suburbia Camps Bay văzută de pe muntele Lion's Head.

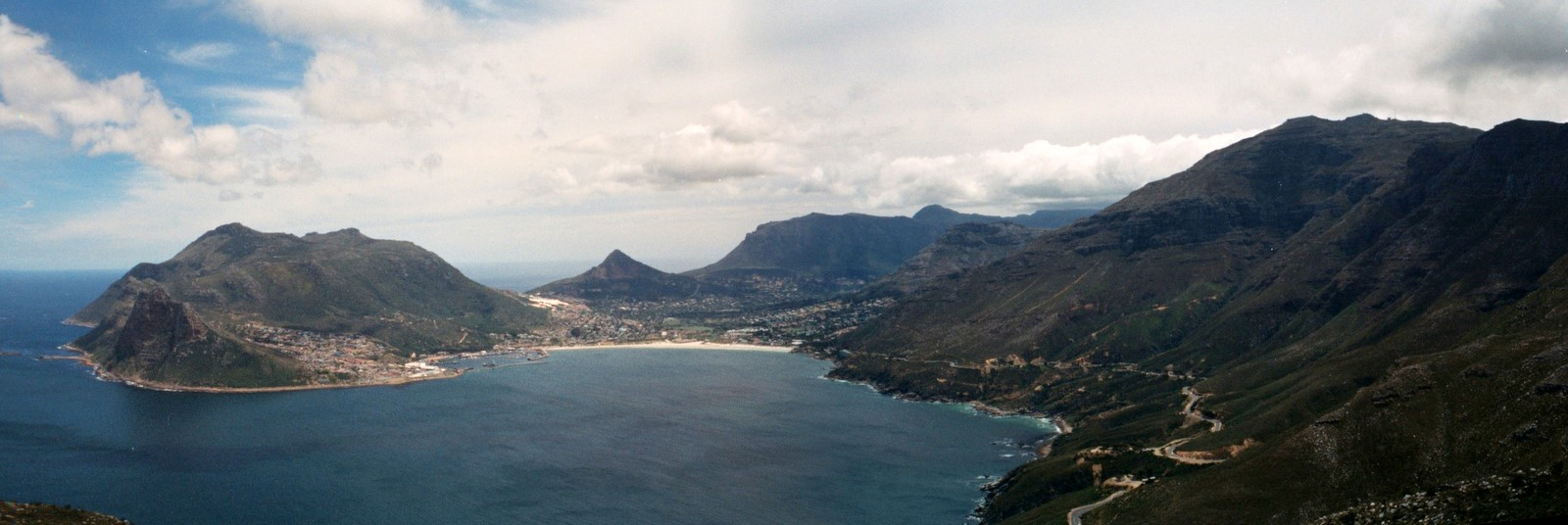
Vedere panoramică a suburbiei Hout Bay de pe munetele Chapman's Peak, cu drumul pitoresc Chapman's Peak Drive vizibilă la baza muntelui.

Regiunea Atlantic Seaboard (în română, coasta Atlanticului) se află la vest de City Bowl și Muntele Masă (Table Mountain) și se caracterizează prin plajele și promenadele sale, precum și cartierele de pe dealuri și stâncile mari. Regiunea include, de la nord la sud, cartierele Green Point, Mouille Point, Three Anchor Bay, Sea Point, Fresnaye, Bantry Bay, Clifton, Camps Bay, Llandudno și Hout Bay. Atlantic Seaboard are unele dintre cele mai scumpe proprietăți imobiliare din Africa de Sud, în special pe Strada Nettleton și Strada Clifton din Clifton, Strada Ocean View Drive și Bulevardul St Leon în Bantry Bay, Bulevardul Theresa în Bakoven și Strada Fishermans Bend în Llandudno. Camps Bay găzduiește cea mai mare concentrare de multimilionari din Cape Town și are cel mai mare număr de conace cu prețuri ridicate din Africa de Sud, cu peste 155 de unități rezidențiale care depășesc R20 milioane (sau 1,8 milioane USD).

#### West Coast
Suburbiile din regiunea West Coast (în română, coasta vestică) se află de-a lungul plajei la nord de centrul orașului Cape Town și includ suburbiile Bloubergstrand, Milnerton, Tableview, West Beach, Big Bay, Sunset Beach, Sunningdale, Parklands și Parklands North (precum și două localități din afara orașului: Atlantis și Melkbosstrand). Centrala nucleară Koeberg este situată în această regiune, iar reglementările privind densitatea maximă a locuințelor sunt aplicate în mare parte din zona care înconjoară centrala nucleară.

#### Northern Suburbs
Regiunea Northern Suburbs (în română, suburbiile nordice) este populat în principal de vorbitori de limba afrikaans, și include suburbiile Bellville, Kanonberg, Bothasig, Brooklyn, Burgundy Estate, Durbanville, Edgemead, Brackenfell, Elsie's River, Factreton, Kraaifontein, Goodwood, Kensington, Maitland, Monte Vista, Panorama, Parow, Richwood, Welgemoed, Fairdale, Kraaifontein, Kuils River, Blue Downs, Belhar, Delft, Mfuleni și Protea Heights.
Northern Suburbs găzduiește spitalul Tygerberg, cel mai mare spital din provincia Western Cape și al doilea ca mărime din Africa de Sud.

#### Southern Suburbs

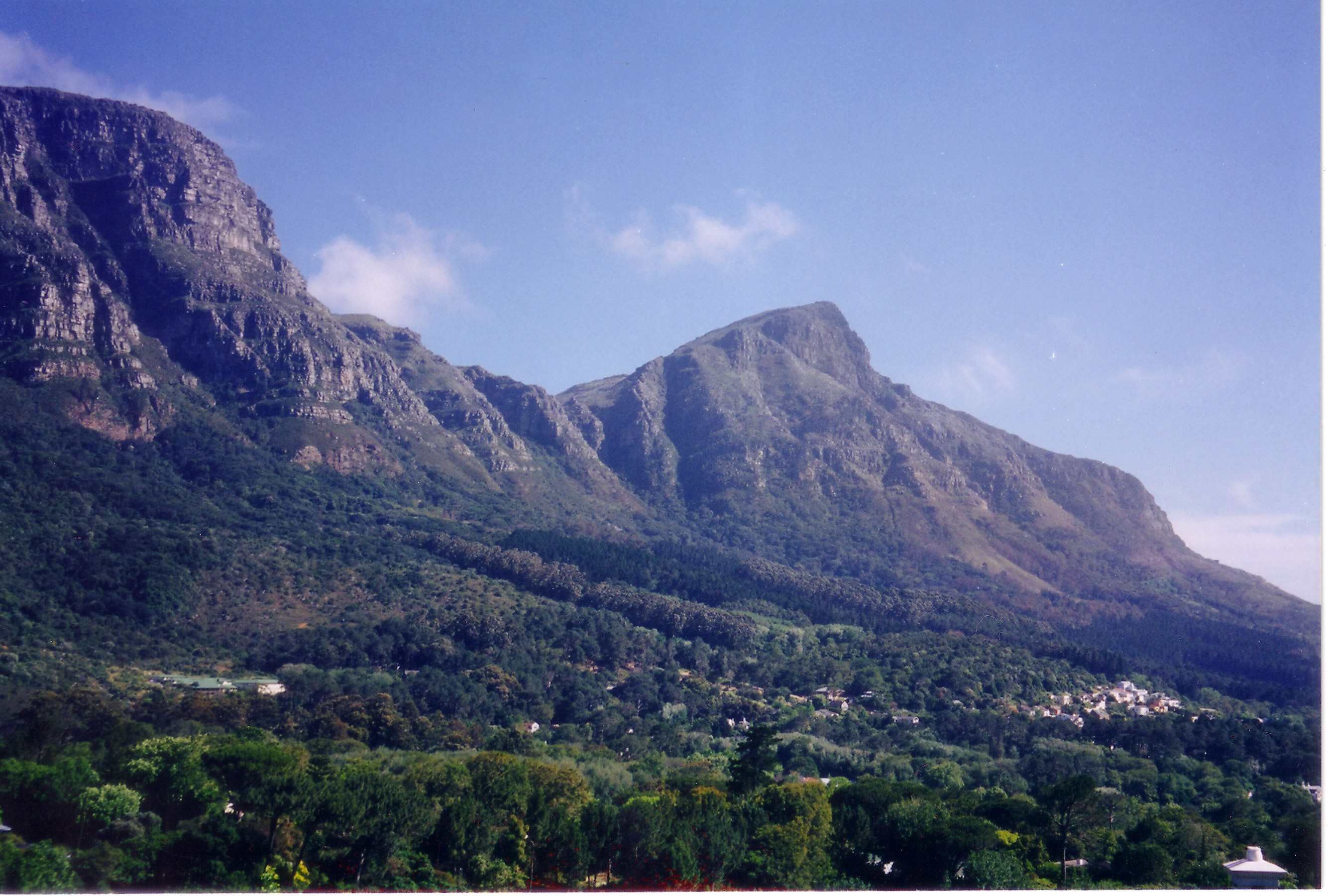
Vedere asupra suburbiei Newlands și a muntelui Devil's Peak din suburbia Bishopscourt

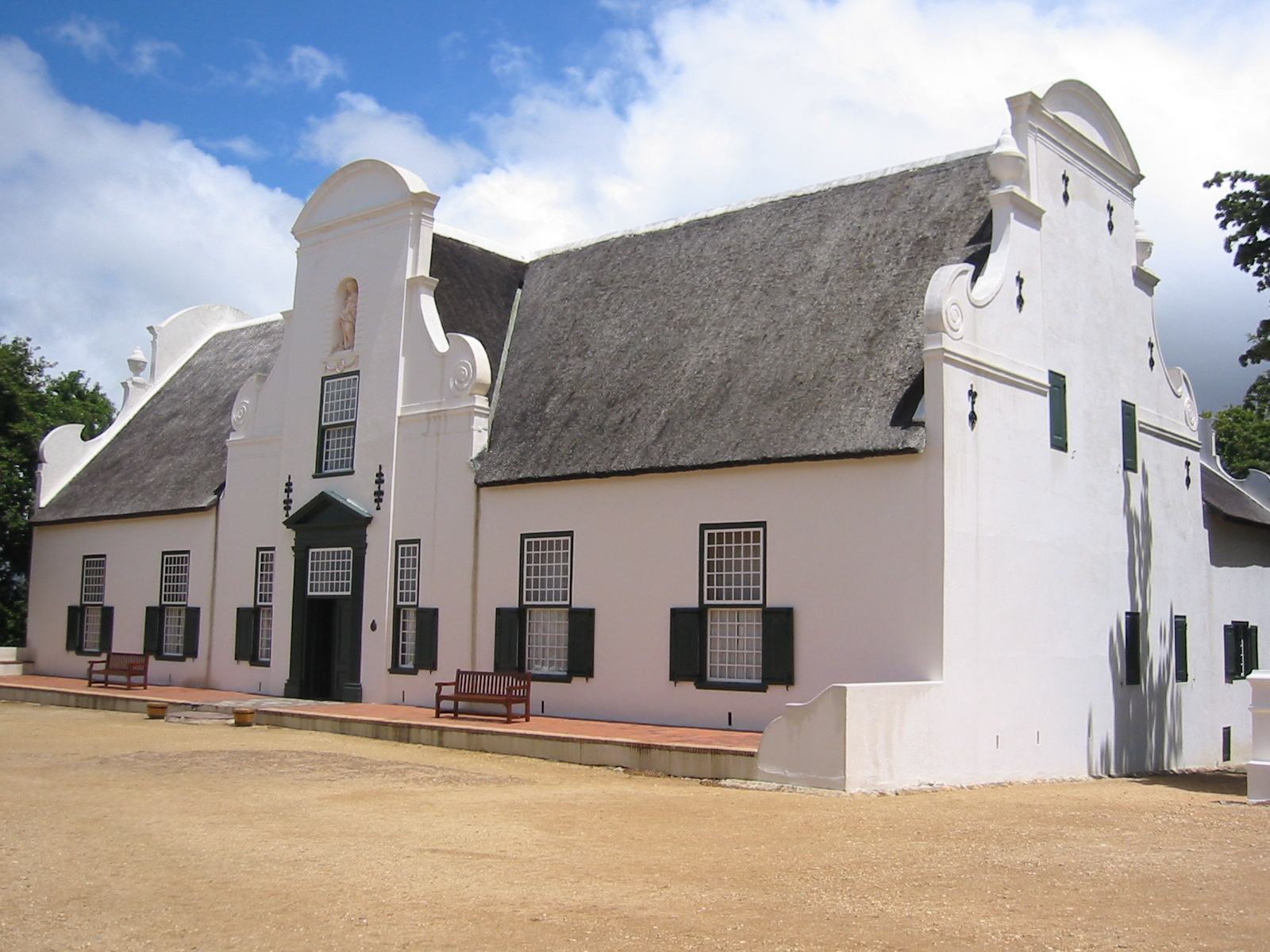
Groot Constantia, fondată în anul 1685, este cea mai veche vinărie din Africa de Sud.

Regiunea Southern Suburbs (în română, suburbiile sudice) se află de-a lungul versanților estici ai Muntelui Masă (Table Mountain), la sud-est de centrul orașului. Această zonă are vorbitori de mai multe limbi, dar este predominant populat de vorbitori de limba engleză. O mare parte din populație sunt de etnie britanică. Prin urmare, cultura și arhitectura locală este influențată foarte mult de către britanici. Regiunea este cunoscută de a fi anglofil. Suburbiile incluse sunt, de la nord la sud, Observatory, Mowbray, Pinelands, Rosebank, Rondebosch, Rondebosch East, Newlands, Claremont, Lansdowne, Kenilworth, Bishopscourt, Constantia, Wynberg, Plumstead, Wetton, Bergvliet, Diep River și Tokai. Suburbia Constantia, pe lângă faptul că este o suburbie bogată, este o zonă de viticultură notabilă și renumită global. Turiștii sunt atrași la renumitele podgorii și vinării cu arhitectura de tip Cape Dutch. Regiunea are și Grădina Botanică Națională Kirstenbosch, o altă atracție turistică renumită, care se află în suburbiile Newlands (cartierul Fernwood), Bishopscourt și Constantia.

#### South Peninsula

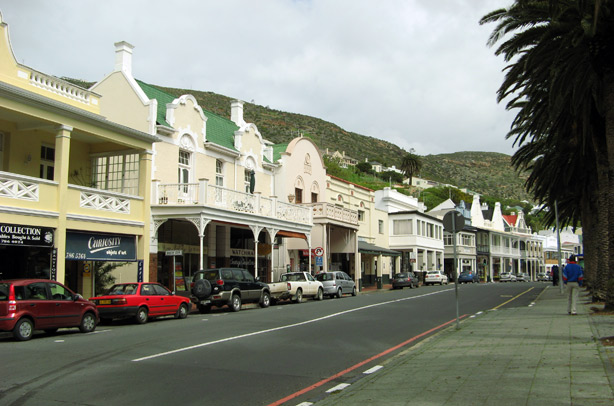
Centrul istoric al suburbiei Simon's Town

South Peninsula (în română, peninsula de sud) este delimitată în nord de suburbia Muizenberg pe coasta golfului False Bay și de suburbia Noordhoek pe coasta atlantică, până la Punctul Capului (Cape Point) în sud. Până de curând, această zonă locuită preponderent de vorbitori de limbă engleză era destul de rurală. Dar populația regiunii crește rapid, pe măsură ce noi clădiri rezidențiale și comerciale sunt construite, și terenuri mai mari sunt împărțite pentru a oferi locuințe mai compacte. Regiunea cuprinde suburbiile Capri Village, Clovelly, Fish Hoek, Glencairn, Kalk Bay, Kommetjie, Masiphumelele, Muizenberg, Noordhoek, Ocean View, Scarborough, Simon's Town, St James, Sunnydale și Sun Valley. Cea mai mare bază navală din Africa de Sud este situată în portul Simon's Town, iar în apropiere se află plaja Boulders, locul unei mari colonii de pinguini africani. De asemenea, mai multe suburbii pe coasta estică a regiunii, în special suburbia Simon's Town, conțini zone protejate istorice care au clădiri de pe timpul colonial britanic din anii 1800 cu arhitectură de tip Victorian și Edwardian.

#### Cape Flats

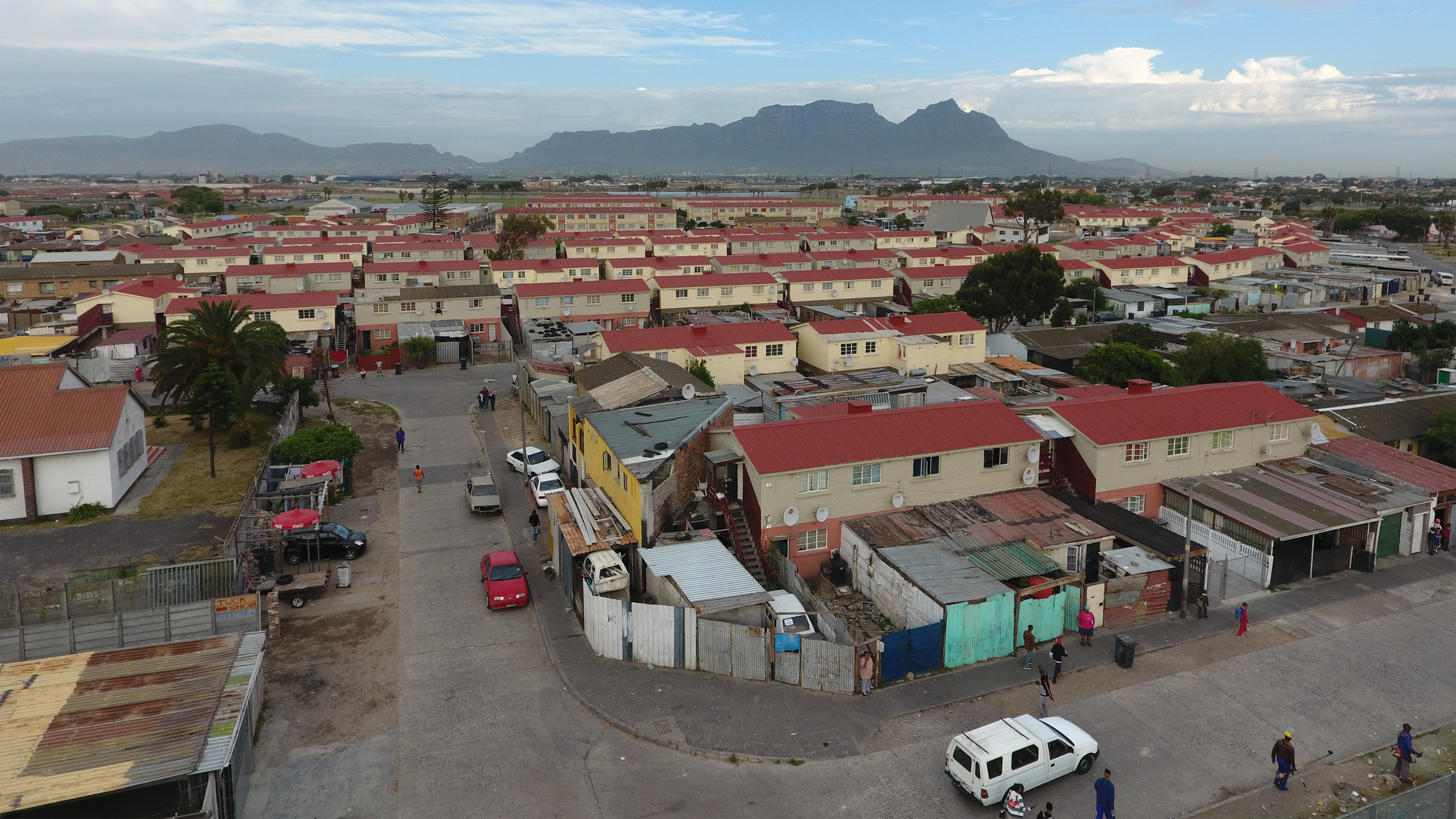
O vedere asupra locuințelor sociale construite de către guvernul sud-african în suburbia Mannenberg din regiunea Cape Flats.

Regiunea Cape Flats (în română, câmpia Cape) este o câmpie plată și joasă, situată la sud-estul centrului orașului. Regiunea este cunoscută de a fi cea mai săracă zonă a orașului, cu cele mai multe așezări informale, și de departe cea mai mare rată de criminalitate. 
Până în 1950, regiunea era practic nelocuită. În perioada apartheid-ului, legislații bazate pe criterii rasiale, cum ar fi Group Areas Act (în română, Legea privind stabilirea zonelor rasiale), au forțat cei care nu erau albi, majoritatea fiind coloured, din cartierele mai centrale a orașului (fiind desemnate numai pentru oameni albi). Guvernul i-au mutat forțat în cartiere construite de guvern în regiunea Cape Flats. De asemenea, având în vedere că guvernul sud-african recunoaștea rezidenții africani negri ca fiind numai cetățeni al statelor bantustan și nu al Africii de Sud, aceștia erau considerați muncitori străini temporari. Dar căutarea unui loc de muncă, mulți africani negri s-au stabilit în Cape Town, unde au format familiile și comunitățile proprii. Această determinare de a nu se întoarce la statele bantustan din est și de a rămâne în Cape Town (considerat în mod ilegal de către autoritățile de pe vremea respectivă), mai multe așezări ilegale și informale începeau să apare în alte părți nelocuite al regiunii Cape Flats. În prezent, din cauza acțiunilor rasiste de pe vremea apartheid-ului, suburbiile dezvoltate cu locuințe formale sunt populate predominant de către oameni coloured, în timp ce așezările informale sunt populate predominant de africani negri.
Regiunea Cape Flats include următoarele suburbii, precum și cartiere cu așezări informale: Athlone, Bishop Lavis, Crawford, Crossroads, Grassy Park, Gugulethu, Hanover Park, Heideveld, Kenwyn, Khayelitsha (QQ Section), Lansdowne, Lavender Hill, Manenberg, Mitchells Plain, Nyanga, Ottery, Philippi, Rondebosch East și Strandfontein.
Datorită climei mediteranean, lunile cele mai umede de pe Cape Flats sunt din aprilie până în septembrie, cu 82% a precipitațiilor anuale având loc între aceste luni. Cantitățile de precipitații de pe Cape Flats variază cu longitudinea, astfel încât părțile estice au un minimum de 214 mm pe an, iar părțile centrale și vestice au 800 mm pe an. O porțiune semnificativă din această apă ajunge în acviferul Cape Flats, care se află sub părțile centrale și de sud ale Cape Flats. Cea mai mare parte a regiunii Cape Flats este folosită pentru suburbiile rezidențiale, majoritatea fiind formale, dar cu mai multe așezări informale prezente. În zonă se găsesc și zone industriale ușoare. O parte a regiunii din sud-est este folosită pentru agricultură și conține multe ferme mici.
În general, criminalitatea din Cape Town este concentrat predominant în această regiune, precum și sărăcia.

#### Helderberg
Regiunea Helderberg este tot situat la sud-estul centrul orașului și este format din suburbiile Somerset West, Strand, Gordon's Bay și câteva alte suburbi care au fost anterior orașele mici din districtul Helderberg. Regiunea își ia numele de la impunătorul Muntele Helderberg, care atinge o înălțime de 1.137 metri. Deși regiunea este la estul regiunii Cape Flats, distanța dîntre suburbiile din regiunile respective sunt atât de mari încât localnicii din Cape Town consideră regiunea ca fiind în afara orașului în mod informal.

## Guvern
Cape Town este administrat de un consiliu municipal compus din 231 de membri, ales într-un sistem de reprezentare proporțională cu formă mixtă membru proporțională. Orașul este împărțit în 116 secții, fiecare dintre ele alegând un consilier prin votarea uninominală într-un singur tur. Restul de 115 consilieri sunt aleși din listele partidelor, astfel încât numărul total de consilieri pentru fiecare partid este proporțional cu numărul de voturi primite de acel partid.
Alianța Democrată este partidul de guvernământ local din Cape Town din 2006. La alegerile locale din 3 august 2016, Alianța Democrată (DA) a câștigat o majoritate totală, ocupând 154 din cei 231 de mandate de consiliu. Congresul Național African (ANC), partidul național de guvernământ, a primit 57 de locuri. Ca urmare a acestei victorii, Patricia de Lille de la Alianța Democrată a fost realesă pentru un al doilea mandat în funcția de primar. Cu toate acestea, De Lille și-a dat demisia din funcția de primar la 31 octombrie 2018. Alianța Democrată l-a desemnat pe Dan Plato drept candidatul lor pentru a o înlocui, asumându-și poziția la 6 noiembrie 2018. 

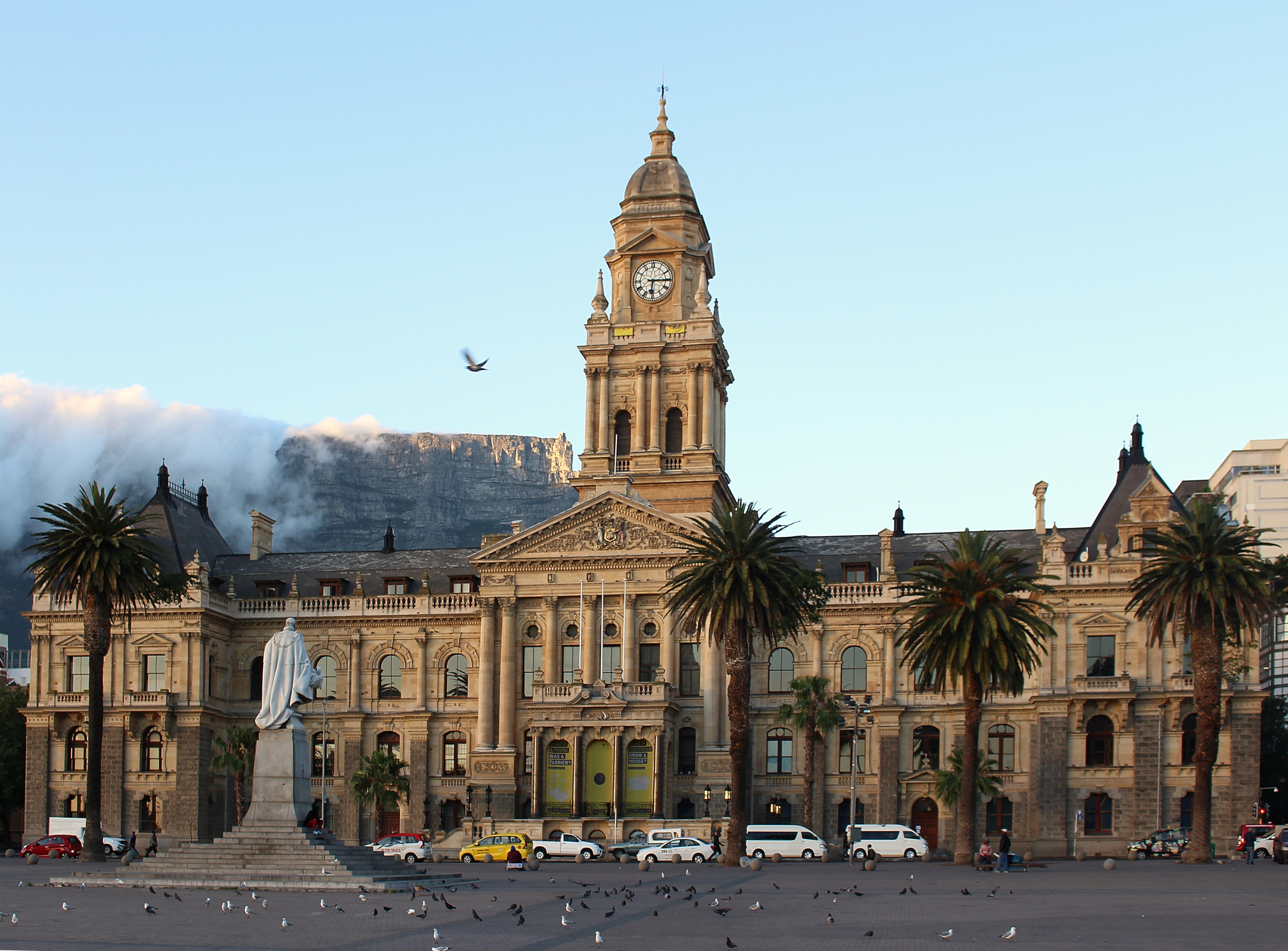
Cladirea veche a primăriei, construit în 1905 și în prezent un centru cultural și de spectacole (găzduiește Filarmonica Cape Town). Statuia lui Regele Eduard al VII-lea este în fața clădirii.
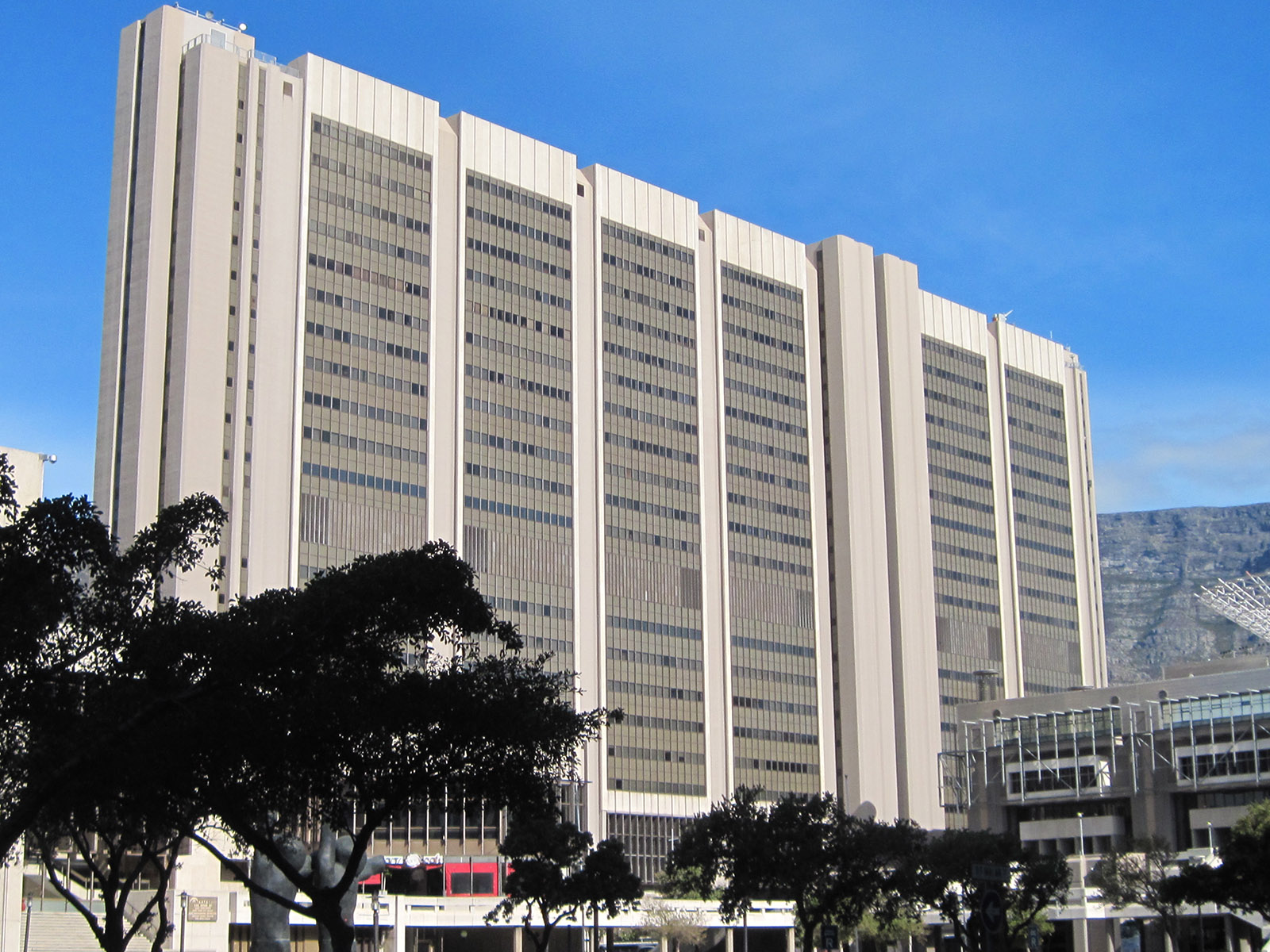
Clădirea Centrului Civic Cape Town Civic Centre, construit în 1978, găzduiește birourile primăriei orașului.
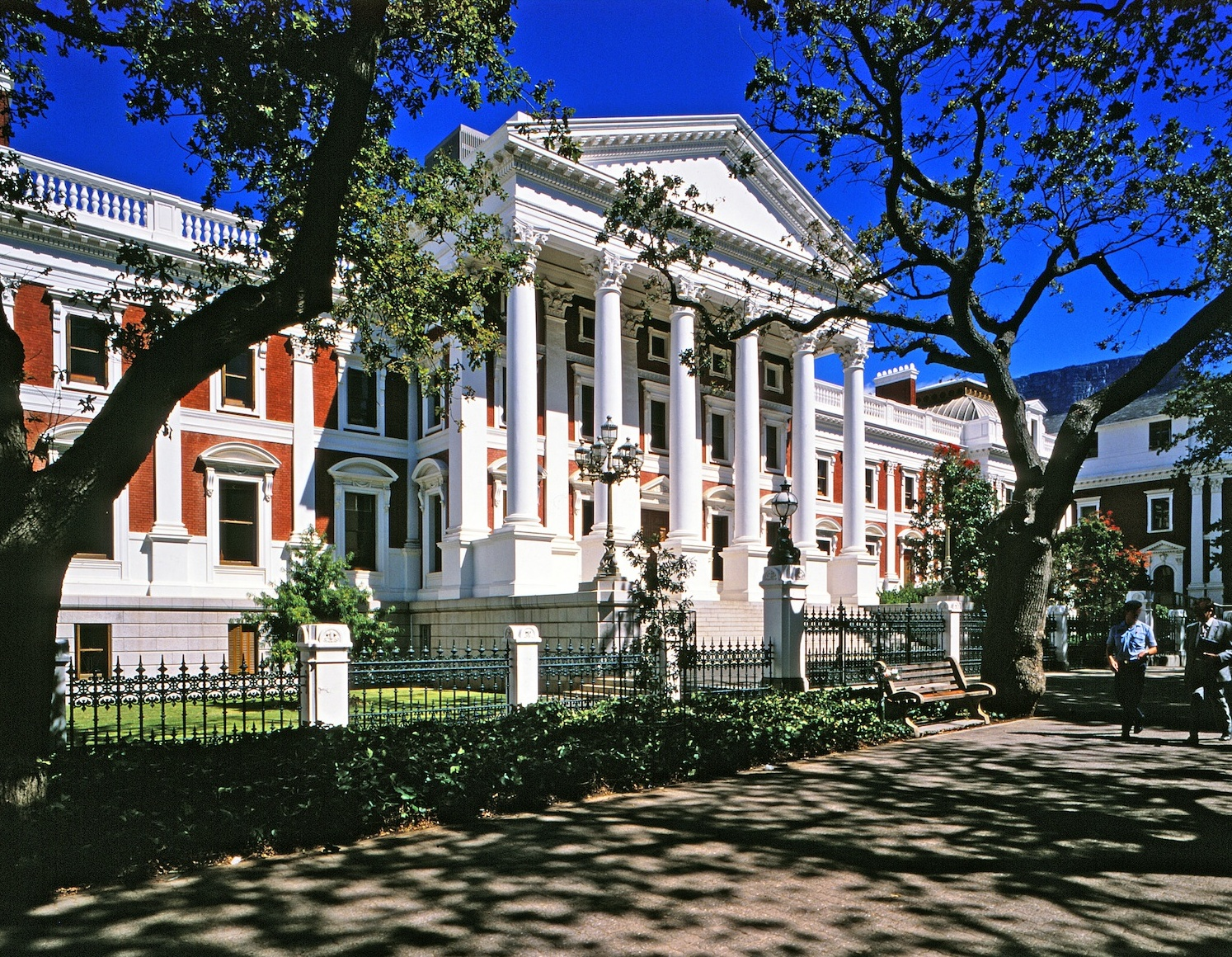
Clădirea parlamentului sud-african, construit în 1884, este situat în Cape Town.

## Demografie
Conform recensământului național din 2022, populația municipiului metropolitan a orașului Cape Town - o zonă care include suburbiile și localități care nu sunt întotdeauna considerate ca făcând parte din Cape Town - este de 4,772,846 de persoane. Aceasta reprezintă o rată de creștere anuală de 2,5% în comparație cu rezultatele recensământului precedent din 2011, care a găsit o populație de 3.776.000 de persoane. Raportul pe gen este de 96, ceea ce înseamnă că sunt puțin mai multe femei decât bărbați. Cu privire la grupări rasiale, 45,7% din populație s-au descris ca fiind „african negru”, 35,1% ca „coloured”, 16,2% ca „alb”, 1,6% ca „indian sau asiatic” și 1,5% ca „Altele”.
În 1944, 47% din populația orașului erau albi, 46% erau coloured, mai puțin de 6% erau africani negri și 1% erau asiatici. Populația vorbitorilor a limbilor bantu, adică africani negri, nu sunt un popor nativ îstoric în această regiune a Africii de Sud. Popoarele vorbitoare a limbilor bantu au migrat din vestul și centrul Africii și s-au stabilit ușor în partea estică a Africii de Sud cu câteva sute de ani înainte de prima așezare europeană în Cape Town din 1652. Cel mai sudic popor bantu este poporul xhosa, care a migrat numai până la râul Great Fish River, în provincia Eastern Cape. Prin urmare, populația africanilor negri s-a stabilit în Cape Town numai în secolul XX, când mai mulți oameni din estul țării se mutau în Cape Town în căutarea unui loc de muncă. După căderea apartheidului, când Cape Town nu mai era o zonă preferențială pentru albi și oameni coloured, o creștere semnificativă a avut loc a migrației africanilor negri spre Cape Town, și dacă ritmul de migrație se va menține, africanii negri vor depăși oameni coloured în câțiva ani în a deveni populația majoritară a orașului.
| An          | Total     | Coloured  | Africani negri | Albi    | Asiatici | Alții  |
| ----------- | --------- | --------- | -------------- | ------- | -------- | ------ |
| 1996        | 2.558.000 | 1.236.000 | 643.000        | 543.000 | 38.000   | 98.000 |
| 2001        | 2.892.243 | 1.391.859 | 916.459        | 542.435 | 41.490   | —      |
| 2011        | 3.740.026 | 1.585.286 | 1.444.939      | 585.831 | 51.786   | 72.184 |
| 2022        | 4.772.846 | 1.670.971 | 2.176.332      | 774.035 | 75.406   | 69.237 |
| Schimbare % | +86,5%    | +35,2%    | +238,4%        | +42,5%  | +98,4%   | -29,3% |

Dintre rezidenții care au fost întrebați despre prima lor limbă, 35,7% sunt vorbitori de limba afrikaans, 29,8% sunt vorbitori de limba xhosa și 28,4% sunt vorbitori de limba engleză. 24,8% din populație are vârsta sub 15 ani, în timp ce 5,5% are 65 de ani sau mai mult.
În 2011, venitul mediu anual al gospodăriei era R161.762 (US$22.281,27). În 2011, dintre rezidenții cu vârsta peste 20 de ani sau mai mare, 1,8% nu aveau școlarizare, 8,1% aveau câțiva ani de școlarizare, dar nu au terminat școala primară, 4,6% au terminat școala primară, dar nu aveau studii liceale, 38,9% aveau câțiva ani de studii liceale, dar nu au luat bacalaureatul, 29,9% au terminat liceul cu luarea bacalaureatului, dar nu aveau studii superioare, iar 16,7% aveau studii superioare. În general, 46,6% au avut cel puțin o educație de gradul 12. Din cei între 5 și 25 de ani, 67,8% frecventa o instituție de învățământ. Printre cei între 15 și 65 de ani rata șomajului era de 23,7%.
În 2011, existau 1.068.573 de gospodării, cu o dimensiune medie a gospodăriei de 3,3 persoane. Dintre aceste gospodării, 78,4% erau în structuri formale (case sau apartamente), în timp ce 20,5% erau structuri informale (colibe). 94,0% din gospodării foloseau energie electrică pentru iluminat. 87,3% din gospodării aveau alimentare cu apă prin canalizare în locuință, în timp ce 12,0% aveau alimentare cu apă printr-un robinet comunal. 94,9% din gospodării aveau servicii regulate de colectare a deșeurilor. 91,4% din gospodării aveau toaletă sau toaletă chimică, în timp ce 4,5% utiliza încă o toaletă cu găleată. 82,1% din gospodării aveau frigider, 87,3% aveau televizor și 70,1% aveau radio. Doar 34,0% aveau telefon fix, dar 91,3% aveau telefon mobil. 37,9% aveau computer, iar 49,3% aveau acces la internet (fie prin intermediul unui computer, fie al unui telefon mobil).
|  |  |  |

## Economie

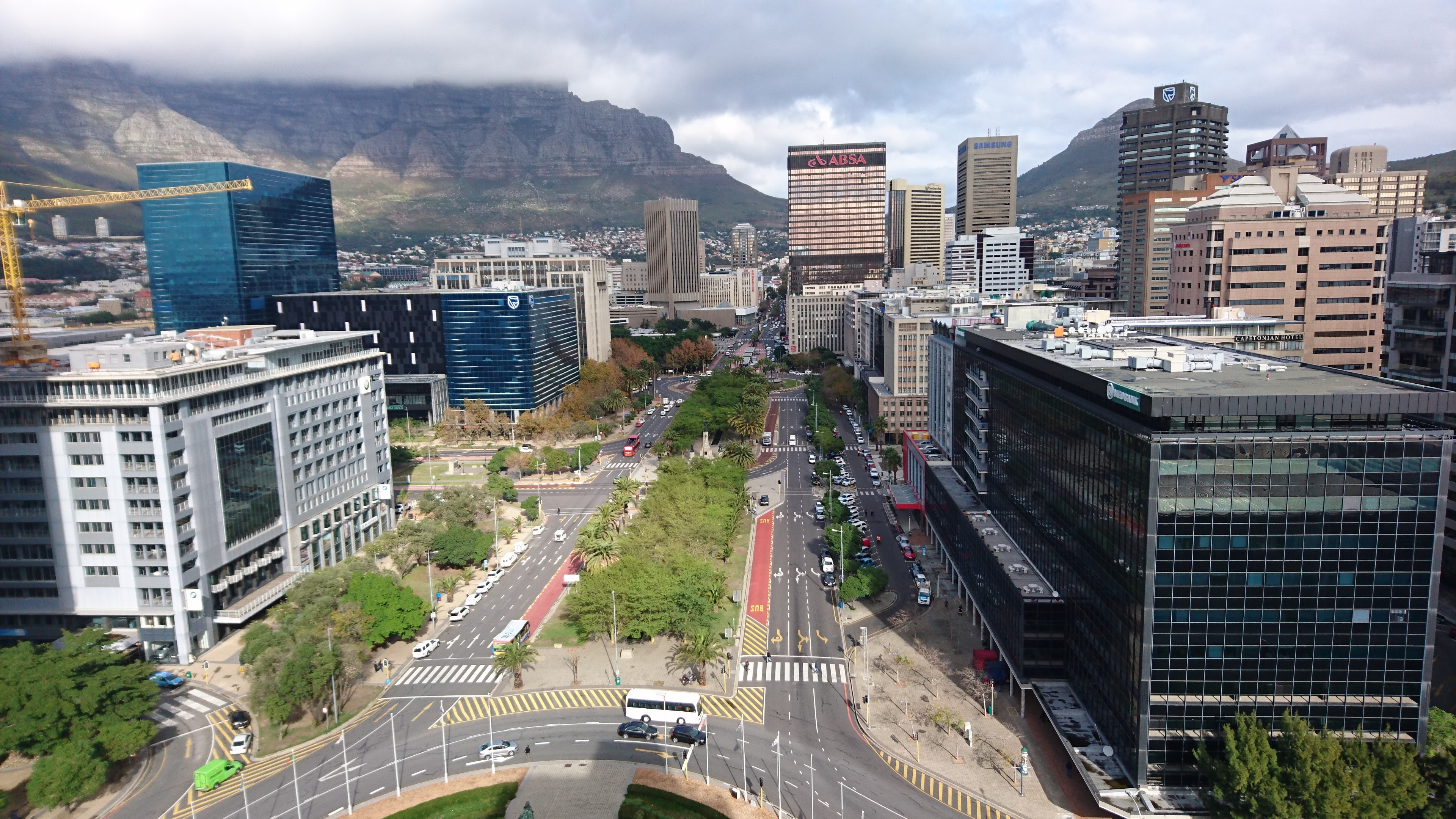
Vedere spre Strada Adderley și o parte din centrul orașului

Cape Town este centrul economic al provinciei Western Cape, al doilea centru economic principal al Africii de Sud și al treilea centru economic principal al Africii. Orașul deservește provincia Western Cape prin rolul său de centru regional de producție. În 2011, PIB-ul orașului a fost de 56,8 miliarde USD, cu un PIB pe cap de locuitor de 15.721 USD. În cei cinci ani precedenți din 2014, PIB-ul orașului a crescut în medie cu 3,7% pe an. Ca proporție din PIB, sectorul agricol și sectorul producției au scăzut în timp ce serviciile financiare, serviciile destinate întreprinderilor, sectorul transportului și logistica au crescut, reflectând creșterea sectoarelor de servicii specializate din economia locală. Industria pescuitul, industria textilelor și confecțiilor, producția de produse din lemn, industria electronica, industria mobilei, sectorul ospitalității, serviciile financiare și serviciile destinate întreprinderilor sunt sectoare în care economia Cape Town are cel mai mare avantaj.
Deși coeficientul lui Gini a orașului înregistrat în 2017 de 0,58 a fost numai o îmbunătățire ușoară față de sfârșitul apartheidului, Cape Town are cea mai mică rată de inegalitate din Africa de Sud.
Centrul orașului se află într-un program amplu de reînnoire urbană, cu dezvoltarea numeroaselor clădiri noi și renovate, beneficiind de susținerea și îndrumarea organizației locale Cape Town Parternship. Cape Town s-a bucurat recent de o piață imobiliară și de construcții în plină expansiune, din cauza Campionatului Mondial de Fotbal din 2010, precum și din cauza multor persoane din afara orașului care cumpără case de vară sau se mută acolo permanent. Cape Town a găzduit nouă meciuri din Campionatul Mondial de Fotbal: șase meciuri din prima rundă, un meci din runda a doua, un sfert de finală și o semifinală.
Cape Town are patru noduri comerciale majore, cu centrul orașului (Central Business District) oferind majoritatea oportunităților de angajare și spații de birou. Suburbiile Century City, Claremont și Bellville/Tyger Valley au celelalte trei noduri comerciale bine stabilite, și care conțini numeroase birouri și sedii corporative. Majoritatea companiilor cu sediul în oraș sunt companii de asigurări, companii de vânzare cu amănuntul, edituri, case de design, designeri de modă, companii de transport maritim, companii petrochimice, firme de arhitectura și agenții de publicitate. Cele mai notabile companii cu sediul în oraș sunt Naspers, gigantul multinațional de mass-media și IT&C, Woolworths, un retailer de produse alimentare și de modă, Pick n Pay și Shoprite, ambele companii deținând lanțuri mari de supermarketuri pe continent, New Clicks Holdings Limited, care deține cel mai lanțuri de farmacii și drogherii din Africa de Sud, Foschini Group, un retailer mare de modă, MWEB, un furnizor de servcii de internet, Mediclinic International, o companie multinațională care deține spitale și clinici private, e.tv, cea mai mare companie de televiziune privată comercială din țară, și Sanlam, o companie mare de servicii financiare. Orașul este o bază de producție pentru mai multe companii multinaționale, inclusiv Johnson & Johnson, GlaxoSmithKline, Levi Strauss & Co., Adidas, Bokomo Foods, Yoco și Nampak.
O mare parte din produse sunt livrate prin Portul Cape Town sau Aeroportul Internațional Cape Town. Majoritatea celor mai mari companii de construcții navale au birouri și fabrici în Cape Town. Provincia este, de asemenea, un centru de dezvoltare a energiei pentru țară, atât cu privire la energie regenerabilă, cât și cu privire la centrala nucleară existentă Koeberg care furnizează energie pentru nevoile provinciei Western Cape.
Provincia Western Cape este o regiune turistică importantă din Africa de Sud; industria turistică reprezintă 9,8% din PIB-ul provinciei și angajează 9,6% din forța de muncă a provinciei. În 2010, peste 1,5 milioane de turiști internaționali au vizitat zona.
Cu cel mai mare număr de companii de succes în IT&C din Africa, Cape Town este un centru important pentru industria respectivă de pe continent. Crescând cu o rată anuală de 8,5% și o valoare estimată de R77 miliarde (US$10.5 miliarde) în 2010, industria IT&C din Cape Town devine din ce în ce mai importantă pentru economia orașului. Prin urmare, Cape Town a devenit un fel de Silicon Valley al Africii de Sud, găzduind startup-uri inovatoare precum Jumo, Yoco, Aerobotics, Luno, SweepSouth și The Sun Exchange.
Orașul a fost numit recent cel mai antreprenorial oraș din Africa de Sud, procentul capetonienilor urmărind oportunități de afaceri fiind aproape trei ori mai mari decât media națională. Cei cu vârsta cuprinsă între 18 și 64 de ani aveau o probabilitate de 190% mai mare decât media națională să-și deschide o nouă afacere, în timp același grup demografic din Johannesburg avea o probabilitate de doar 60% mai mult decât media națională de a deschide o nouă afacere.

## Turism

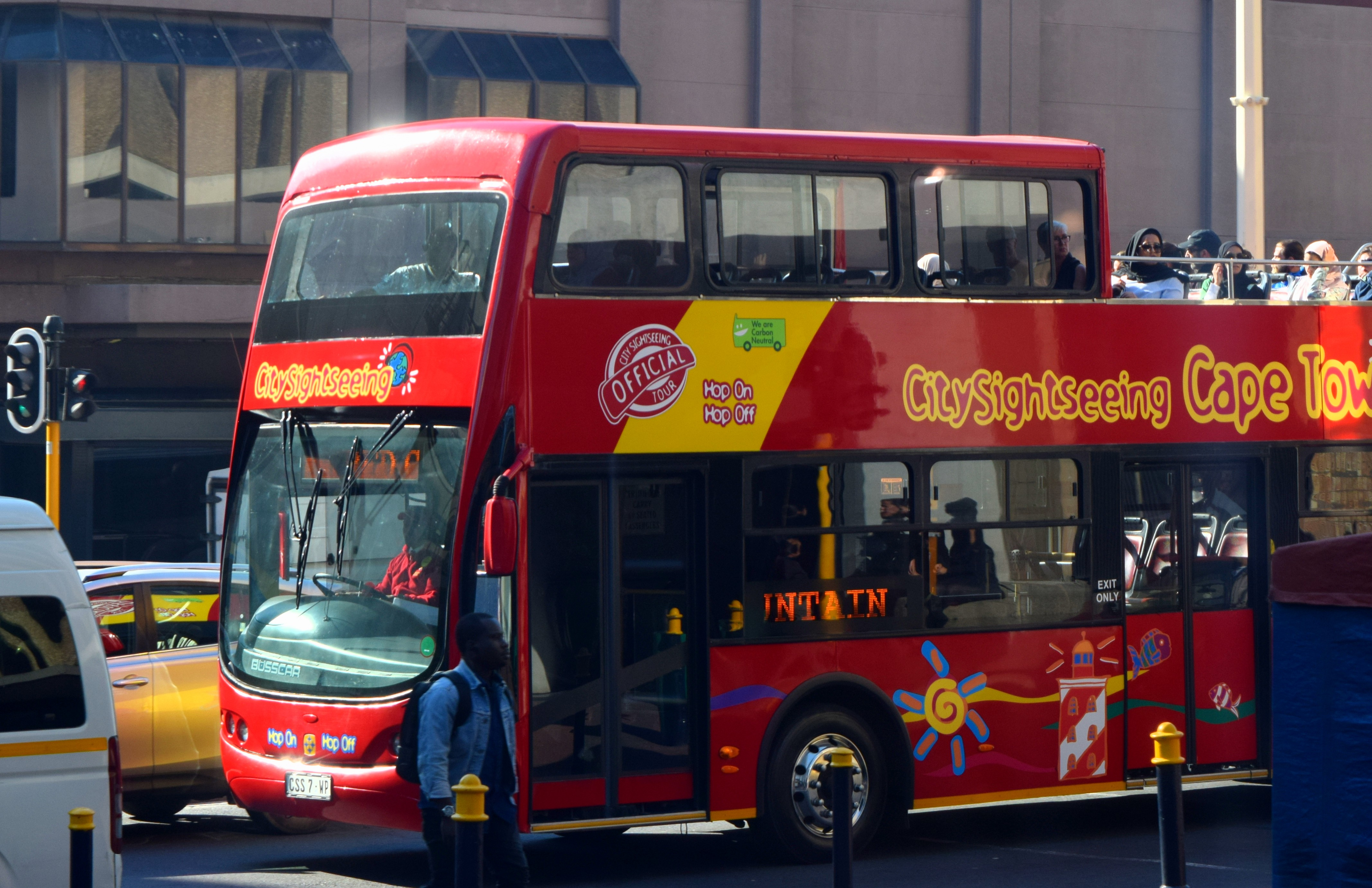
Vizitarea obiectivelor turistice cu autobuzul City Sightseeing Cape Town.

Cape Town nu este doar o destinație turistică internațională populară în Africa de Sud, ci Africa în ansamblu. Acest lucru se datorează caracterului blând a climei, cadrului natural a orașului și infrastructurii bine dezvoltate. Orașul are mai multe caracteristici naturale bine-cunoscute care atrag turiștii, în special Muntele Masă (Table Mountain), care reprezintă o mare parte a Parcului Național Table Mountain și fundalul centrul orașului (City Bowl). Ajungerea la vârful muntelui poate fi realizată fie prin drumeție, fie prin luarea telecabinei Table Mountain Aerial Cableway. Punctul Capului (Cape Point) este recunoscut drept capul dramatic al capătului Peninsulei Cape. De asemenea, mulți turiști conduc pe Chapman’s Peak Drive, un drum îngust care face legătura între suburbiile Noordhoek și Hout Bay, pentru vederile spre Oceanul Atlantic și la munții din apropiere. Pentru vederi mai aproape și panoramice a centrul orașului și a Muntelui Mașă (Table Mountain), este recomandat un drum cu mașina sau pe jos pe muntele mic Signal Hill, în special pentru vederile la apus.

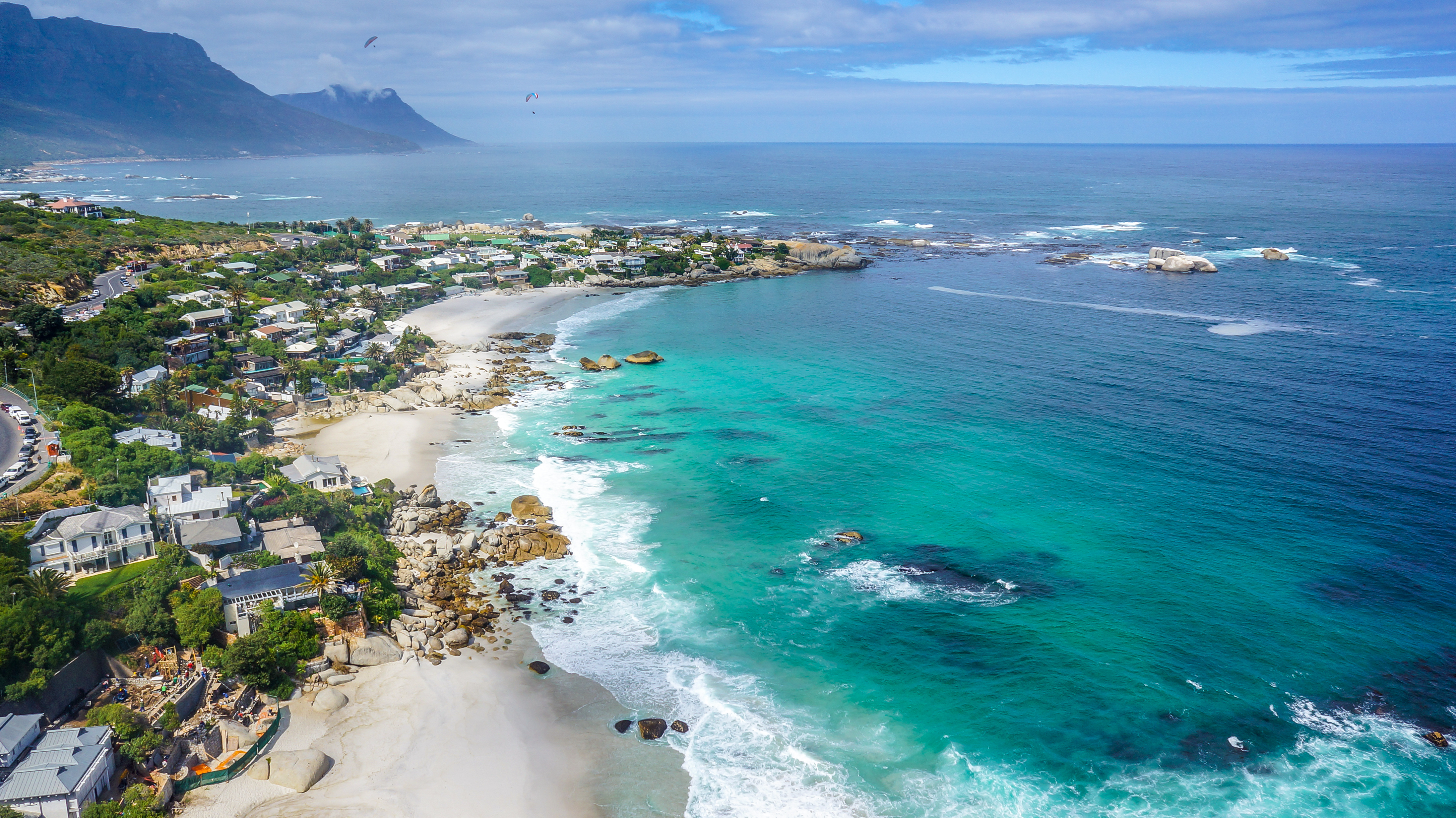
Clifton Beach este una dintre cele mai faimoase plaje din Cape Town și este o destinație turistică semnificativă la propriu.

Mulți turiști vizitează, de asemenea, plajele din Cape Town, care sunt populare în rândul rezidenților locali. Datorită geografiei unice a orașului, este posibil să vizitați mai multe plaje diferite în aceeași zi, fiecare având un cadru natural și o atmosferă diferită. Deși apa regiunii variază de la rece până la blând, diferența dintre cele două părți ale orașului este dramatică. În timp ce coasta Atlanticului are o temperatură anuală a apei peste cea din coasta Californiei, în jurul valorii de 13° C, coasta golfului False Bay este mult mai caldă, cu o medie anuală între 16° C și 17° C, fiind similară cu temperaturile apei în partea de nord a Mării Mediterane (de exemplu, Nisa). În timpul verii, apa în golful False Bay are o temperatură medie de peste 20° C, cu 22° C fiind un maxim des întâlnită. Plajele situate pe coasta Atlanticului tind să aibă apă foarte rece datorită curentului Benguela care provine din Oceanul Atlantic de Sud, în timp ce apa de pe plajele golfului False Bay poate fi mai caldă cu o diferență de până la 10° C, datorită influenței curentului Agulha care este cald. Este o concepție greșită comună că golful False Bay face parte din Oceanul Indian, cu Punctul Capului (Cape Point) fiind atât punctul de întâlnire al Oceanului Indian și Atlantic, cât și cel mai sudic punct al Africii. Oceanele se întâlnesc de fapt în vârful cel mai sudic, Cape Agulhas, care se află la aproximativ 150 km spre sud-est. Concepția greșită se datorează căldurii apei din golfului Fals Bay comparativ cu apa de pe coasta Atlanticului și a numeroaselor cazuri confuze în care termenul "Două oceane" (Two Oceans) se folosește în nume sinonime cu Cape Town, cum ar fi Maratonul Two Oceans, Acvariul Two Oceans și vinăria Two Oceans. 

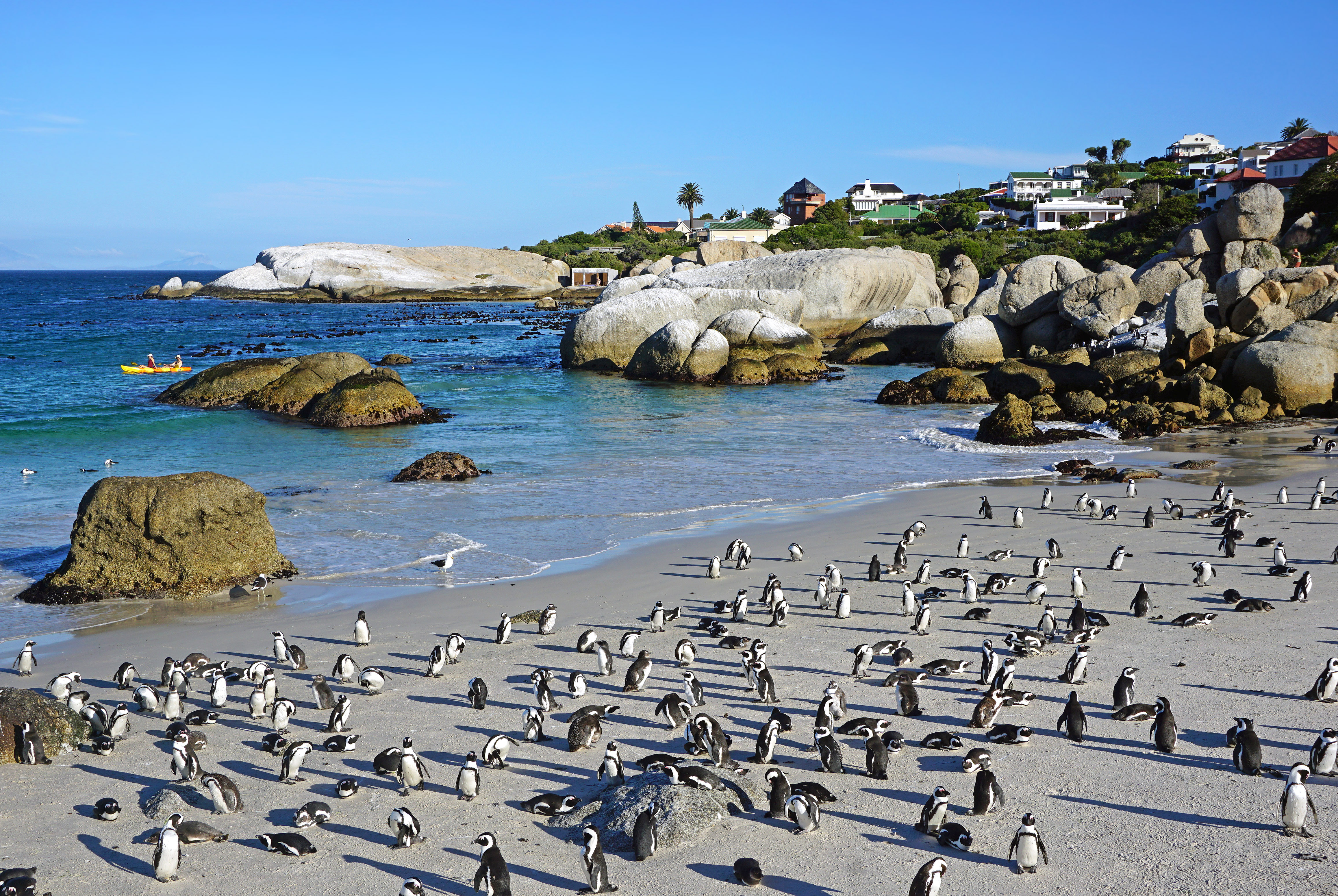
Pingiuni africani la colonia lor din plaja Boulders Beach

Ambele coaste sunt la fel de populare, deși plajele din suburbia afluentă Clifton și din alte părți de pe coasta Atlanticului sunt mai bine dezvoltate în privința restaurantelor și cafenelelor, cu o promenadă cu restaurante și baruri accesibile de pe plaja din Camps Bay. Litoralul Atlantic, cunoscut sub numele de Cape Town Riviera, este considerat unul dintre cele mai pitorești rute din Africa de Sud, de-a lungul versanților ai munții Doisprezece Apostoli (Twelve Apostles Mountains) până la bolovanii și plajele cu nisip alb din Llandudno, cu traseul terminându-se în Hout Bay, o suburbie cu diversitate și plin de viață, și cu un port mic renumit și o insulă cu foci. Acest "sat" pescăresc este flancat de valea Constantia și de drumul pitoresc pe strada Chapman's Peak Drive. Plaja Boulders din apropierea suburbiei Simon's Town este cunoscută pentru colonia sa de pinguini africani. Surfingul este un sport foarte popular, cu multe plaje renumite internațional cu valuri mari. Orașul găzduiește competiția anuală de surfing Red Bull Big Wave Africa. De asemenea, kitesurfing este un sport popular pe plajele din regiunea West Coast (nord de centrul orașului), precum Table View și Bloubergstrand, datorită perioadelor în care vântul este foarte puternic.
Orașul are mai multe atracții culturale notabile. Zona Victoria & Alfred Waterfront, construit pe unele dintre docurile Portului Cape Town, este cea mai vizitată atracție turistică a orașului. De asemenea, este unul dintre cele mai populare zone comerciale din oraș, cu sute de magazine și acvariul Two Oceans. Zona Waterfront găzduiește, de asemenea, Nelson Mandela Gateway, unde se iau feriboturile spre Insula Robben. Este posibil să luați un feribot de la Waterfront spre Hout Bay, Simon's Town și coloniile de foci de pe Insulele Seik și Duiker. Mai multe companii oferă tururi în regiunea Cape Flats, inclusiv prin așezările informale, precum Khayelitsha. 
Cele mai populare zone pentru sejurul turiștilor includ centrul orașului, inclusiv zona V&A Waterfront, dar și suburbiile Camps Bay, Sea Point, Hout Bay, Newlands, Constantia, Rondebosch și Somerset West.
În noiembrie 2013, Cape Town a fost votat cel mai bun oraș global din clasamentul The Travel Awards organizat de către ziarul britanic The Daily Telegraph.
Cape Town oferă turiștilor o gamă largă de activități de aventură, inclusiv parapantism, parașutism și scufundări.
Primăria orașului Cape Town colaborează îndeaproape cu organizația Cape Town Tourism pentru a promova orașul atât la nivel local cât și internațional. Obiectivul principal al organizației Cape Town Tourism este reprezentarea Cape Town ca destinație turistică internațională. Cape Town Tourism primește o parte din finanțarea sa de la primăria orașului, în timp ce restul provine din taxe de membru și fonduri proprii.

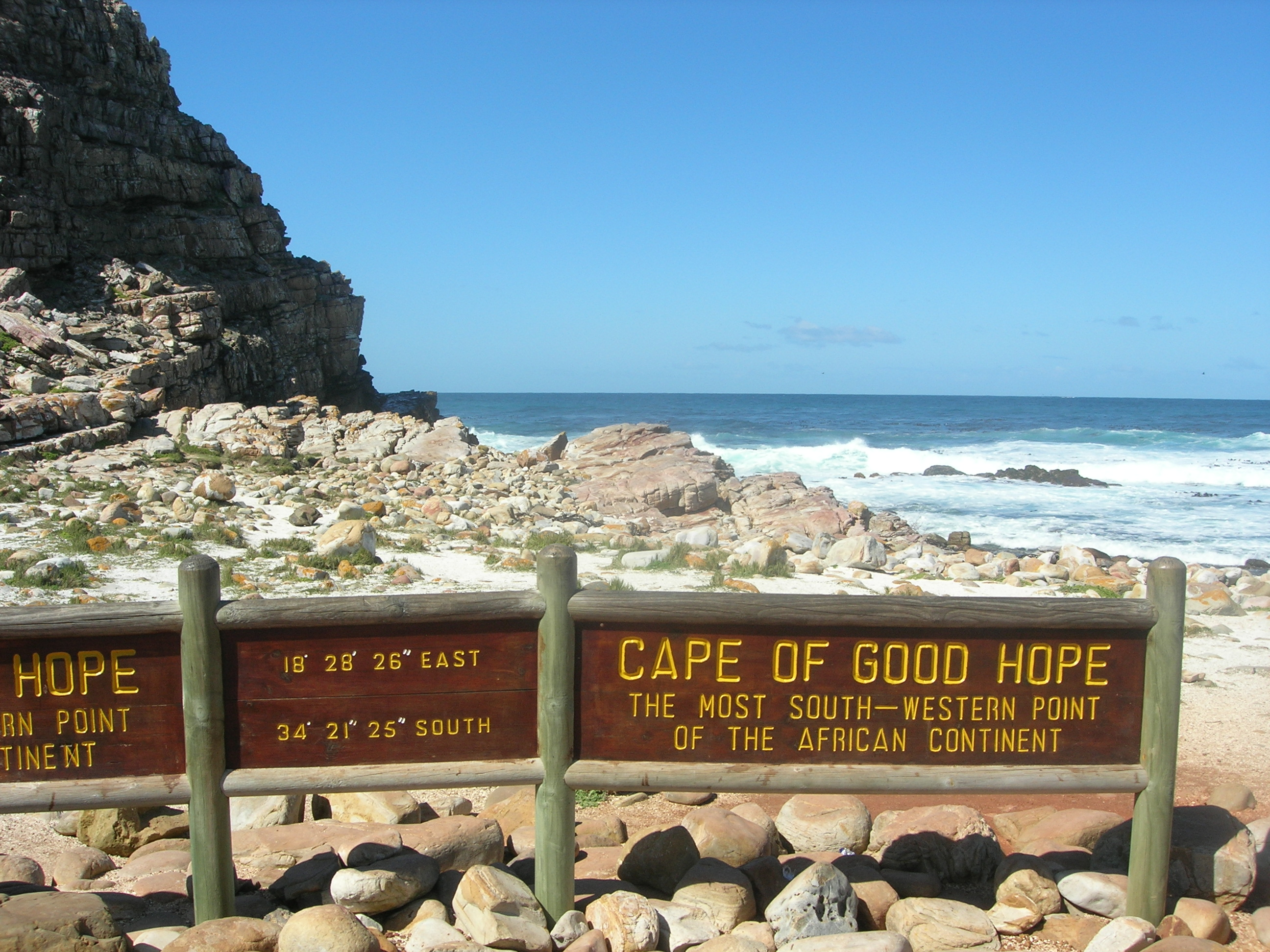
Capul Bunei Speranțe
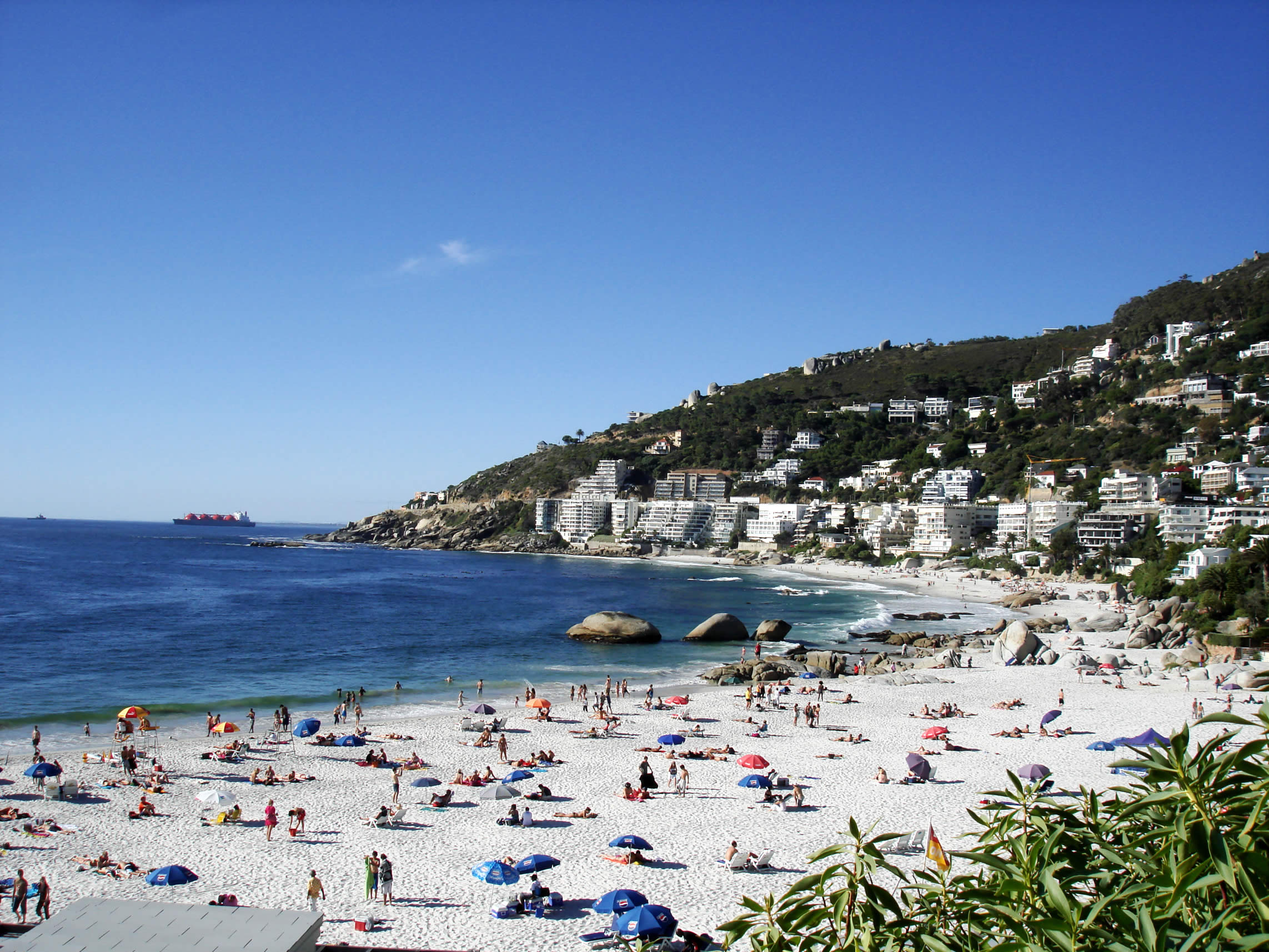
Plaja al 4-lea din Clifton (Plaja Clifton's 4th Beach)
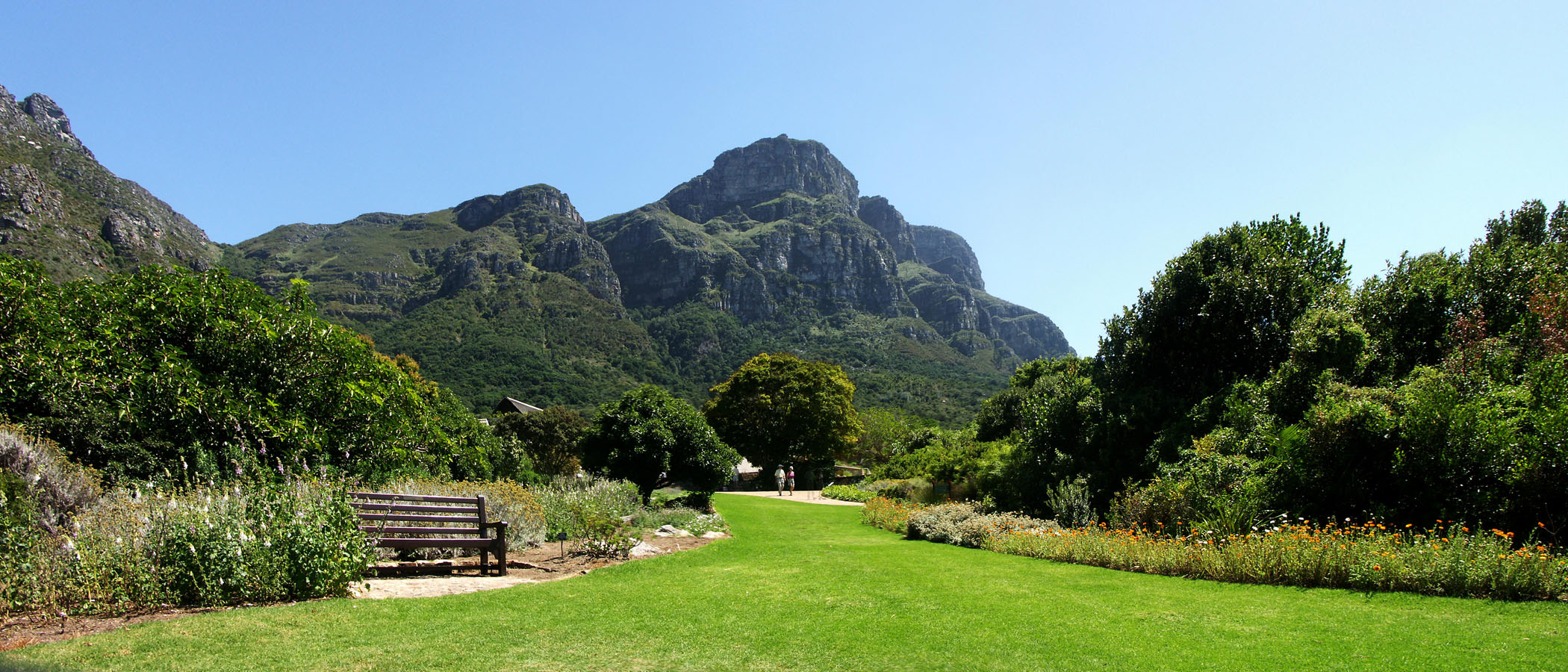
Grădina Botanică Națională Kirstenbosch
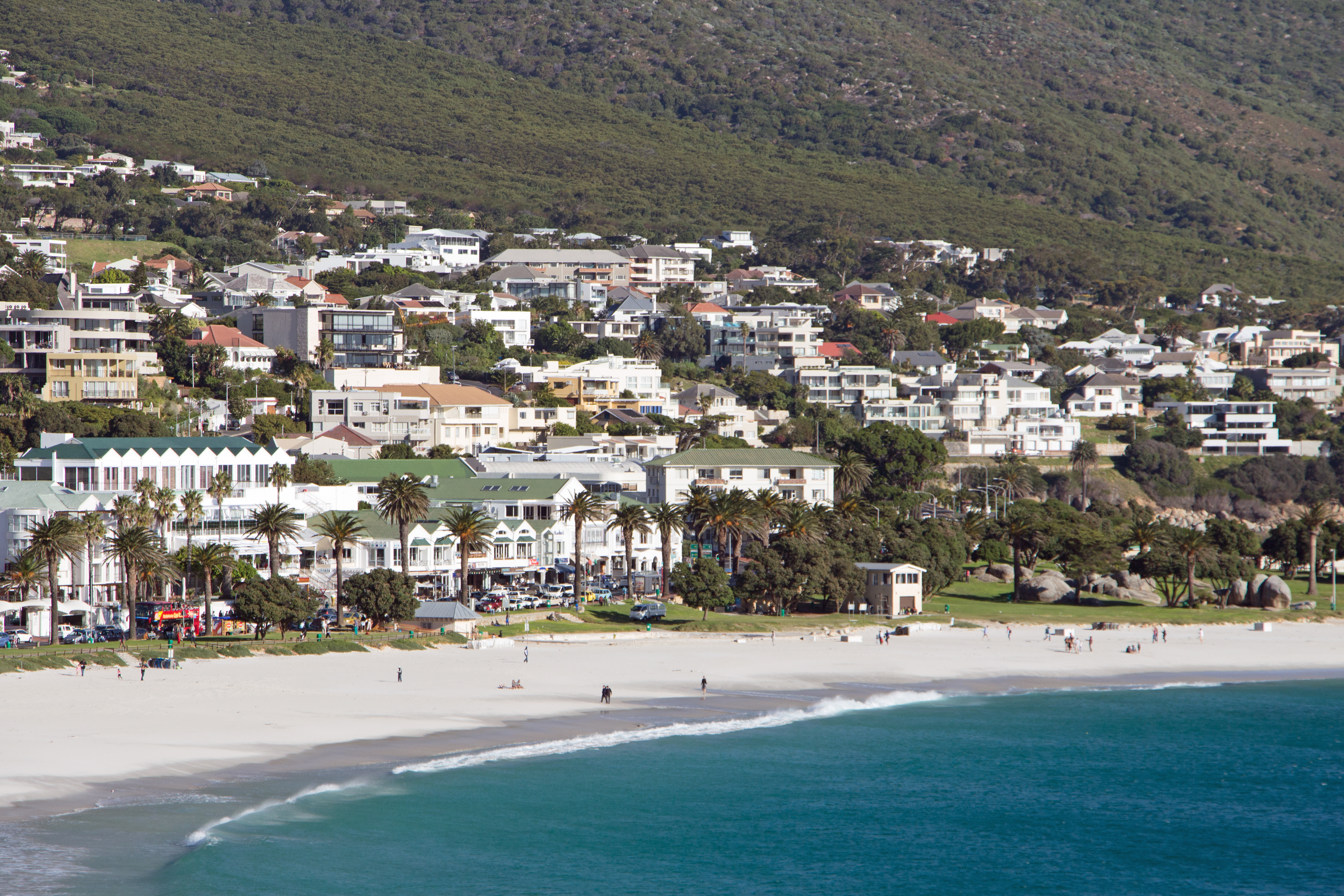
Plaja din Camps Bay, cu restaurantele și cafenelele în fundal
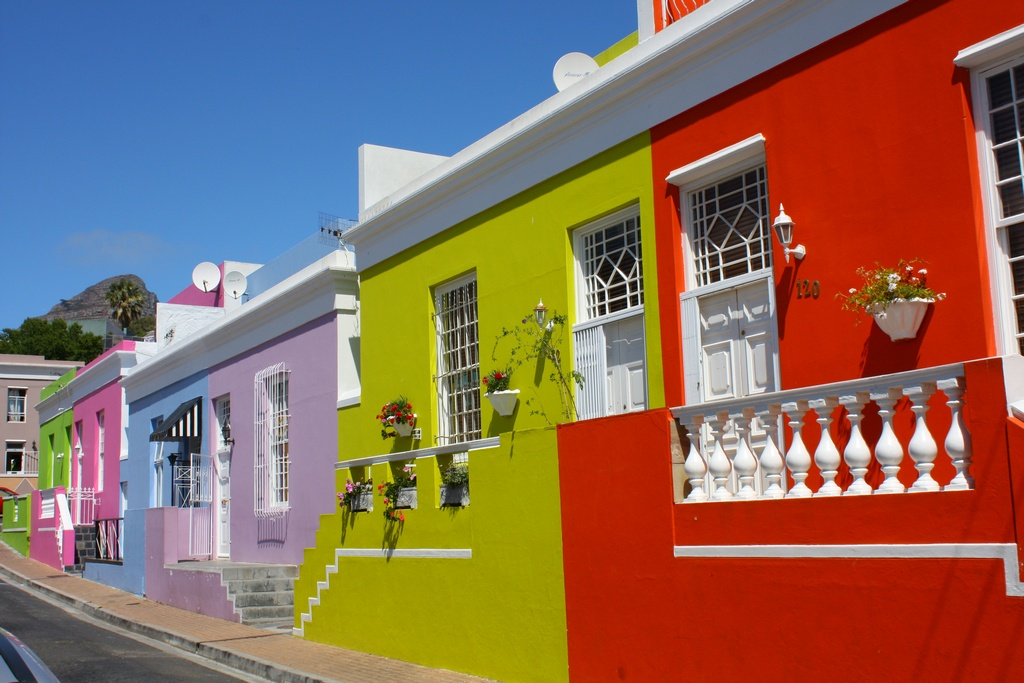
Casele colorate din cartierul Bo-Kaap din centrul orașului

## Cultură

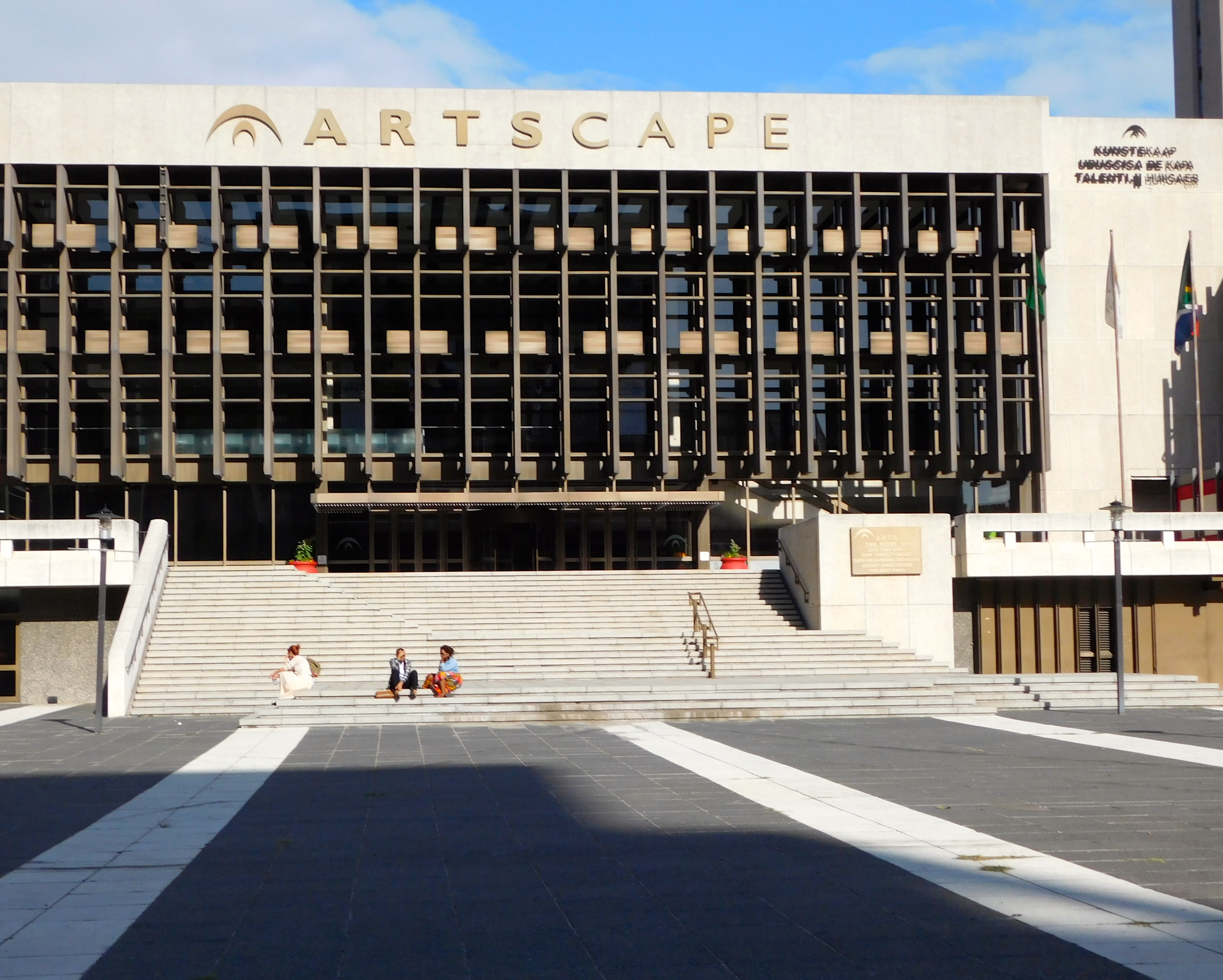
Artscape Theatre Centre din centrul orașului.
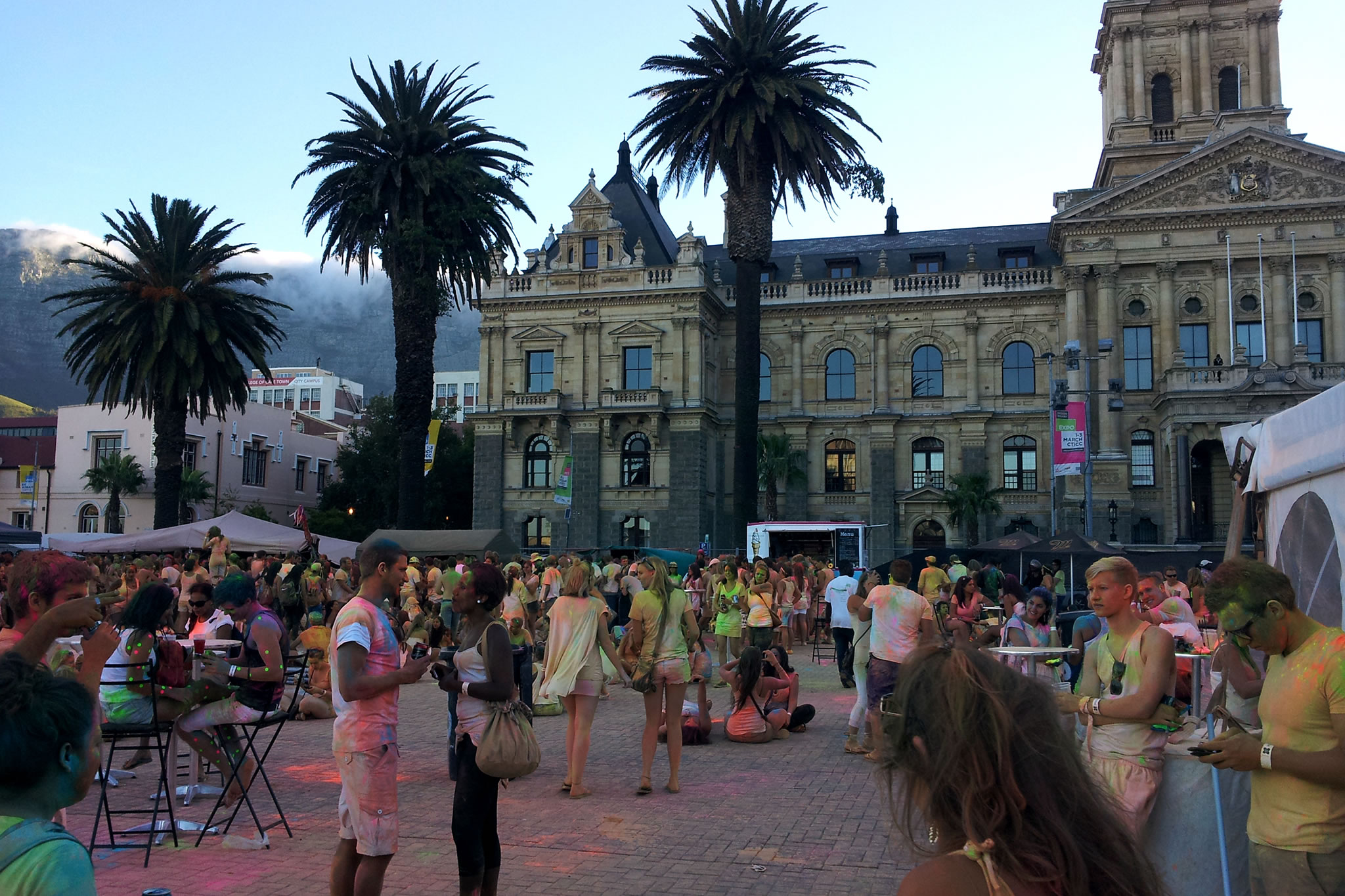
Festivalul Holi în Piața Grand Parade.
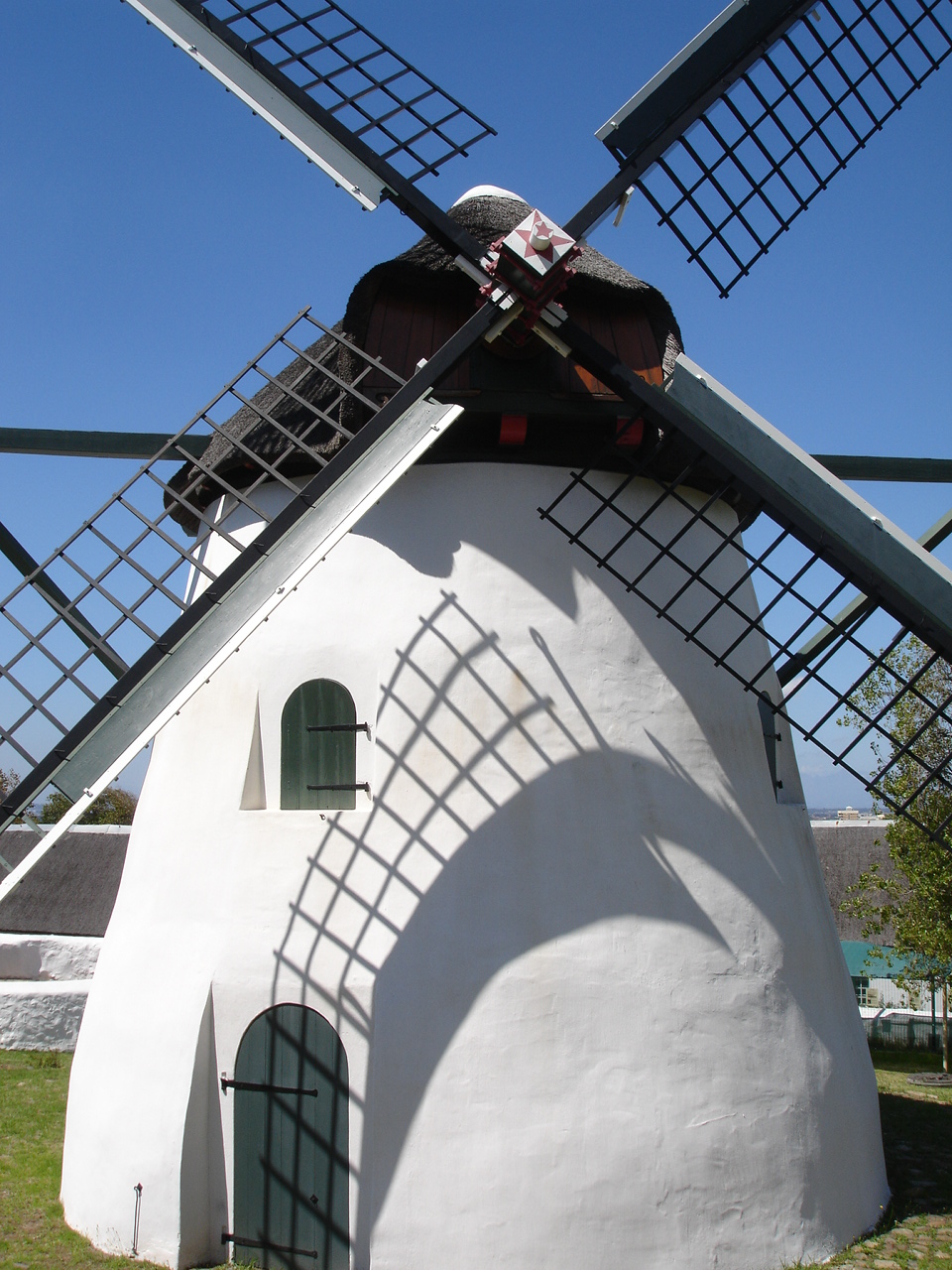
Moara lui Mostert din suburbia Newlands.
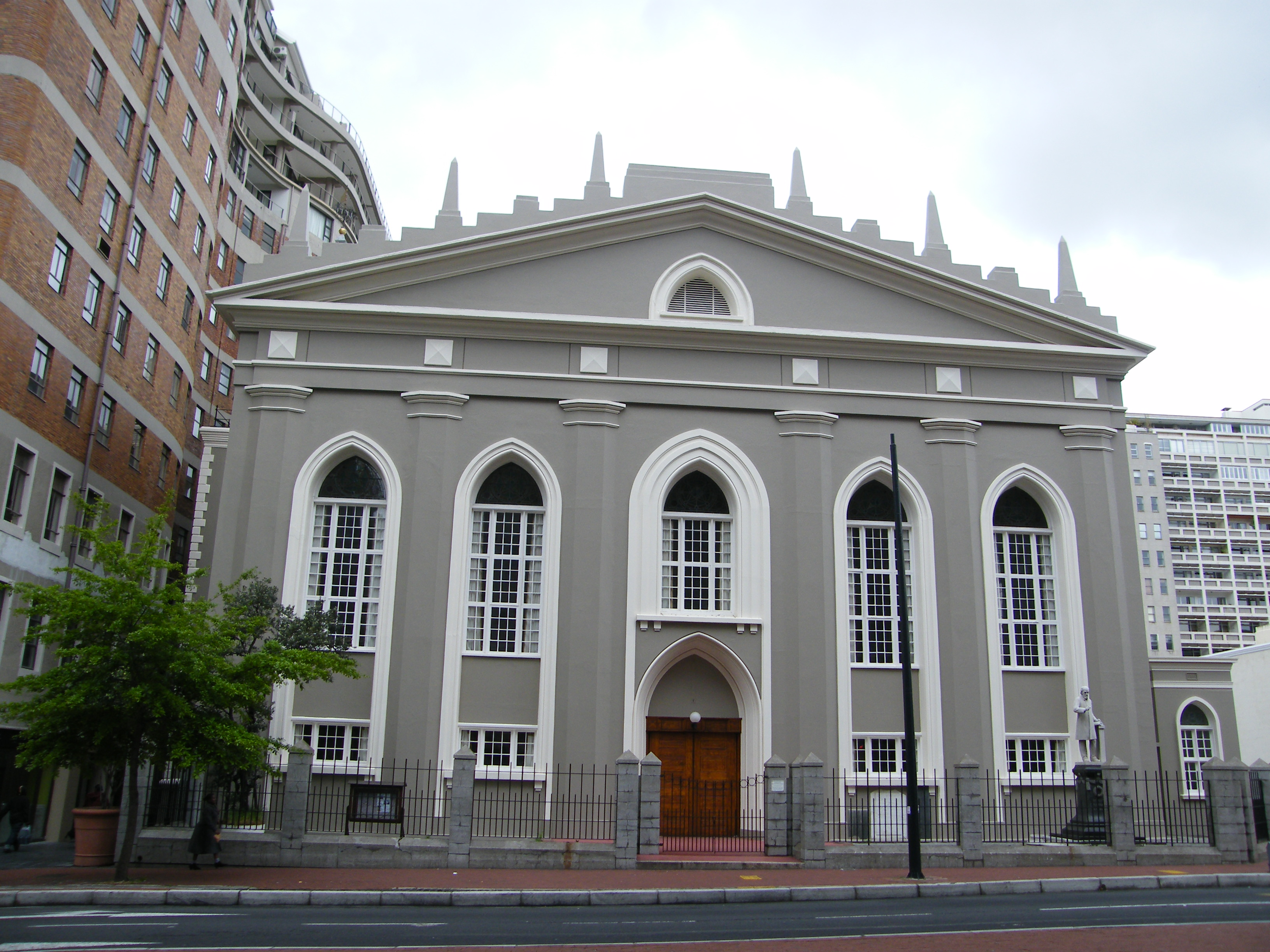
Biserica reformată olandeză Groote Kerk (1841) este cea mai veche biserică încă existentă în Africa de Sud.

Cape Town este remarcată pentru arhitectura sa istorică, cu cea mai mare densitate a clădirilor în stil Cape Dutch. Stilul Cape Dutch, care combină tradițiile arhitecturale ale Olandei, Germaniei, Franței și Indoneziei, este cel mai vizibil în suburbia Constantia, vechile clădiri guvernamentale din centrul orașului și de-a lungul străzii Long Street. Carnavalul anual al menestrelului din Cape Town, cunoscut și sub denumirea sa în limba afrikaans de Cape Klopse, este un mare festival de menestrel care se desfășoară anual pe 2 ianuarie sau „Al doilea an nou”. Echipele concurente de menestreluri defilează în costume viu colorate, interpretând muzică Cape Jazz, fie purtând umbrele colorate, fie cântând o serie de instrumente muzicale. 
Artscape Theatre Center este cel mai mare centru de artă spectacolă din Cape Town, găzduind teatrul principal, precum și opera principală din oraș.
Orașul are, de asemenea, Grădina Botanică Națională Kirstenbosch, de 36 de hectare, care are păduri naturale și plante fynbos protejate, împreună cu o varietate de animale și păsări. Există peste 7.000 de specii de plante în cultivare la Kirstenbosch, inclusiv multe specii rare și amenințate din Regiunea Floristică Cape. În 2004, această regiune, inclusiv Kirstenbosch, a fost declarată patrimoniu mondial UNESCO.
Sistemul de transport Cape Town servește și alte destinații din provincie. Regiunea Cape Winelands și, în special, orașele Stellenbosch, Paarl și Franschhoek sunt excursii de zi populare din oraș pentru vizitarea obiectivelor turistice și a degustărilor de vin. Urmărirea balenelor este populară în rândul turiștilor: balenele sudice și balenele cu cocoașă sunt văzute de pe largul coastei în timpul perioadei de reproducere (august până noiembrie), iar balenele Bryde și orcile pot fi văzute în orice moment al anului. Orașul Hermanus este cunoscut pentru festivalul său de balene, dar balenele pot fi văzute și în golful False Bay. Delfinii Heaviside sunt endemici zonei și pot fi văzute de pe coasta de nord a orașului Cape Town; delfinii Dusky trăiesc de-a lungul aceleiași coaste și pot fi văzute ocazional de pe feribotul spre Insula Robben.
Singura moară care există încă în Africa de Sud este Moara lui Mostert din suburbia Newlands. A fost construită în 1796 și restaurată în 1935 și din nou în 1995.

## Educație
Școlile primare și liceale de stat din Cape Town sunt administrate de Departamentul de Educație a provinciei Western Cape. Acest departament provincial este împărțit în șapte districte; patru dintre acestea sunt districtele „Metropole” - Metropolul Central, Nord, Sud și Est - care acoperă diferite zone ale orașului. Există, de asemenea, multe școli private, atât religioase, cât și laice, în Cape Town.

### Educație terțiară

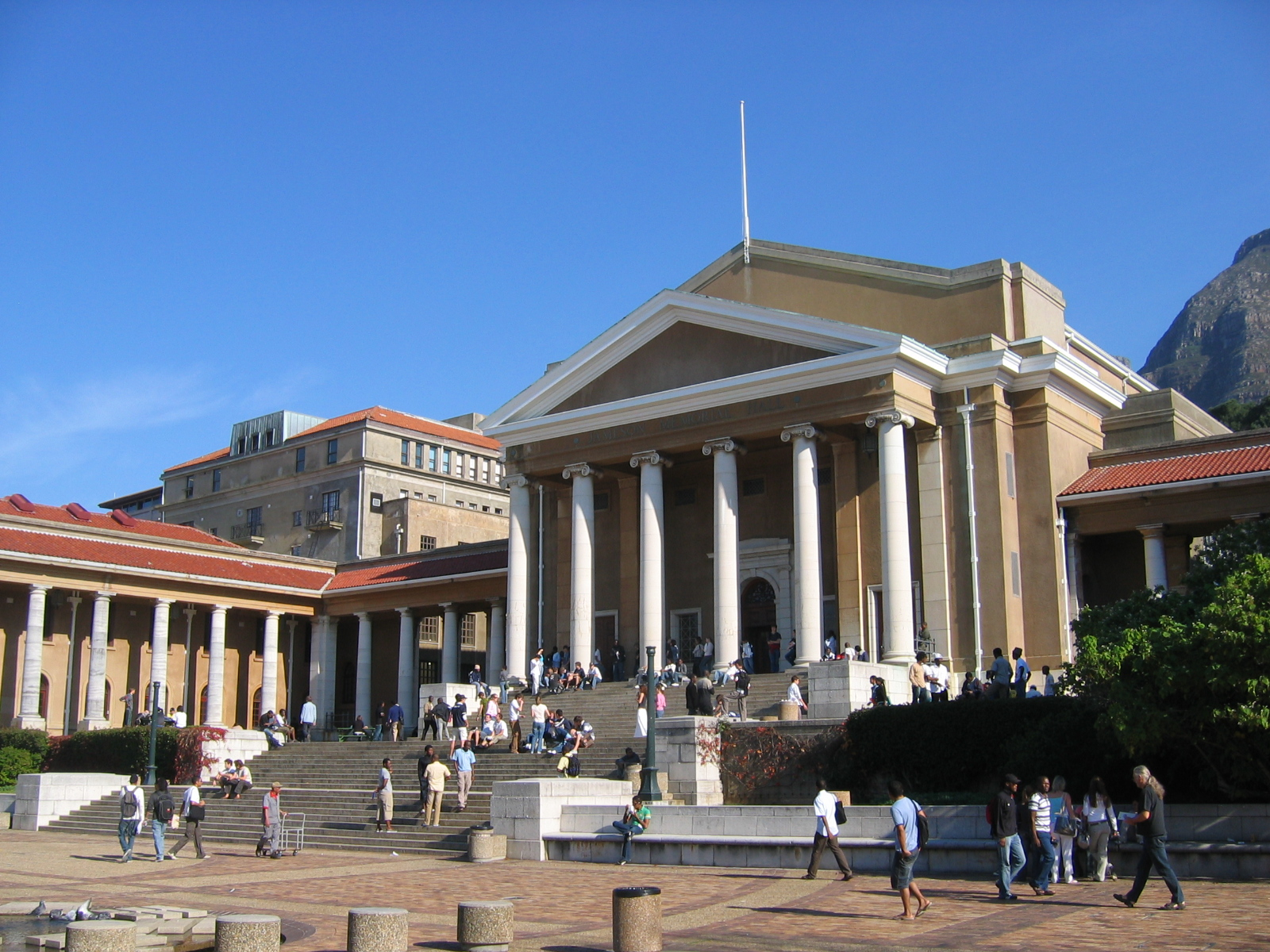
Sala Sarah Baartman (fosta Jameson) și Memorial Plaza, punctul central al campusului Universității din Cape Town.

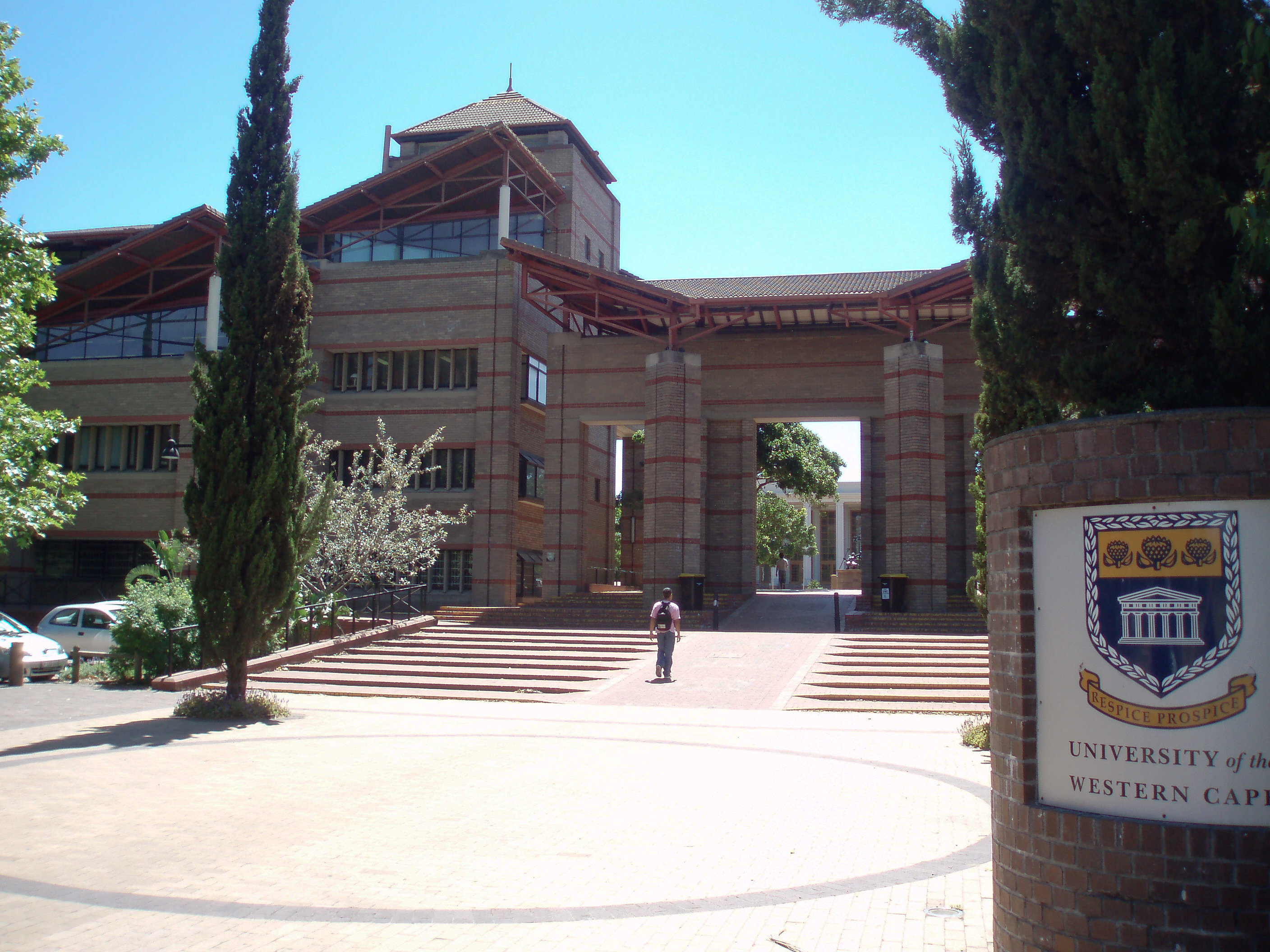
Intrare în campusul central al Universității din Western Cape.

Cape Town are un sistem bine dezvoltat de universități publice. Cape Town este deservită de trei universități publice: Universitatea din Cape Town (UCT), Universitatea din Western Cape (UWC) și Universitatea de Tehnologie din Peninsula Cape (CPUT). Universitatea din Stellenbosch, deși nu se află în orașul propriu-zis, se află la 50 km de centrul orașului și are campusuri suplimentare în limitele orașului, precum Facultatea de Medicină și Științele Sănătății Tygerberg și Parcul de afaceri Bellville. 
Atât Universitatea din Cape Town, cât și Universitatea din Stellenbosch sunt universități de top în Africa de Sud. Acest lucru se datorează în mare parte contribuțiilor financiare substanțiale aduse acestor instituții atât de sectorul public, cât și de cel privat. Universitatea din Cape Town este o universitate care predă în limba engleză. Are peste 21.000 de studenți și are un program de MBA care este clasat pe locul 52 de Financial Times în 2015. De asemenea, este cea mai bine cotată universitate din Africa, fiind singura universitate africană care este în mod regular pe clasamentul celor mai bune 200 de universități din lume (la numărul 141 în 2015). De când Congresul Național African a intrat la guvern în 1994, a avut loc o restructurare a universităților din provincia Western Cape și, ca atare, universitățile care nu au fost albe în mod istoric au beneficiat de o finanțare sporită, ceea ce a beneficiat mai ales Universitatea din Western Cape.
Universitatea de Tehnologie din Peninsula Cape a fost formată la 1 ianuarie 2005, când două universități politehnice - Cape Technikon și Peninsula Technikon - au fost contopite. Noua universitate predă în primul rând în engleză, deși se poate lua cursuri în oricare dintre limbile oficiale din Africa de Sud. Universitatea acordă, în general, diploma națională (echivalentul a unui diplome de absolvire/calificare).
Cape Town a devenit, de asemenea, o destinație populare de studii în străinătate pentru mulți studenți internaționali. Mulți furnizori de studii din străinătate oferă programe de semestru, vară, pe termen scurt și stagii în parteneriat cu universitățile din Cape Town, ca o șansă pentru studenții internaționali să obțină o înțelegere mai bună interculturală.

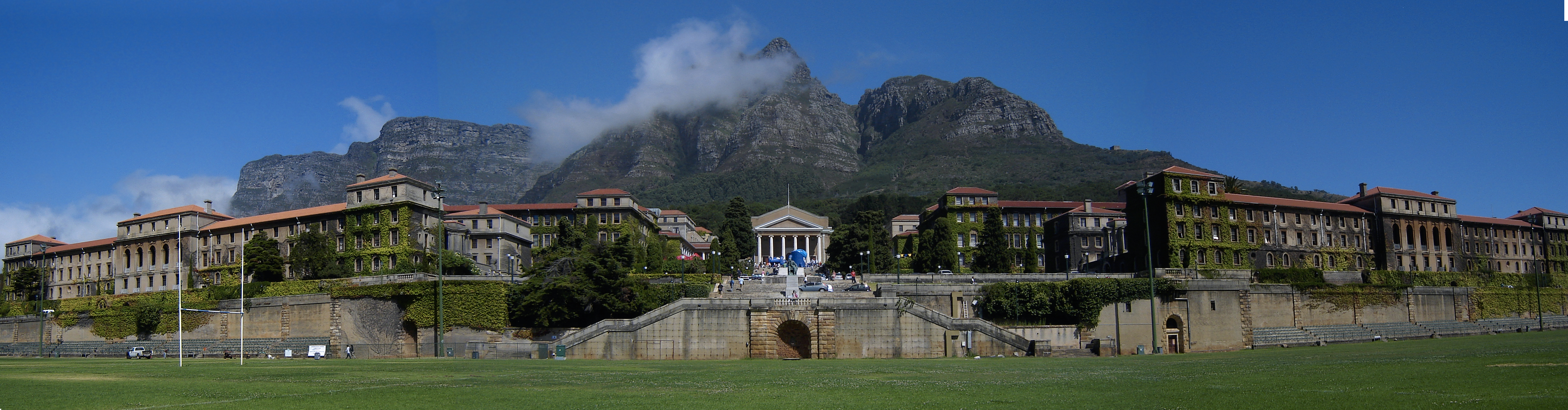
O panoramă a campusului principal al Universității din Cape Town.

## Transport

### Aeroporturi

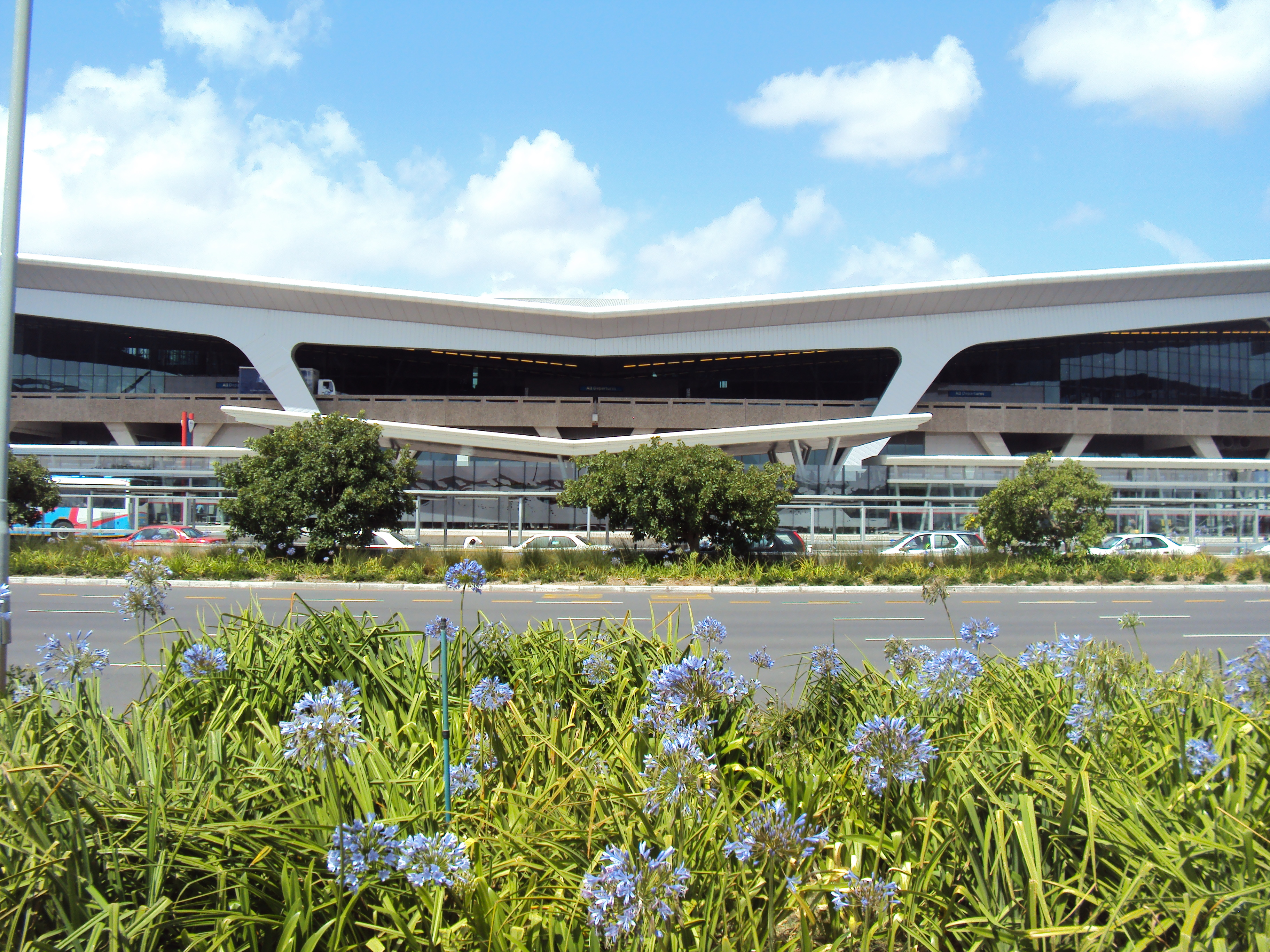
Terminalul central al Aeroportului Internațional Cape Town.

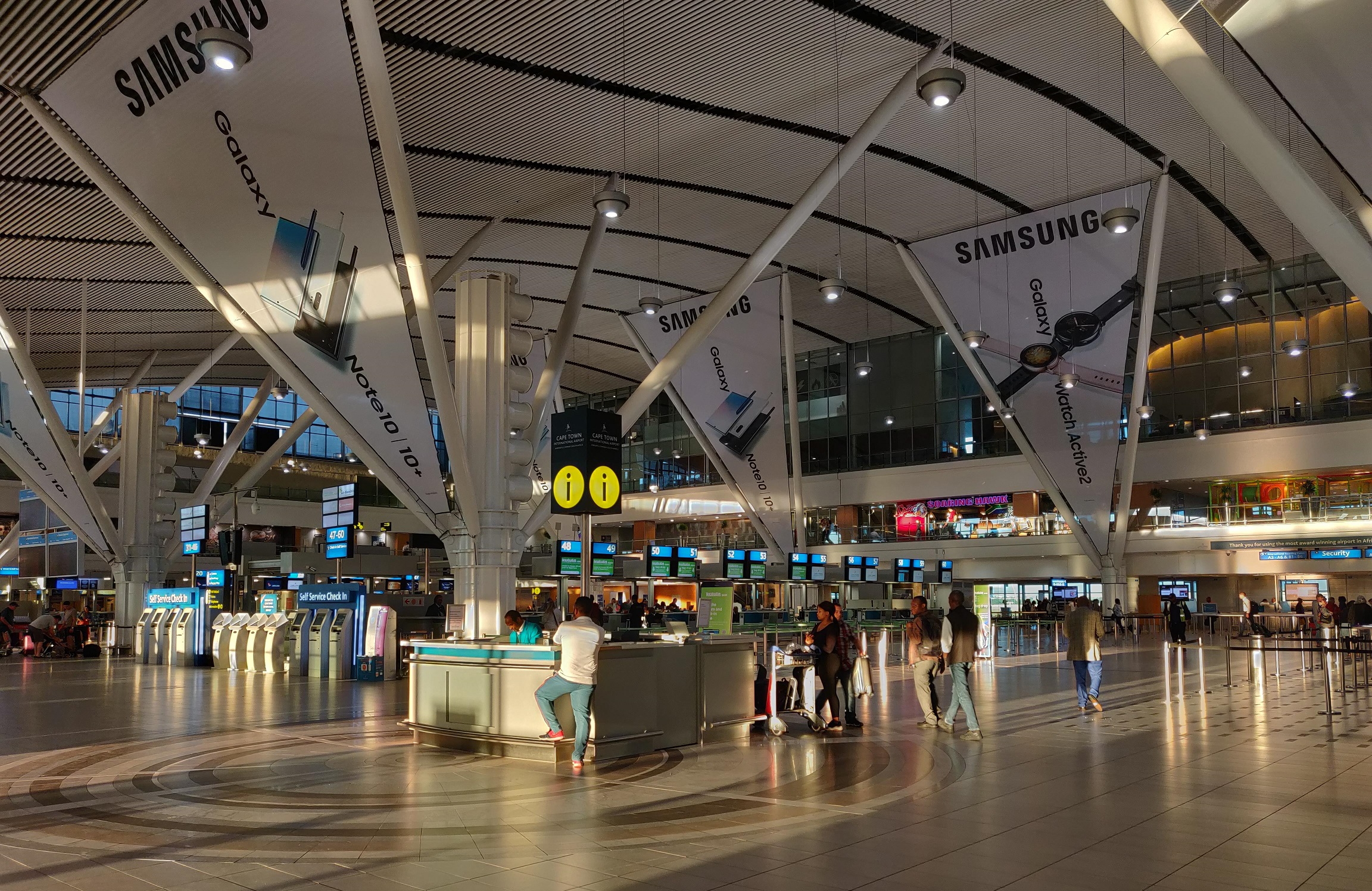
Sala de check-in.

Aeroportul Internațional Cape Town servește zboruri interne și internaționale. Este cel de-al doilea aeroport ca mărime din Africa de Sud și servește ca o poartă principală pentru călătorii în regiunea Cape. Cape Town are zboruri regulate către mai multe destinații în sudul Africii, Africa de Est, Europa, Orientul Mijlociu, Orientul Îndepărtat, Mauritius și Statele Unite, precum și unsprezece destinații interne.
Aeroportul Internațional Cape Town a fost lărgit și modernizat semnificativ cu clădiri și facilități noi, pentru a face față creșterii preconizate a traficului aerian, deoarece numărul turiștilor a crescut în perioada premergătoare Campionatului Mondial de Fotbal din 2010. Aceste lucrări au inclus un nou terminal central care leagă terminalul de zboruri internaționale cu cel de zboruri interne, mai multe garaje mari de parcare, un terminal de zboruri interne renovat, o nouă stație pentru sistemul de transport rapid și un nou sistem rutier cu două poduri. Facilitățile de marfă ale aeroportului au fost de asemenea extinse și mai multe terenuri goale vor fi dezvoltate în spații de birouri și hoteluri.
Aeroportul Internațional Cape Town a fost printre câștigătorii premiilor World Travel Awards, recunoscut ca fiind aeroportul de top din Africa.
Aeroportul Internațional Cape Town este situat la 18 km de centrul orașului.

### Maritim

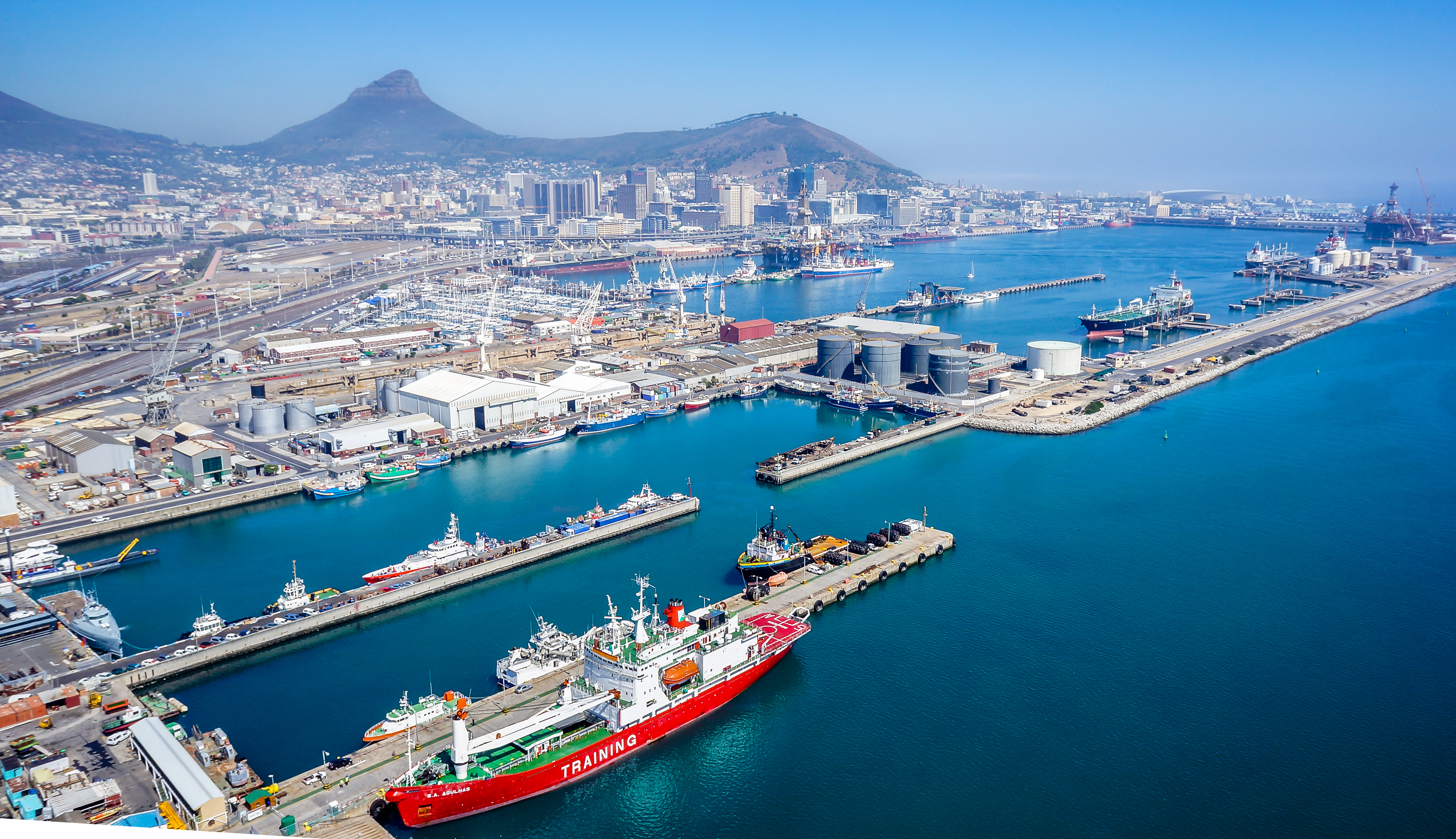
Portul Cape Town este un nod important de transport în sudul Africii. Pe lângă transportului de marfă, servește, de asemenea, ca hub principal pentru reparații pentru nave și platforme petroliere.

Cape Town are o lungă tradiție ca fiind un oraș port. Portul Cape Town, principalul port a orașului, se află în golful Table Bay, direct la nordul centrului orașului. Portul este un hub pentru navele din sudul Atlanticului: este situat de-a lungul unuia dintre cele mai aglomerate coridoare de transport maritim din lume. Este, de asemenea, un port de containere aglomerat, al doilea ca mărime în Africa de Sud după portul din Durban.

### Feroviar
Shosholoza Meyl este compania feroviară de pasageri, subsidiara a companiei de stat Transnet, care operează două servicii de lungă distanță din Cape Town: un serviciu zilnic către și dinspre Johannesburg prin Kimberley și un serviciu săptămânal către și dinspre Durban, prin Kimberley, Bloemfontein și Pietermaritzburg. Aceste trenuri se termină în Gara din Cape Town și fac o scurtă oprire la Bellville. Cape Town este, de asemenea, un terminal al trenului de lux Blue Train, precum și serviciul de cinci stele Rovos Rail.

### Rutier

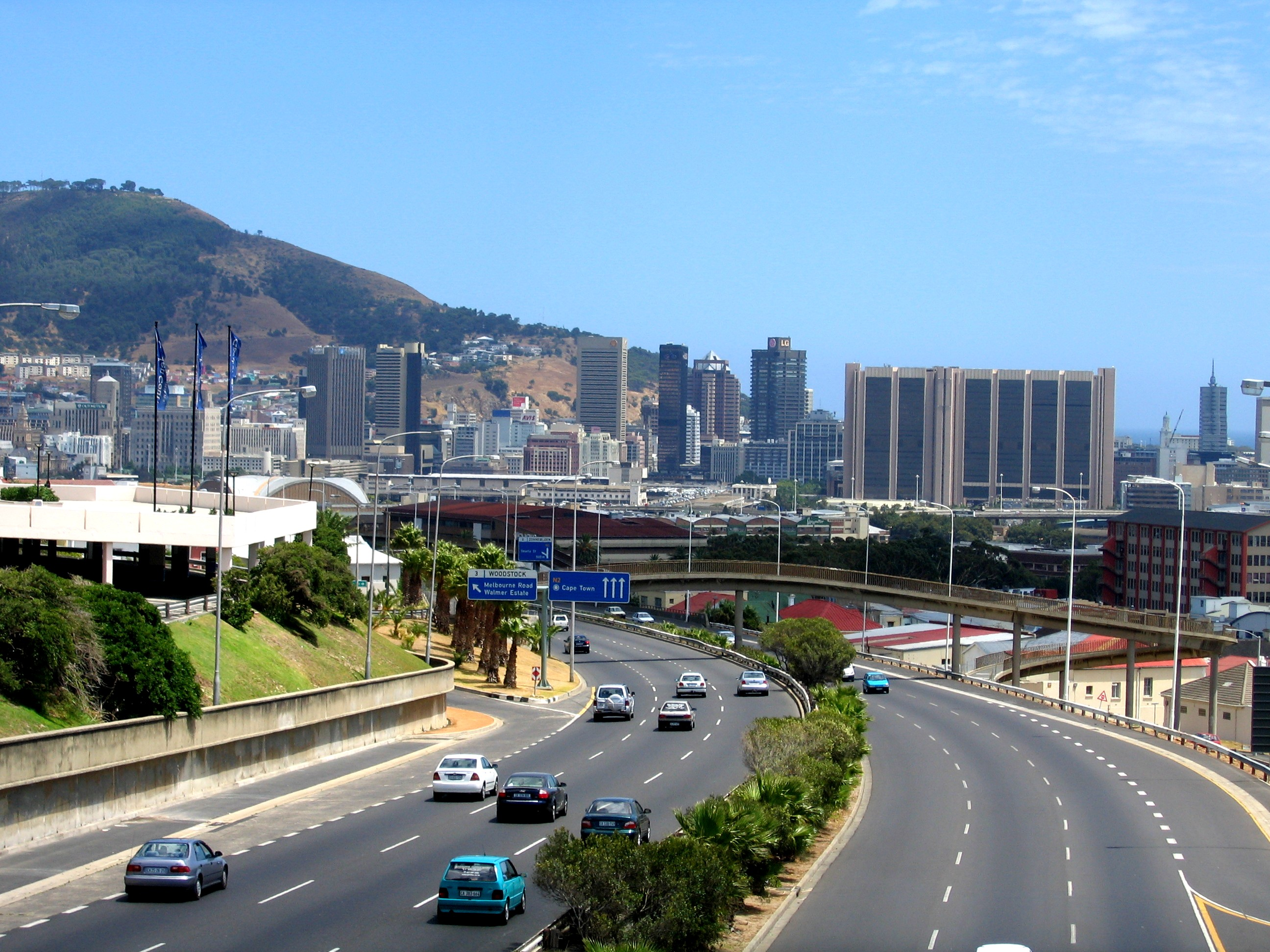
Autostrada N2 care merge spre centrul orașului.

Cape Town este originea a trei drumuri naționale: N1, N2 și N7. N1 și N2 pornesc în apropiere de centrul orașului.
N1 circulă est-nord-est prin Edgemead, Parow, Bellville și Brackenfell. Conectează Cape Town de marile orașe din interiorul țării, adică Bloemfontein, Johannesburg și Pretoria. Un drum mai vechi, R101, merge paralel cu N1 de la Bellville.
N2 circulă est-sud-est prin Rondebosch, Guguletu, Khayelitsha, Macassar până la Somerset West. Devine o șosea cu mai multe carosabile la nivel de la intersecția cu drumul regional R44. N2 continuă spre est de-a lungul coastei, legând Cape Town de orașele de coastă Port Elizabeth, East London și Durban. Un drum mai vechi, R101, merge inițial paralel cu N1, înainte de a se îndrepta spre sud la Bellville, pentru a se alătura N2 la Somerset West prin suburbiile Kuils River și Eerste River.
N7 începe de la N1 la intersecția Wingfield Interchange lângă suburbia Edgemead. Se circulă spre nord, inițial ca o autostradă, devenind însă un drum de grad de la intersecția cu drumul municipal M5 (Potsdam Rd). N7 face legătura între Cape Town și orașele din nord și, eventual, Namibia.
Există, de asemenea, o serie de drumuri regionale care leagă Cape Town cu zonele înconjurătoare. R27 începe de la N1 în apropierea centrului orașului și merge spre nord în paralel cu N7, dar mai aproape de coastă. Acesta trece prin suburbiile Milnerton, Table View și Bloubergstrand și leagă orașul de regiunea West Coast, sfârșind la orașul Velddrif. R44 intră în estul orașului dinspre nord, dinspre Stellenbosch. Leagă orașul Stellenbosch cu suburbia Somerset West, apoi traversează N2 spre suburbiile Strand și Gordon's Bay. Acesta iese din oraș spre sud, lângă coastă, mergând spre orașele Betty's Bay și Kleinmond.
Dintre rutele cu trei cifre, R300 este o autostradă care leagă N1 la Brackenfell de N2 lângă suburbia Mitchell's Plain și Aeroportul Internațional Cape Town. R302 circulă de la R102 în Bellville, îndreptându-se spre nord peste N1 prin suburbia Durbanville părăsind orașul către Malmesbury. R304 intră în limitele nordice ale orașului dinspre Stellenbosch, mergând nord-vest înainte de a se îndrepta spre vest pentru a traversa N7 la Philadelphia pentru a ajunge la orașul Atlantis, la o intersecție cu R307. Acest R307 începe la nord de Koeberg de la R27 și, după întâlnirea cu R304, continuă spre nord până în Darling. R310 începe în suburbia Muizenberg și merge de-a lungul coastei, la sud de suburbiile Mitchell's Plain și Khayelitsha, înainte de a se îndrepta spre nord-est spre Stellenbosch.
Cape Town, la fel ca majoritatea orașelor sud-africane, folosește drumurile metropolitane sau drumurile „M” pentru rutele intra-orașe importante, un strat sub drumurile naționale (N) și drumurile regionale (R). Drumurile M din fiecare oraș sunt numerotate independent. Majoritatea sunt drumuri de grad. Cu toate acestea, M3 se desparte de N2 și se îndreaptă spre sud de-a lungul versanților estici ai Muntelui Masă (Table Mountain), conectând centrul orașului cu suburbia Muizenberg. Cu excepția unui tronson între Rondebosch și Newlands care are intersecții la nivel, acest traseu este o autostradă. M5 se desparte de N1 mai la est decât M3 și leagă regiunea Cape Flats de centrul orașului. Este o autostradă până la intersecția cu M68 la Ottery, unde devin un drum cu intersectiile la nivel.

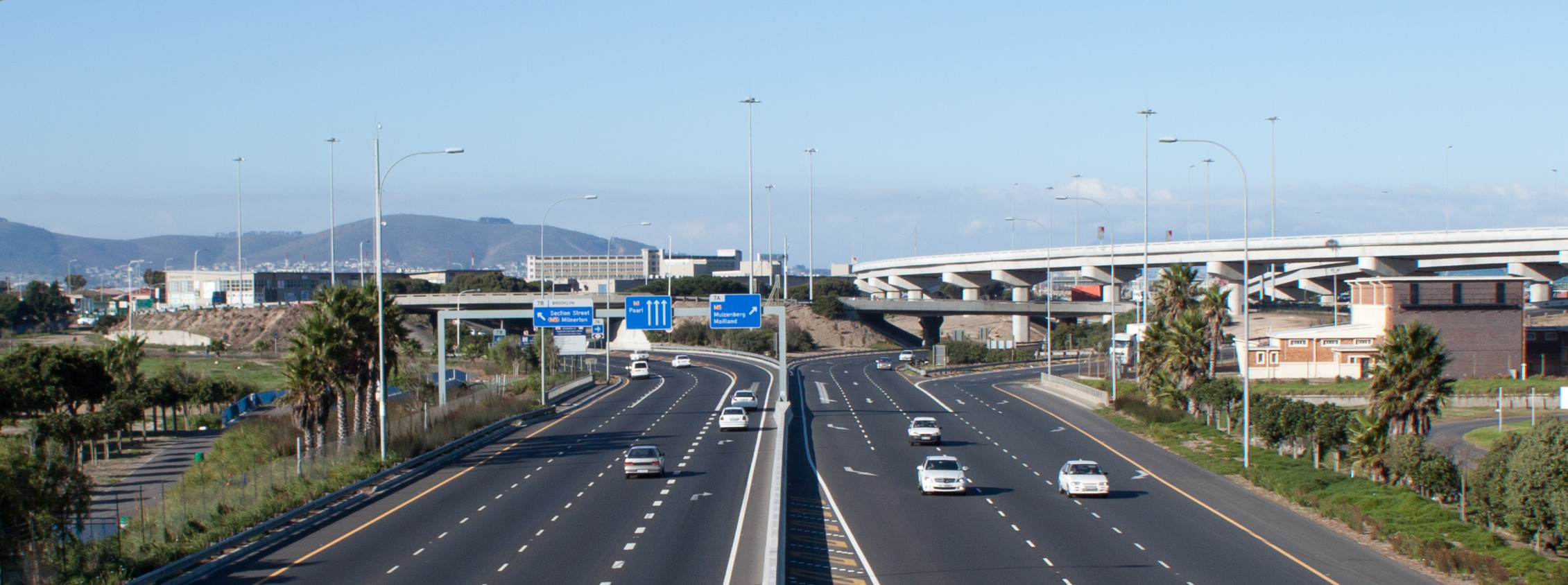
Intersecția autosrăzii N2 cu autostrada M5.

### Transportul în comun

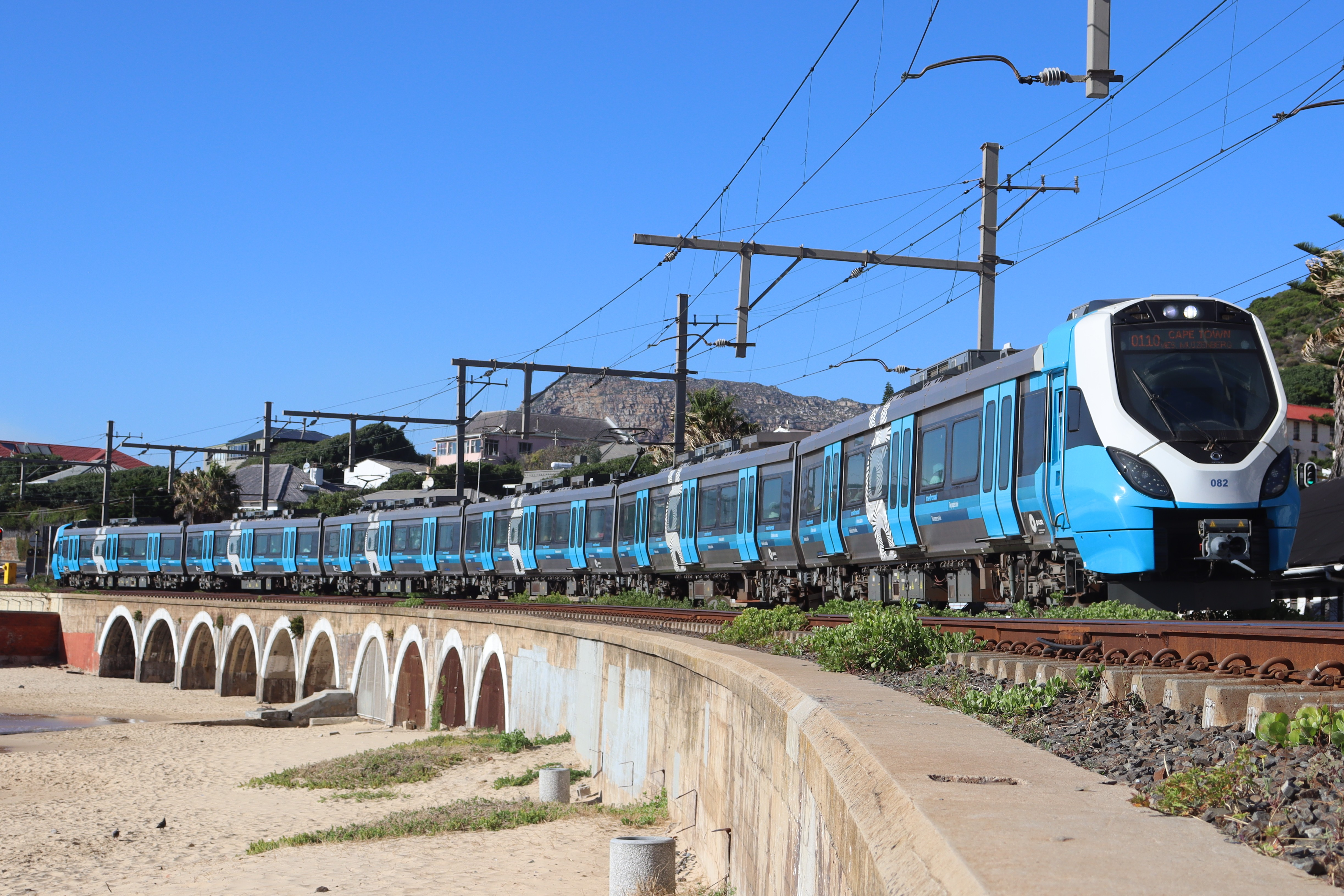
Un tren Metrorail pe podul feroviar Kalk Bay.

Compania Metrorail operează un serviciu feroviar metropolitan în Cape Town și zonele limitrofe. Rețeaua Metrorail este formată din 96 de stații din suburbiile și zonele limitrofe a orașului Cape Town.
De asemenea, Cape Town a introdus un sistem nou de transport public cu autobuzul în aproximativ 10% din oraș, care circulă de la nord la sud de-a lungul coastei de vest a orașului, cuprinzând faza 1 a sistemului "transport rapid integrat" (BRT). Acesta este cunoscut sub numele de serviciul MyCiTi, și se va extinda în tot orașul în 4 faze.
Faza 1 a sistemului MyCiTi include servicii care leagă aeroportul de centrul orașului, precum și următoarele suburbii/cartiere: Bloubergstrand, Table View, Dunoon, Atlantis și Melkbosstrand, Milnerton, Paarden Eiland, Century City, Salt River și Walmer Estate și toate suburbiile și cartierele din centrul orașului și pe lângă coasta Atlanticului până la Llandudno și Hout Bay.
Serviciul MyCiTi N2 Express constă din două rute, care leagă centrul orașului și suburbiile Khayelitsha și Mitchell's Plain din regiunea Cape Flats.
Serviciul folosește autobuze articulate cu podea înaltă și dimensiuni standard pe rutele dedicate, autobuze articulate cu podea joasă și dimensiuni standard pe serviciul N2 Express și autobuze Optare mai mici de 9 metri pe rute scurte în centrul orașului și anumite suburbii. Oferă accesibilitate persoanelor cu dizabilitati prin îmbarcare la nivel (și numeroase alte măsuri), și tarifele se plătesc fără numerar folosind carduri contactless, numit cardul myconnect. Timpul de așteptare dintre autobuzele de pe același traseu variază de la 3 minute la 20 de minute în orele de vârf până la 60 de minute în perioadele în afara vârfului.

#### Taxiuri
Cape Town are două tipuri de taxiuri: taxiuri normale și maxi-taxi. Spre deosebire de multe orașe, taxiurile normale nu au voie să circule în jurul orașului pentru a solicita tarife și trebuie în schimb să fie apelate la o anumită poziție.
Taxiurile operează în cea mai mare parte în zonele centrale a orașului, anumite suburbii și Aeroportului Internațional Cape Town. Companiile mari care operează flote de cabine pot fi apelate telefonic și sunt mai ieftine decât operatorii singuri care așteaptă la stațiile de taxi și în zona Victoria și Alfred Waterfront. Există aproximativ o mie de taxiuri în Cape Town. Tarifele acestora variază de la R8 pe kilometru la aproximativ R15 pe kilometru. Companiile mai mari de taxiuri din Cape Town sunt Excite Taxis, Cabnet și Intercab. Toyota Avanza cu șapte locuri este cea mai populară la companiile de taxi mai mari. Taxiurile sunt utilizate în mare parte de turiști și sunt mai sigure de utilizat decât maxi-taxiurile.
Maxi-taxiurile sunt o formă de transport standard pentru majoritatea populației care nu își pot permite vehicule private. Deși esențiale, maxi-taxiurile sunt adesea slab întreținute și nu sunt adesea demne de drum. Maxi-taxiurile fac frecvent opriri neprogramate pentru a ridica pasageri, ceea ce poate provoca accidente. Datorită cererii mari de transport din partea clasei muncitoare din Africa de Sud, maxi-taxiurile sunt umplute peste alocația legală pentru călători. Maxi-taxiurile sunt în general deținute și operate în flote.

#### Ridesharing
O variantă de transport foarte populară este folosirea sistemului de ridesharing, prin companiile Uber și Bolt. Deși mai scump decât autobuzele și maxi-taxiurile, dar mai ieftin decât taxiurile normale, sistemul ridesharing oferă o alternativă economică și sigură la folosirea vehicului privat. Datorită ușurinței de utilizare și a siguranței transportului, cererea pentru acest tip de transport a crescut semnificativ în ultimii ani, și mii de șoferi lucrează în Cape Town pentru Uber sau Bolt.

## Sport

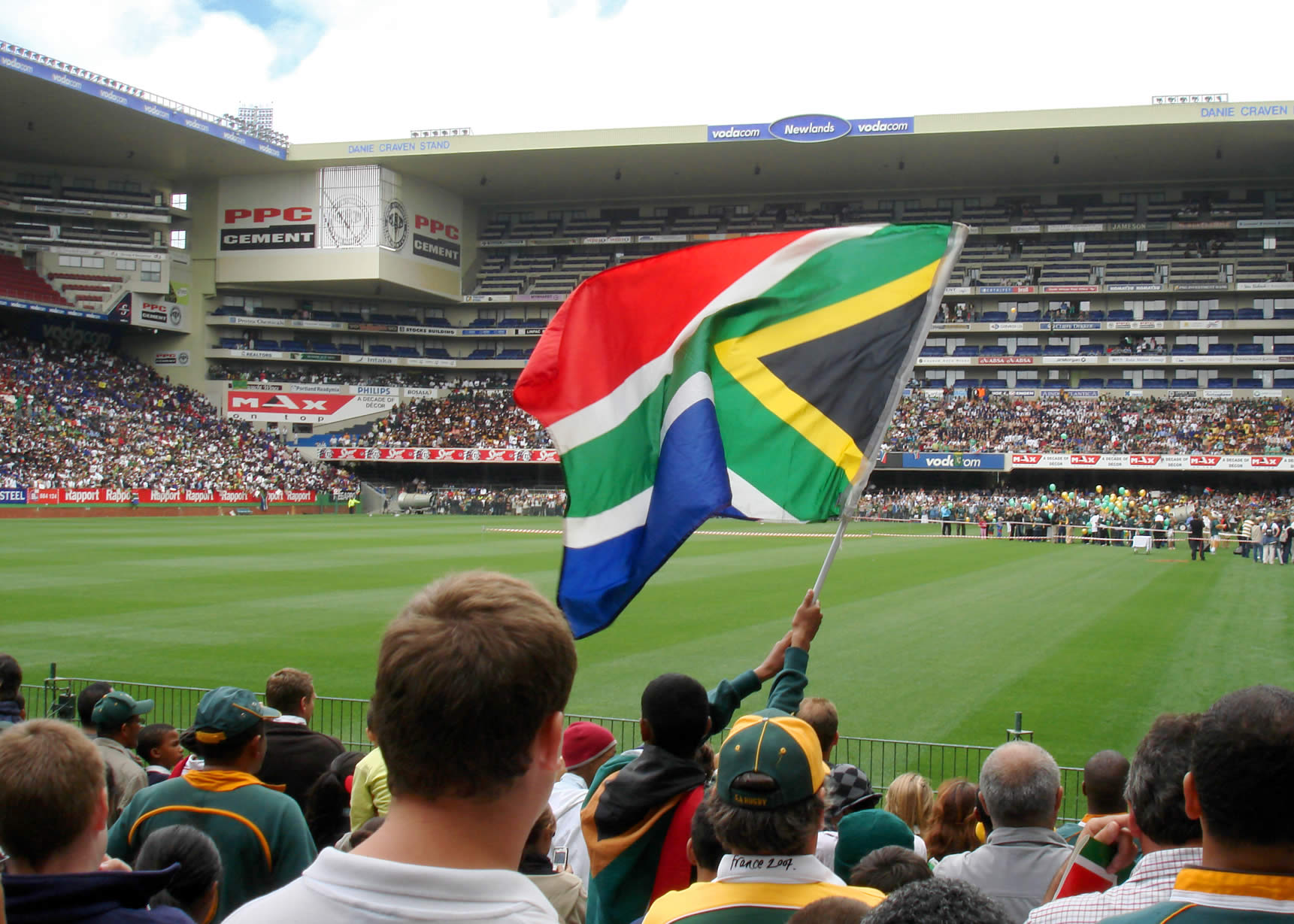
Stadionul Newlands, construită în 1881, este cea mai veche stadion de rugby în emisfera sudică.

Cele mai importante sporturi în Cape Town după numărul de participanți sunt cricketul, fotbalul, natația, și rugby-ul.
În rugby, Cape Town găzduiește echipa Western Province, care joacă pe Stadionul Newlands și concurează în Cupa Currie. În plus, jucătorii Western Cape (împreună cu unii din echipa Boland Cavaliers din orașul Wellington) concurează ca echipa Stormers în Super Rugby, cea mai competiție de club din emisfera sudică cu echipe din Africa de Sud, Australia, Argentina și Noua Zeelanda. Cape Town găzduiește în mod regulat și echipa națională de rugby, Springboks, și a găzduit meciuri în cadrul Cupei Mondiale de Rugby din 1995, inclusiv ceremonia și jocul de deschidere , precum și semifinala dintre Nouă Zeelandă și Anglia (în care Jonah Lomu a înscris patru eseuri).
Fotbalul este de asemenea popular. Două cluburi din Cape Town joacă în prima liga Premier Soccer League (PSL). Aceste echipe sunt Ajax Cape Town, care s-a format ca urmare a amalgamării echipelor Seven Stars și Cape Town Spurs, și Cape Town City F.C., care s-a format în 2016 de către fondatorii echipei Ajax Cape Town. Cape Town a găzduit, de asemenea, mai multor meciuri ale Campionatului Mondial de Fotbal din 2010, inclusiv a unei semifinale. Pentru Campionatul Mondial de Fotbal, orașul a construit un nou stadion de 70.000 de locuri în cartierul Green Point, numit Stadionul Cape Town.
În cricket, echipa Cape Cobras reprezintă Cape Town și stadionul lor de casă este stadionul renumit Newlands Cricket Ground. Echipa este rezultatul unei amalgamări a echipelor Western Province Cricket și Boland Cricket. Aceștia participă la competițiile Seria Supersport și Cupa Standard Bank. Newlands Cricket Ground găzduiește regulat meciuri internaționale.
Cape Town a avut aspirații olimpice. De exemplu, în 1996, Cape Town a fost unul dintre cele cinci orașe candidate pre-selecționate de Comitetul Olimpic Internațional pentru a lansa candidaturi oficiale pentru a găzdui Jocurile Olimpice de vară din 2004. Deși Jocurile s-au dus în cele din urmă la Atena, Cape Town a ajuns pe locul trei. Au existat unele speculații cu privire la faptul că Cape Town a căutat numirea Comitetului Olimpic din Africa de Sud pentru a fi orașul de ofertă din Africa de Sud pentru Jocurile Olimpice de vară din 2020.
| Stadion                                  | Sport                                               | Capacitate | Cluburi                               |
| ---------------------------------------- | --------------------------------------------------- | ---------- | ------------------------------------- |
| Stadionul Cape Town                      | Fotbal/Rugby                                        | 55.000     | Ajax CT, Cape Town City F.C.          |
| Newlands Cricket Ground                  | Cricket                                             | 25.000     | Cape Cobras, Western Province Cricket |
| Stadionul Newlands                       | Rugby                                               | 47.000     | Stormers, Western Province            |
| Stadionul Athlone                        | Fotbal                                              | 24.000     | Santos F.C.                           |
| Stadionul Philippi                       | Fotbal                                              | 5.000      |                                       |
| Velodromul Bellville                     | Ciclism                                             | 3.000      | Western Province Cycling              |
| Centrul de hochei pe iarbă "Hartleyvale" | Hochei pe iarbă                                     | 2.000      | Western Province Hockey               |
| Stadionul Turfhall                       | Softball                                            | 3.000      | Western Province Softball             |
| Sala Polivalentă "Good Hope Centre"      | Diverse sporturi interioare (e.g. baschet)          | 6.000      |                                       |
| Clubul de iaht "Royal Cape"              | Navigație                                           | N/A        | Royal Cape Yacht Club                 |
| Arena Grand West                         | Diverse sporturi interioare (e.g. hochei pe gheață) | 6.000      | N/A                                   |
| Stadionul de atletism "Green Point"      | Atletism, Fotbal                                    | 5.000      | N/A                                   |
| Bazinul Olimpic Newlands                 | Natație/Polo pe apă/Sărituri în apă                 | 2.000      | WP Aquatics                           |
| Barajul Berg River                       | Canotaj/Canoe-Caiac                                 | N/A        | N/A                                   |
| Canalul Khayelitsha                      | Canotaj/Canoe                                       |            |                                       |
| Stadionul Khayelitsha                    | Fotbal/Rugby                                        | 6.000      |                                       |

### Evenimente sportive
Cape Town are o experiență vastă în găzduirea unor evenimente sportive naționale și internaționale importante.
Competiția de ciclism Cape Town Cycle Tour este cea mai mare competiție de ciclism programată individual din lume - și primul eveniment din afara Europei care a fost inclus în turul Seria de Biciclete de Aur a organizației Uniunea Ciclismului Internațional. Peste 35.000 de bicicliști se confruntă cu un traseu de 109 km în jurul orașului Cape Town. Competiția de ciclism Absa Cape Epic este, de asemenea, cea mai mare competiție de ciclism montan cu servicii complete din lume.
Unele evenimente notabile găzduite de Cape Town au inclus Cupa Mondială de Rugby din 1995, Cupa Mondială de Cricket ICC din 2003 și campionatele mondiale în diferite sporturi precum atletism, scrimă, haltere, hochei, ciclism, canotaj, gimnastică și altele. A fost, de asemenea, unul dintre orașele gazdă ale turneului de cricket Indian Premier League din 2009.
Cape Town a fost, de asemenea, un oraș gazdă la Campionatul Mondial de Fotbal din 11 iunie până la 11 iulie 2010, îmbunătățind în continuare profilul său ca oraș de evenimente majore.

## Comunicații

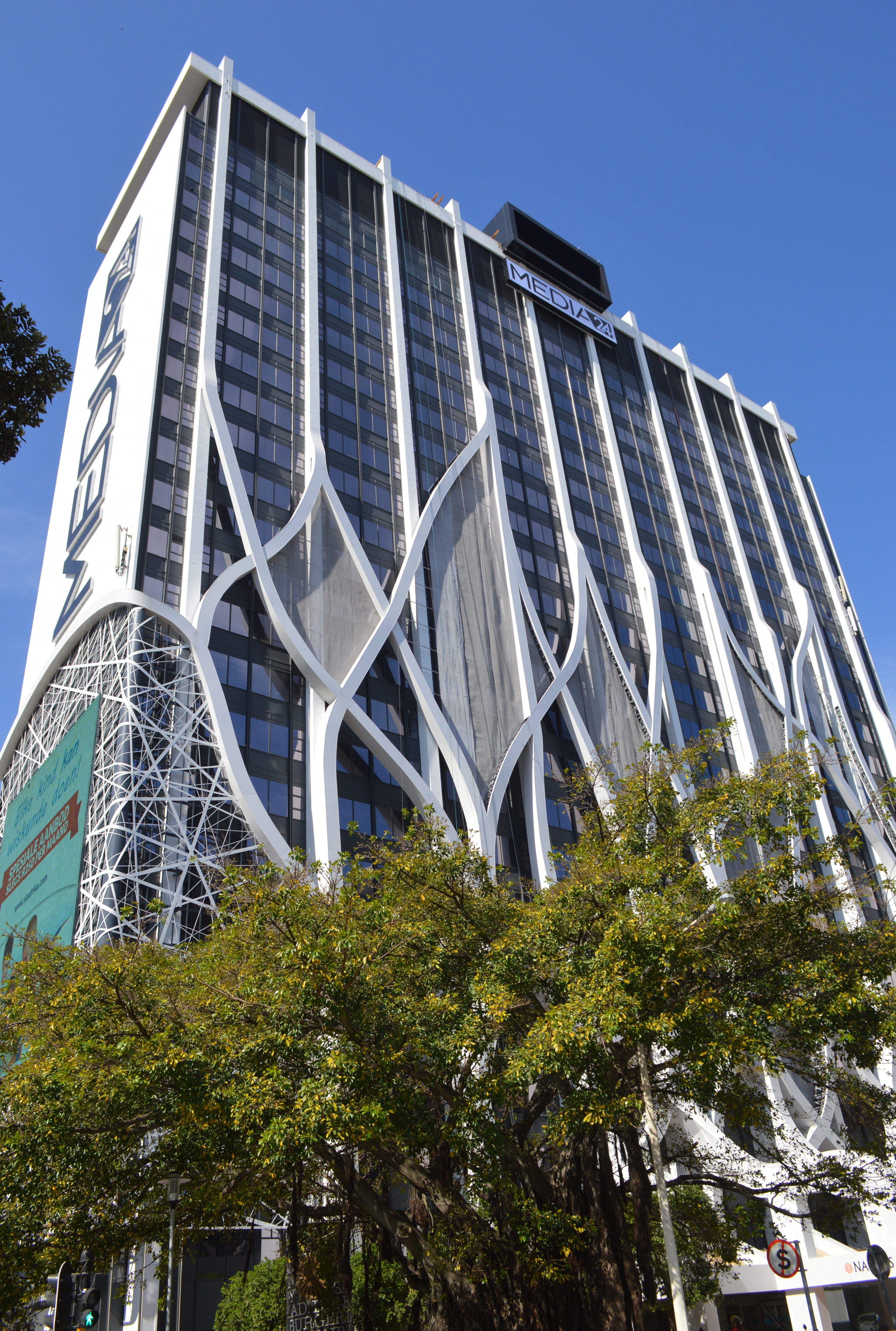
Sediul central al companiei Naspers, aflat în centrul orașului.

Mai multe ziare, reviste și tipografii își au birourile în oraș. Compania Independent News & Media publică ziarele majore în limba engleză din oraș, Cape Argus și Cape Times. Compania Naspers, cel mai mare conglomerat media din Africa de Sud, publică Die Burger, cel mai important ziar în limba afrikaans.

## Crimă
În ultimii ani, orașul s-a confruntat cu probleme precum drogurile, o creștere a criminalității violente legate de droguri și mai recent violența de bandă. Doar în regiunea Cape Flats, există aproximativ 100.000 de membrii din peste 130 de bande diferite în 2018. Deși există unele alianțe, aceste diviziuni provoacă, de asemenea, conflicte între grupuri. În același timp, economia a crescut datorită avântului turismului și a sectorului imobiliar, și a avut cea mai mică rată de inegalitate din țară în 2012. Din iulie 2019, infracțiunile violente răspândite în zonele mai sărace controlate de bande a dus la o prezență militară continuă în aceste cartiere. Cape Town a avut cea mai mare rată de crimă în rândul marilor orașe sud-africane (77 de omoruri la 100.000 de persoane), în perioada aprilie 2018 - martie 2019. Un număr de 3.157 de crime au avut loc în zonele unde sunt așezările informale create sub regimului apartheid. În 27 iulie 2019, un turist ucrainean pe numele lui Ivan Ivanov a fost înjunghiat până la moarte în timpul unui jaf în timp ce se plimba chiar în apropierea străzii Chapman's Peak Drive de pe Muntele Masă.
Totuși, cu toate acestea, în comparație cu alte orașe sud-africane, criminalitatea rămâne concentrat predominant în cartierele sărace din regiunea Cape Flats. Prin urmare, majoritatea locuitorilor care locuiesc în alte suburbii în afara regiunii Cape Flats nu sunt la fel de afectați. Cu cazuri excepționale, majoritatea cazurilor de criminalitate în afara regiunii Cape Flats este din cauza lipsei de vigilență. De asemenea, turistii sunt rar afectați, și majoritatea cazurile sunt din nou din cauza lipsei de vigilență, precum mersul pe străduțe goale în timpul nopții. Deși există publicitate negativă legat de nivelul criminalității, turiștii străini continuă să viziteze orașul și zonele limitrofe, cu numărul turiștilor având o creștere anuală constantă, fiind dovadă cât de puțini turiști percep crima sau lipsa siguranței din oraș.

## Orașe înfrățite
Cape Town este înfrățit cu următoarele șapte orașe: 
| Țară       | Oraș             | An   |
| ---------- | ---------------- | ---- |
| Germania   | Aachen           | 2000 |
| Israel     | Haifa            | 1975 |
| China      | Hangzhou         | 2005 |
| Franța     | Nice             | 1974 |
| Rusia      | Sankt Petersburg | 2001 |
| Portugalia | Funchal          | 1995 |
| Belgia     | Antwerp          | 1996 |

## Personalități marcante
- J.M. Coetzee (n. 1940), scriitor, Premiul Nobel pentru Literatură;
- Margarett Gardiner (n. 1959), fotomodel;
- Simon Lessing (n, 1971), sportiv.